# 火星科学实验室任务年表

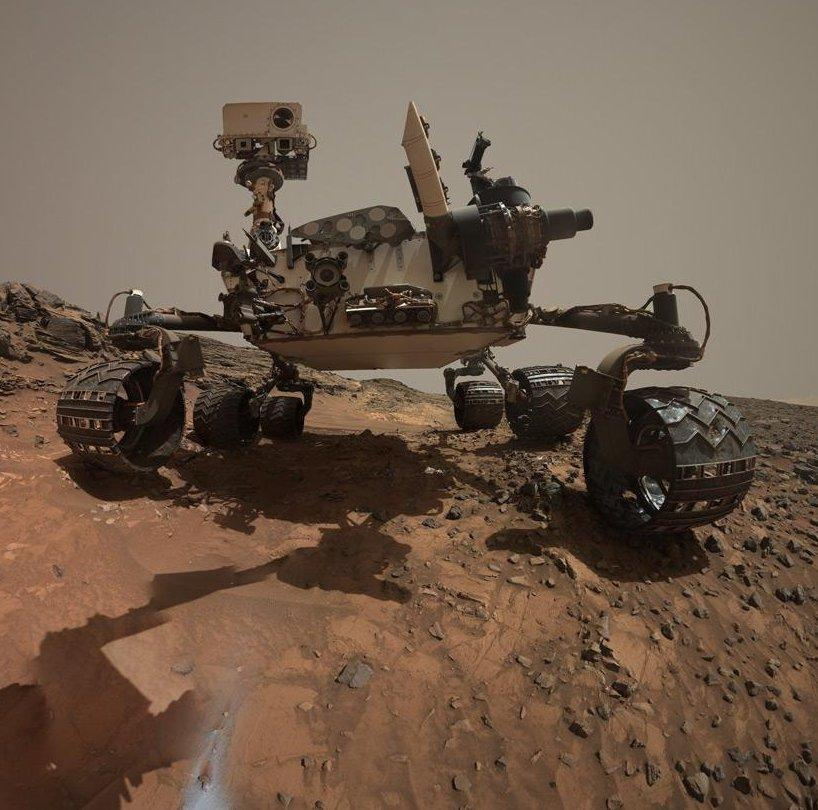
火星上的好奇号漫游车（2015年8月5日）

2011年11月26日，火星科学实验室及其好奇号漫游车从地球发射升空，并于2012年8月5日成功登陆火星。截至2025年3月14日，好奇号漫游车已在火星运行了4481个火星日 (总计4603天;12年7个月又8天)
(查看目前状况)。

## 发射前（2004年-2011年）

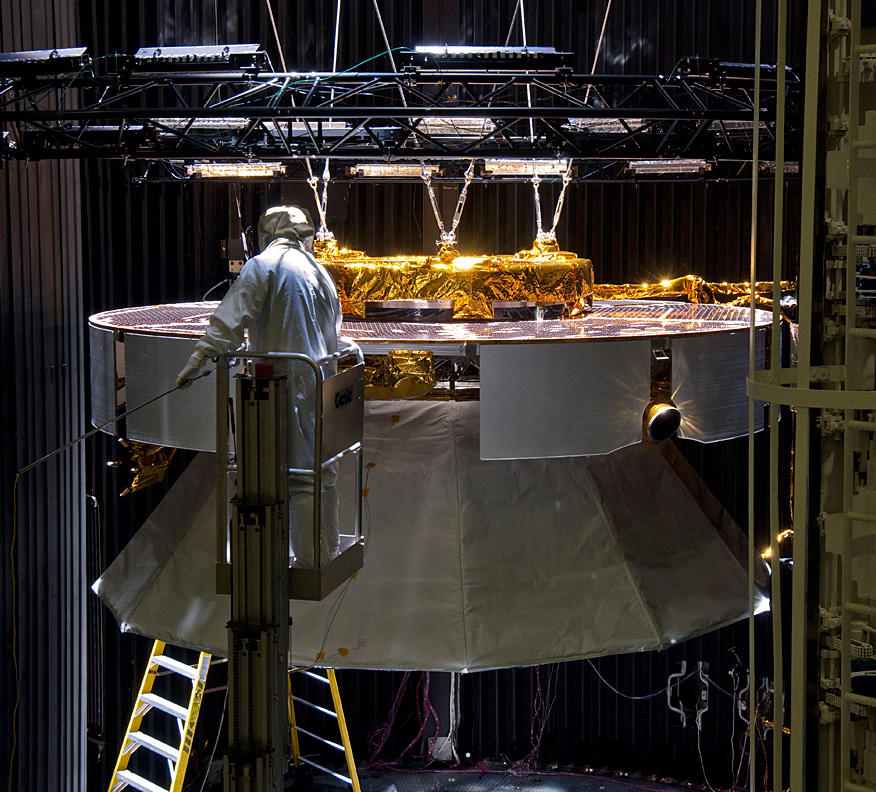
2010年，正在对巡航平台进行测试。

2004年4月，美国国家航空航天局 (NASA)发布了为火星科学实验室和漫游车任务征集科学实验及仪器建议的公告，并计划于2009年9月发射。截至2004年12月14日，共选择了俄罗斯、西班牙等国家研制的八台探测设备。
组件测试也于2004年底开始，包括洛克达因航太公司设计的可在燃料泵入压力固定情况下，将推力从15%调节至100%的单推进剂引擎 。到2008年11月，大部分软硬件开发业已完成，但测试仍在继续，此时成本已超支约4亿美元。2008年12月，由于测试和集成时间不足，发射被推迟至2011年11月。
2009年3月23至29日，公众通过美国宇航局网站上的一项民意调查，对九条入围漫游车征名的名称（探险、阿米莉亚、征程、洞察、追求、黎明、视野、奇迹和好奇）进行了投票。2009年5月27日，宣布最终胜出名称为“好奇号”，该名称由堪萨斯州六年级华裔女学生马天琪在一次作文比赛中所提出。

### 着陆点选择
在首次火星科学实验室着陆点研讨会上，确定了33处可能的着陆点。到2007年底第二次研讨会时，该名单已扩大到将近50个地点，研讨会结束时，名单减少至6个。2008年11月，在第三次研讨会上，项目负责人将该名单缩减为以下四个着陆点：
| 名称               | 位置                                | 高度                | 备注                                                    |
| ------------------ | ----------------------------------- | ------------------- | ------------------------------------------------------- |
| 埃伯斯瓦尔德撞击坑 | 23°52′S 326°44′E / 23.86°S 326.73°E | -1450米(-4760英尺)  | 古河流三角洲。                                          |
| 霍顿撞击坑         | 26°22′S 325°06′E / 26.37°S 325.10°E | −1940米(-6360英尺)  | 干涸湖床。                                              |
| 盖尔撞击坑         | 4°29′S 137°25′E / 4.49°S 137.42°E   | -4451米(-14603英尺) | 中心附近有一座5公里（3.1英里） 高的层状结构山丘；中选。 |
| 马沃斯谷           | 24°01′N 341°02′E / 24.01°N 341.03°E | -2246米(-7369英尺)  | 被灾难性洪水冲刷出的河道。                              |

2010年9月下旬召开了第四次着陆点研讨会；2011年5月16日至18日举行第五次也是最后一次研讨会。2011年7月22日，正式宣布称盖尔撞击坑被选择为火星科学实验室任务的着陆点。

## 发射（2011年）

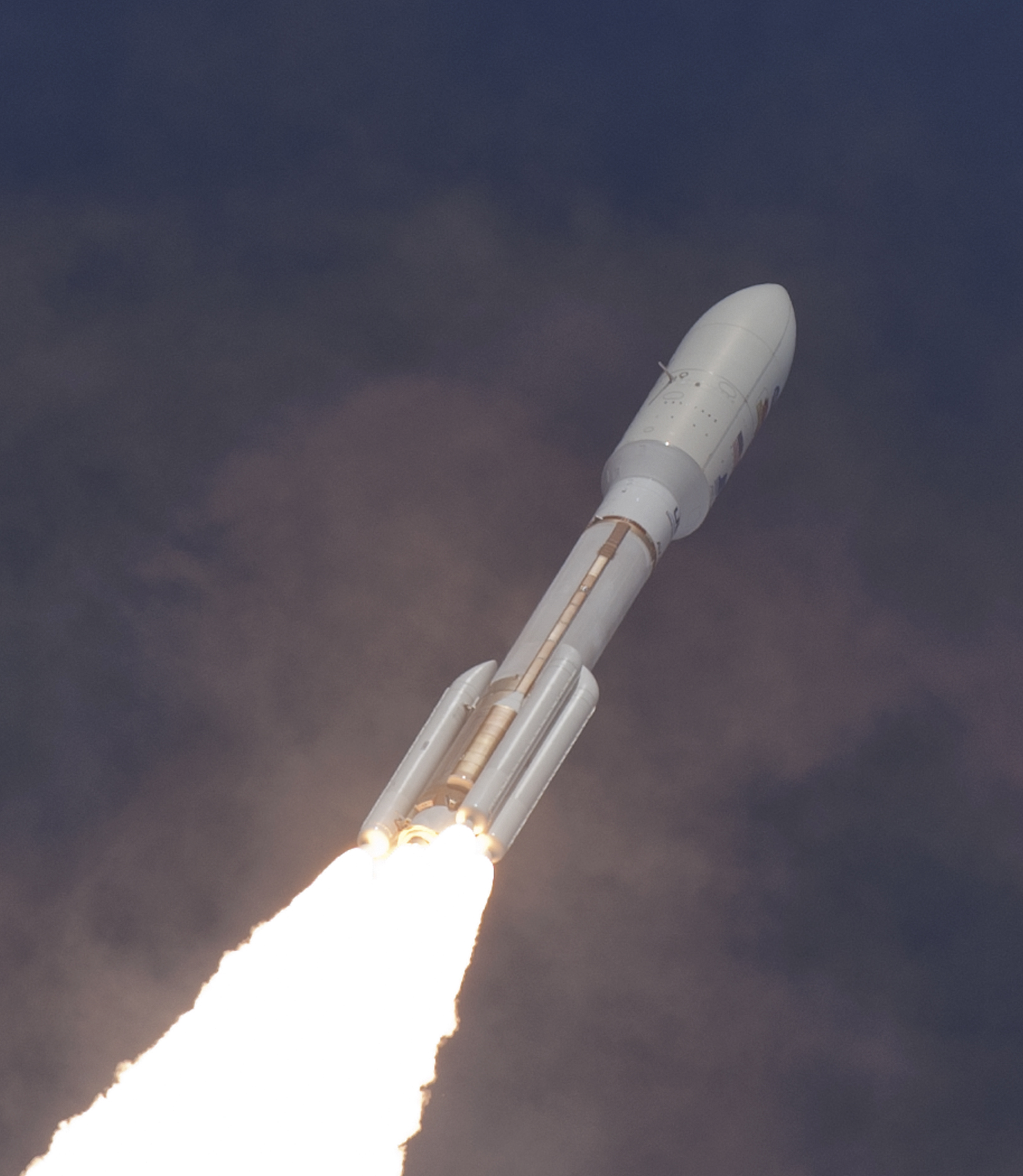
火星科学实验室发射升空 (2011年11月26日)

2011年10月9日，一、二级运载火箭连同固体助推器在发射台旁竖立就位，2011年11月3日，加盖了整流罩的航天器被运送到发射台。2011年11月26日，美国东部时间10时2分（协调世界时15时2分），火星科学实验室搭载在联合发射联盟的宇宙神5号541型运载火箭上，从卡纳维拉尔角空军基地41号航天发射复合体发射升空。
2011年12月13日，火星车开始监测太空辐射，以帮助规划未来的载人火星任务。
火星之旅耗时八个多月，在此期间，航天器分别在1月11日、3月26日、6月26日和7月28日进行了四次轨道修正，该任务设计可允许作最多6次的轨道修正。

## 着陆（2012年）
2012年8月6日协调世界时5时17分，好奇号降落在盖尔撞击坑，到达火星后，自动精确着陆程序接管了整个着陆运行过程，电缆切割器将巡航平台与航天器气动外壳分离，然后巡航平台转向大气层焚毁轨道，着陆则由3艘火星监测轨道器同时确认。好奇号所降落目标地与中心点仅相距2.4公里（1.5英里），着陆点（名为“布雷德伯里着陆场”）坐标为：4°35′22″S 137°26′30″E / 4.5895°S 137.4417°E。
中继轨道器将一些低分辨率避障相机照片传送到地球，确认火星车车轮已正确落在了地面上。三小时后，火星车开始发送有关系统状态以及进入、下降和着陆过程的详细数据，提供包括好奇号火星车和相关降落伞 (高分辨率成像科学设备，2012年10月10日)在内的着陆点航拍三维图像。 
2012年8月8日，任务控制中心开始通过删除进入-下降着陆软件、上传并安装地面操作软件升级火星车的两部电脑,切换工作于8月15日完成.

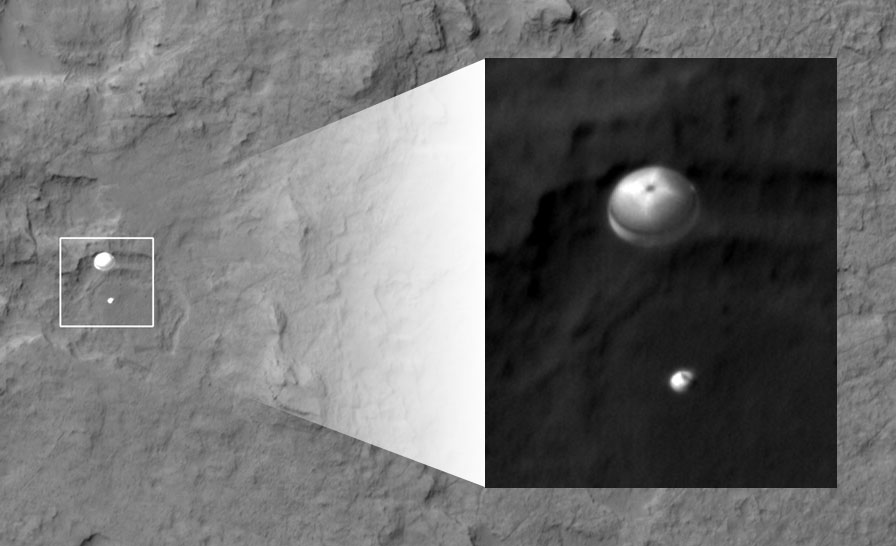
2012年8月6日，“好奇号”火星车降落在火星表面(视频-03:26)[50]。
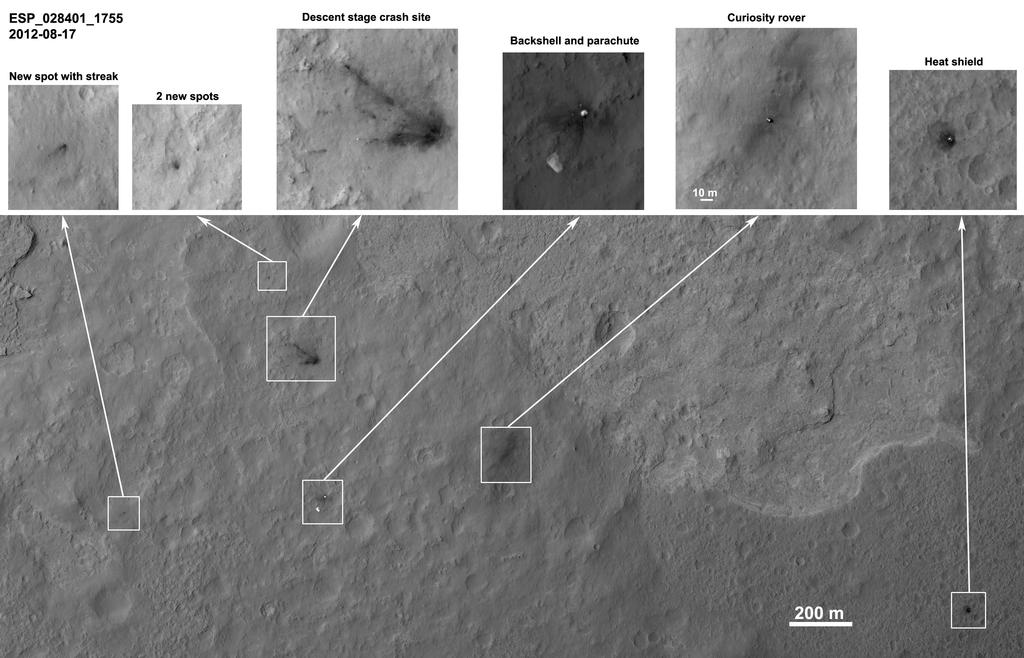
2012年8月6日，“好奇号”通过降落伞下降(火星勘测轨道飞行器/高分辨率成像科学设备)[51]。
- 火星科学实验室碎片区-降落伞落在距“好奇号”615米处(三维: 火星车和降落伞) (2012年8月17日火星勘测轨道飞行器拍摄)。
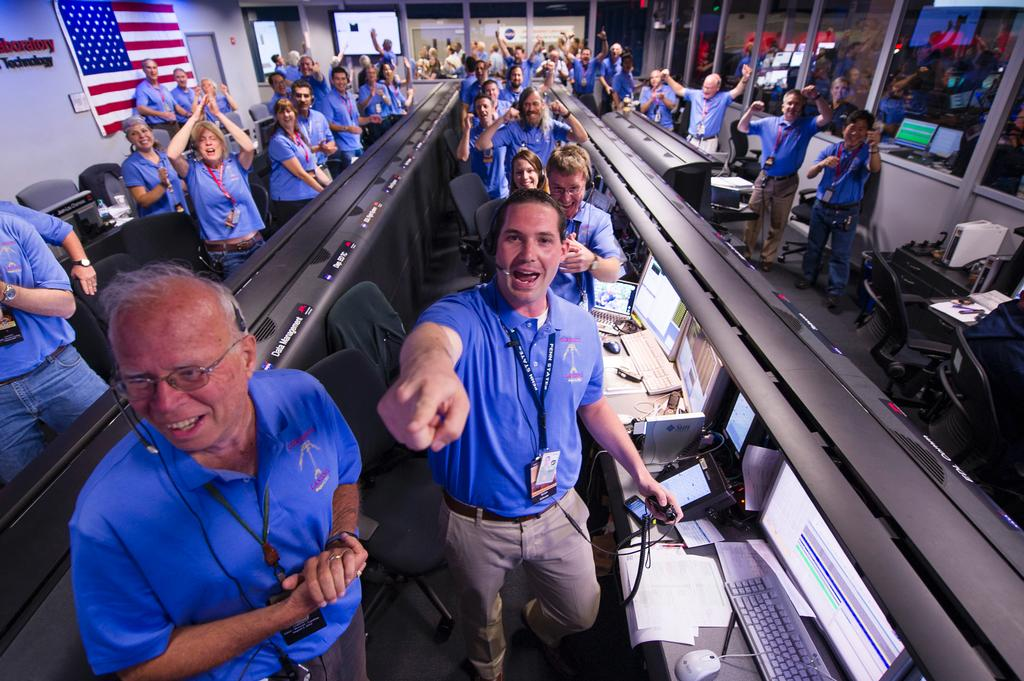
美国宇航局喷气推进实验室的工程师庆祝成功着陆[52]。
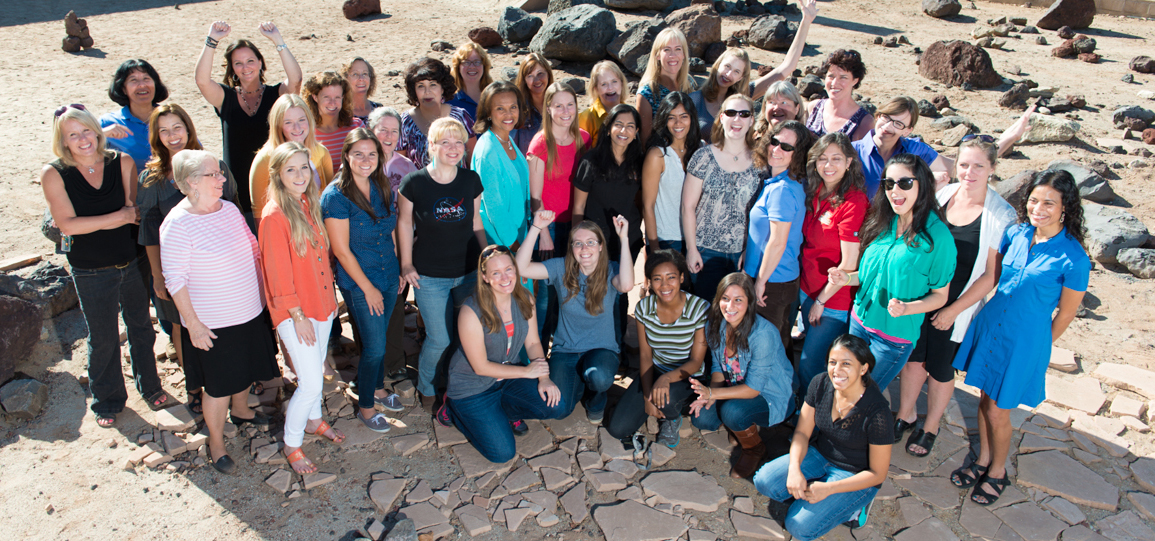
好奇号漫游车的女性团队成员(2014年6月26日)。
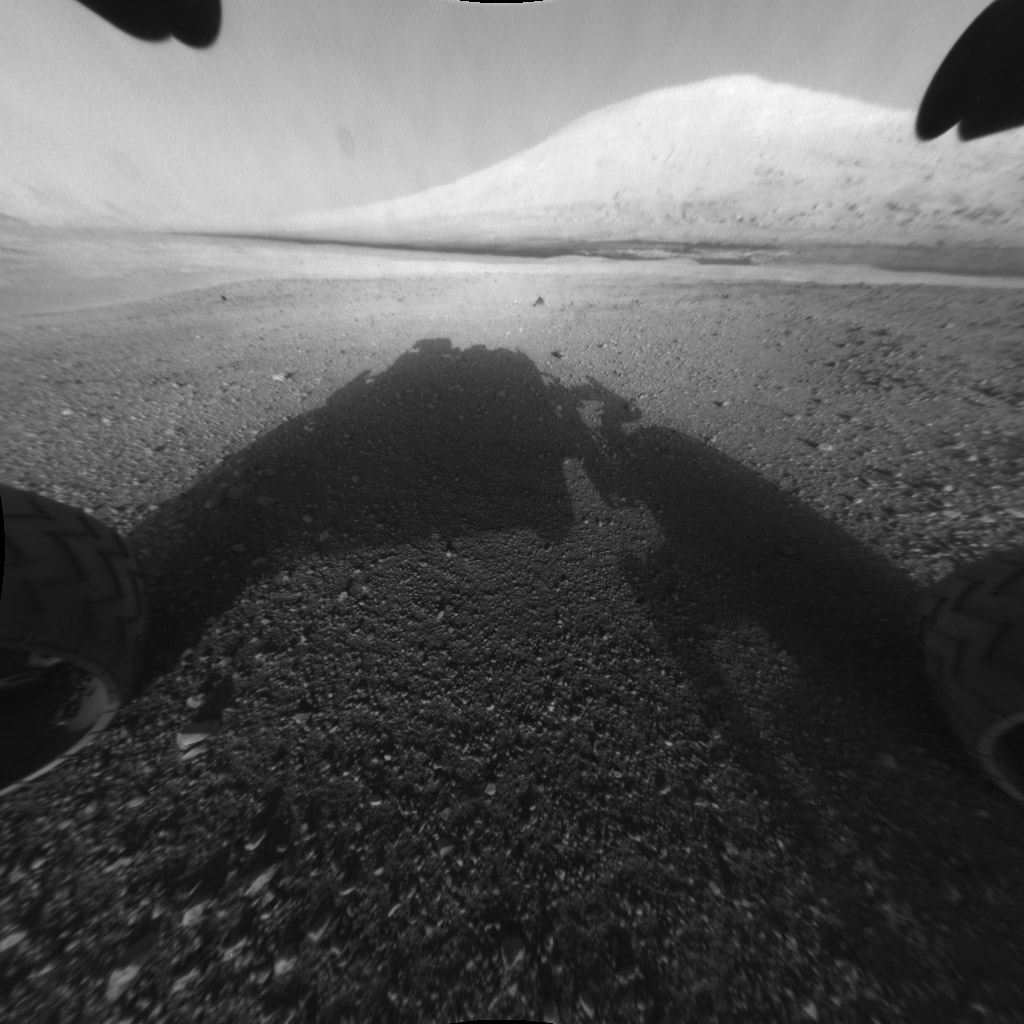
“好奇号”于2012年8月6日降落[37]在距夏普山山脚约10公里处[53]。
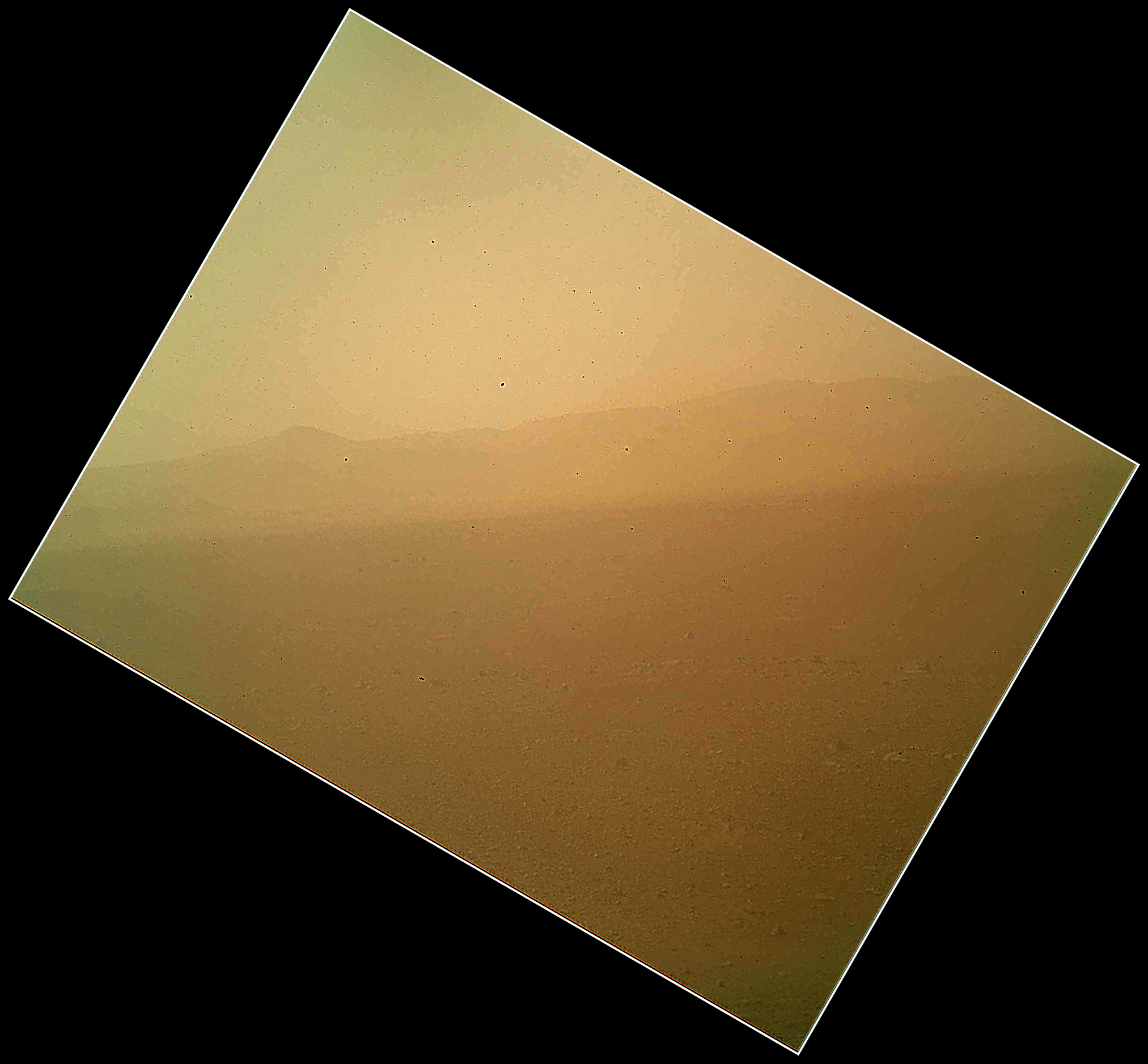
好奇号拍摄的第一幅彩色图片（2012年8月6日）。
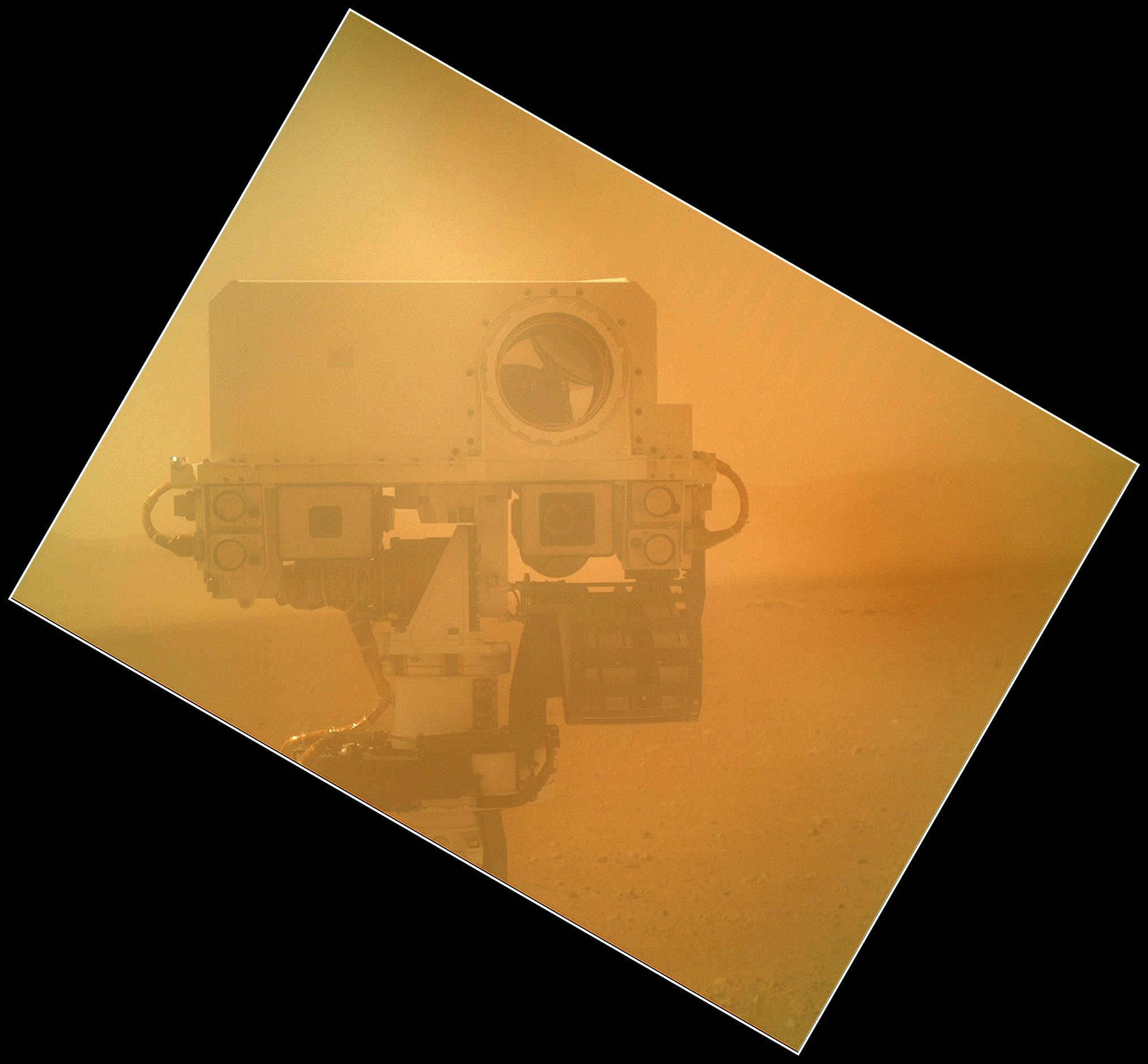
2012年9月7日，好奇号拍摄的自拍照—加盖了防尘盖。
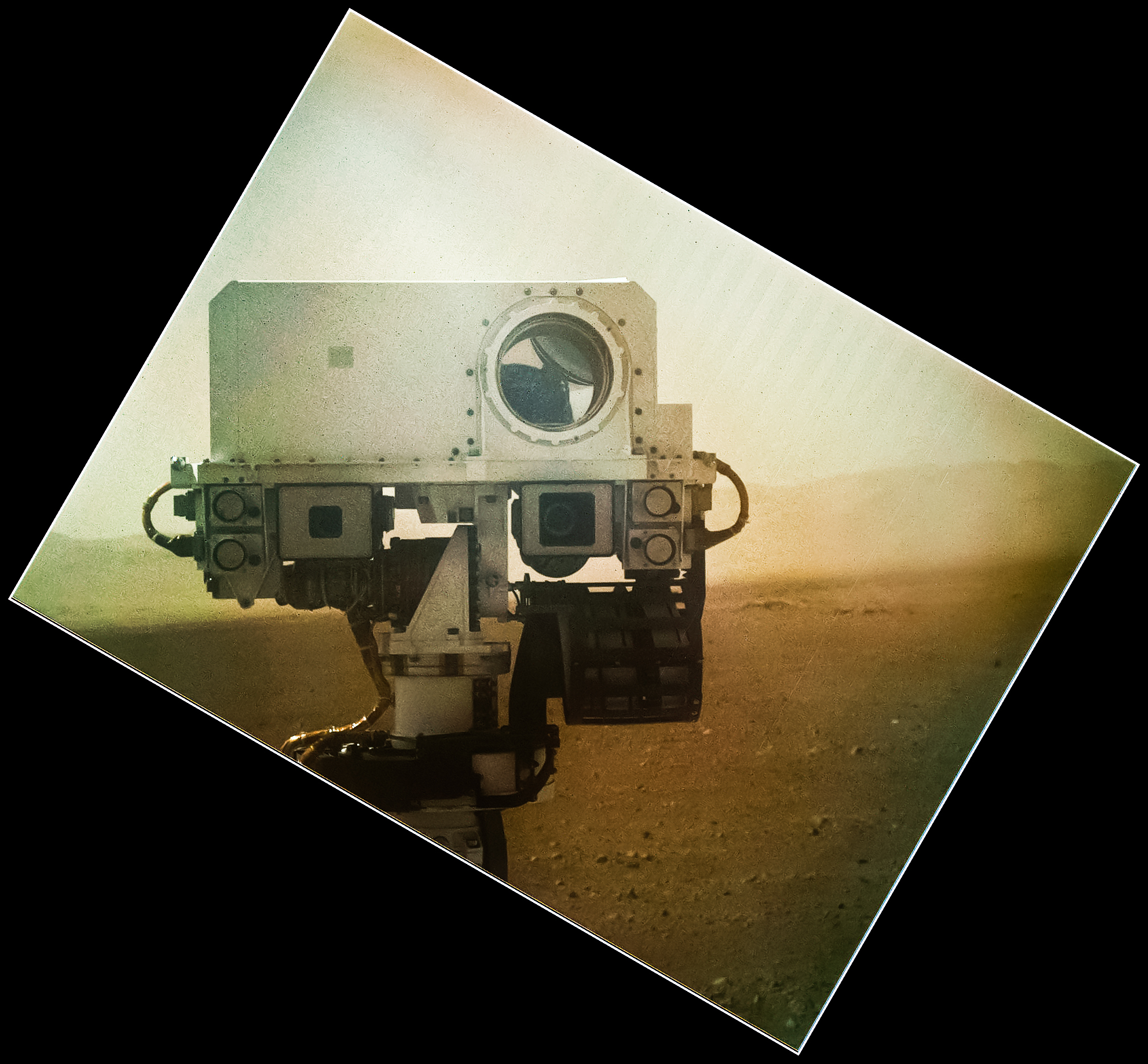
好奇号的自拍照（2012年9月7日，颜色校正）。
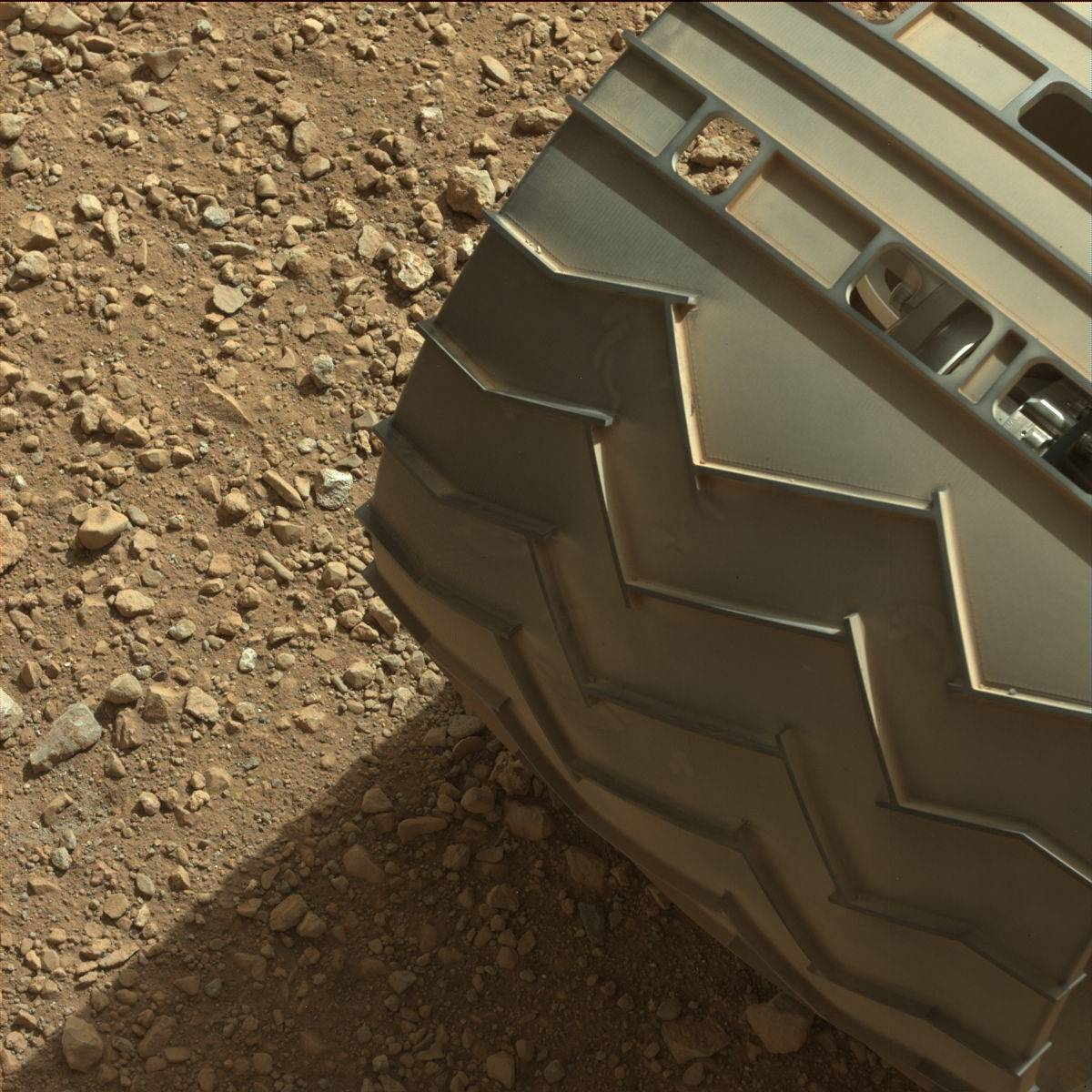
火星车车轮下方的砾石。

## 2012年的事件
2012年8月15日，火星车开始了为期数天的仪器检查和机动性测试。2012年8月19日，好奇号在布雷德伯里着陆场附近的一块岩石-N165（加冕岩）上进行了化学和摄像综合设施的首次激光测试。
科学和运营团队已确定了至少六条通往夏普山脚的可能路线，并估计在好奇号缓慢前往山脚的过程中，约需一年的时间来研究坑底的岩石和土壤。化学和摄像综合设施团队预计每天对岩石进行约12次的成分测量。
在完成移动性测试后，2012年8月29日，火星车开始了第一次行驶，前往东面约400米（1300英尺）一处名叫格莱内尔格的地点。格莱内尔格是一处三种地形相交的地方，也是任务的第一个主要行驶目的地，穿越过程可能需要两个月的时间，之后好奇号将在格莱内尔格停留一个月。
途中，好奇号研究了一块以数学家“杰克·马蒂耶维奇”(后转行为工程师，在六轮漫游车设计中发挥了关键作用，于好奇号在八月份登陆火星数天后去世)命名的金字塔形岩石。杰克·马蒂耶维奇岩石高约25厘米（9.8英寸），宽约40厘米（16英寸），可能是一块橄榄粗安岩火成岩，一种富钠的含玄武质粗安岩奥长石 。之后，在2012年9月30日，好奇号火星手部透镜成像仪（MAHLI）和阿尔法粒子X射线光谱仪（APXS）对一块名为“巴瑟斯特因莱特岩石”的细粒岩石进行了检查，该岩石以位于加拿大北冰洋岸深水港-巴瑟斯特湾所命名。此外，一处名为“石巢”的沙地成为好奇号探测车首次使用机械臂挖斗的测试目标。

### 古代水的证据
2012年9月27日，美国宇航局的科学家们宣布，好奇号探测车发现了一条古河床的证据，表明火星上存在过“奔腾”的水流。
2012年10月7日，在石巢沙地上发现了一块神秘的“明亮物体”(图像)，引起了科学界的兴趣。对该物体拍摄了数张特写照片(特写1 （页面存档备份，存于）) (特写2 （页面存档备份，存于）)，科学家的初步解释表明该物体是“来自航天器的碎片”。尽管如此，但在更多的周边沙地图像中，检测到了其他的“明亮颗粒”(图像 （页面存档备份，存于）) (特写一 （页面存档备份，存于）)，这些新发现的物体目前被认为是“火星本地物”。
2012年10月17日，在石巢首次对火星土壤进行了X射线衍射分析，结果显示存在包括长石、辉石和橄榄石等在内的多种矿物，并表明样本中的火星土壤类似于夏威夷风化的玄武质火山土壤。所接触样本是由全球沙尘暴分布的尘埃和当地细沙组成。到目前为止，好奇号分析的材料与盖尔撞击坑中沉积物所记录的从潮湿到干燥环境的变迁一致。2012年11月22日，好奇号漫游车用阿尔法粒子X射线光谱仪分析了一块名为“石巢3号”的岩石，然后继续往朝向“波因特湖”方向的格莱内尔格行驶。
2012年12月3日，美国宇航局报告说，好奇号进行了首次大范围的土壤分析，揭示了火星土壤中存在水分子、硫和氯。样本中很可能存在高氯酸盐。硫酸盐和硫化物的存在也可能是因为检测到了二氧化硫和硫化氢，同时还检测到了少量氯甲烷、二氯甲烷和三氯甲烷，这些分子中碳的来源尚不清楚，可能来自仪器污染、样本中的有机物和无机碳酸盐。

## 2013年的事件

### 古代宜居性的证据
2013年2月，火星车首次使用了钻机。
2013年3月，美国宇航局报告，好奇号在分析了盖尔撞击坑内“黄刀湾”第一个火星岩石钻孔样本—“约翰·克莱因”岩石后，发现了盖尔撞击坑的行星化学环境曾适宜微生物生命的证据。
火星车探测到了水、二氧化碳、氧气、二氧化硫和硫化氢。还检测到氯甲烷和二氯甲烷，相关测试发现的结果与存在蒙脱石粘土矿物的情况一致。此外，根据一项研究，与“黄刀湾”吉莱斯皮湖（Gillespie Lake）区域的砂岩层似乎与地球上发现的“微生物席成因构造”（MISS）相似。

### 大气层消失的证据
2013年4月8日，美国宇航局报告称，根据氩同位素比率研究，大部分火星大气层业已消失。
2013年7月19日，美国宇航局的科学家公布了对火星大气层的新分析结果，报告称“好奇号”探测车着陆点周围缺乏甲烷。此外，根据气体同位素组成的丰度，特别是与氩和碳相关的气体同位素比例，科学家们发现了火星“随时间的推移已失去大量大气”的证据。

### 2013年的其它事件

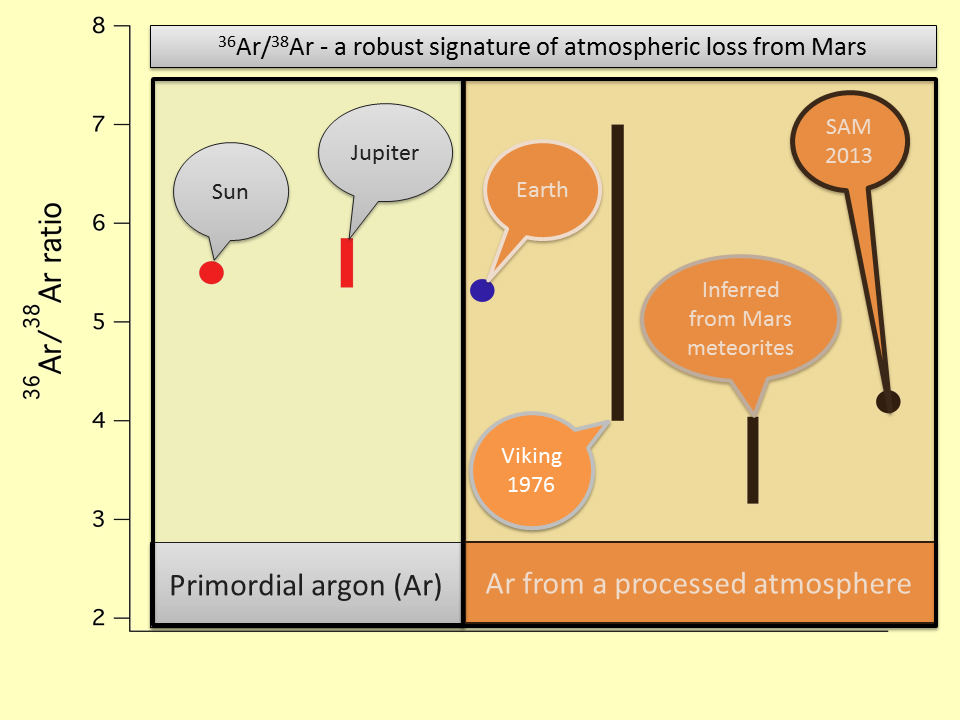
用于估算火星大气消失的氩同位素比率（好奇号探测车，2013 年4月）。

2013年2月28日，美国宇航局被迫切换到备份电脑，原因是当时处于运行状态的主计算机闪存出现问题，导致计算机不断重复重启。备份计算机在安全模式下打开，并于2013年3月19日转换为运行状态。
2013年3月18日，美国宇航局报告了水合矿物的证据，在包括“廷蒂纳岩石”和“萨顿内露层”碎块中以及“克诺尔岩石”和“韦内克岩”等其他岩石的矿脉和结核中可能存在水合硫酸钙。探测车中子反照率动态探测器进行的分析提供了地下水的证据，在火星车从布雷德伯里着陆场前往格莱内尔格地形的黄刀湾区途中，表明地下水含水量高达4%，深度达60厘米（2.0英尺。

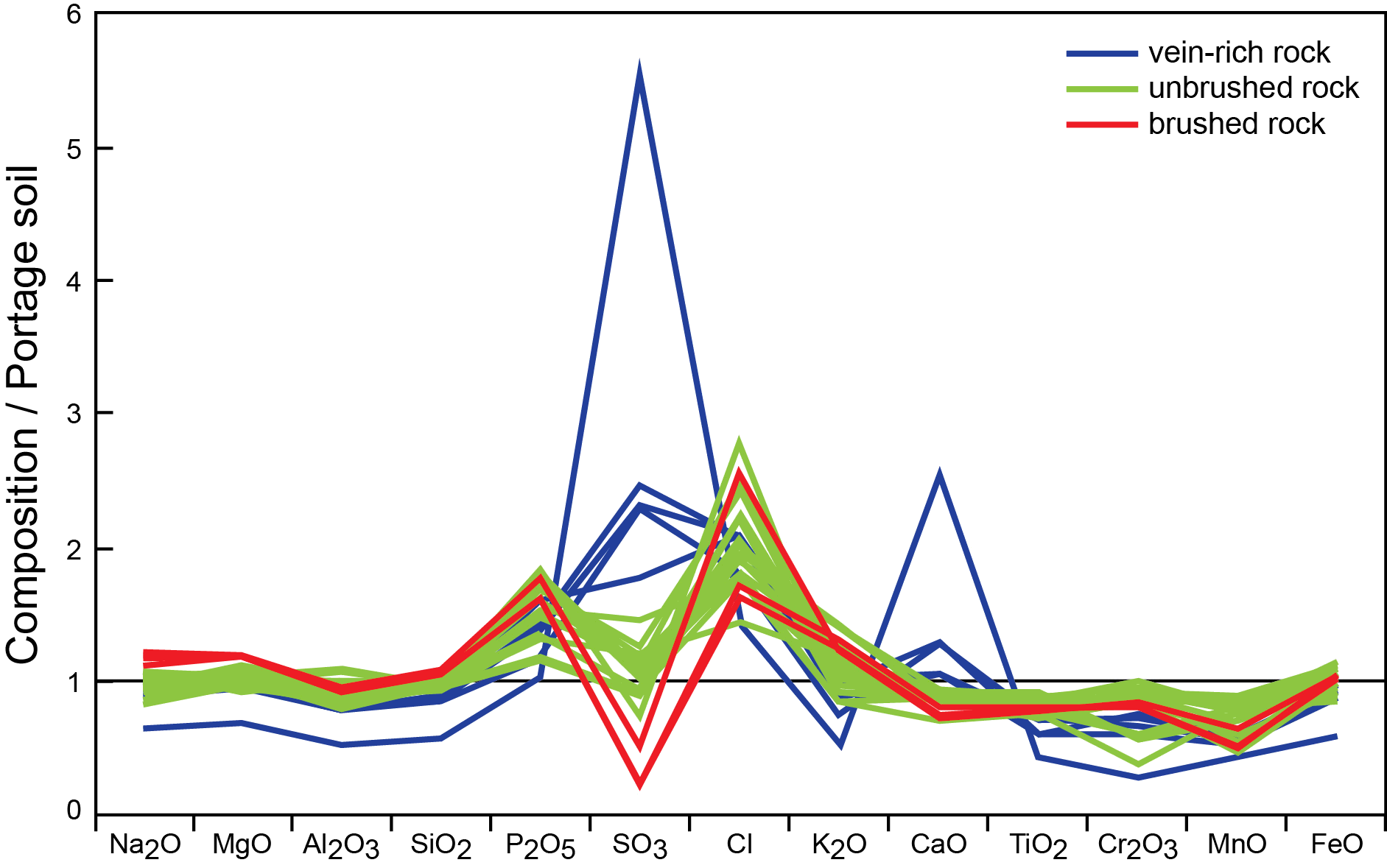
“黄刀湾”岩石矿脉中的钙和硫含量较“波蒂奇”土壤更高—阿尔法粒子X射线光谱仪分析结果—好奇号火星车（2013年3月）。

2013年4月4日至5月1日，“好奇号”因火星与地球凌日的关系而触发自主运行。在此期间，任务控制中心因担心太阳干扰可能会导致数据损坏，并未向好奇号发送过任何指令，但好奇号每天都通过奥德赛号中继向地球传递来自漫游车的嘟嘟声。在太阳、火星、地球三者会合期间，“好奇号”继续在黄刀湾进行驻车探测。
2013年6月5日，美国宇航局宣布， 好奇号将很快开始从格莱内尔格区到夏普山山脚的8公里（5英里）之旅。这一行程预计需要九个月到一年的时间，沿途会停留研究当地的地形。
2013年7月16日，好奇号火星车在穿越火星的旅程中抵达新的里程碑，自2012年着陆来已行驶了1公里（0.62英里）；到2013年8月1日，累计里程已超过1英里：1.686公里（1.048英里）。
2013年8月6日，美国宇航局为庆祝“好奇号”在火星（2012年8月6日至2013年8月5日）上一周岁生日，对漫游车进行编程，让它为自己演唱了一曲“生日快乐”歌。美国宇航局还发布了数段视频(视频-1 （页面存档备份，存于）, 视频-2 （页面存档备份，存于）)，总结了火星车一年来的成就，主要有：在火星上发现了“生命适宜的古环境”证据；火星车在火星地表行驶超过一英里，向地球传输了超过190G的数据，包括7万张图片（3.67万张完整图像和3.5万张缩略图）；火星车上的化学和摄像综合设施向2000个目标照射激光超过7.5万次。
2013年8月27日，好奇号火星车首次在未知的火星地面使用自主导航（或“自动导航”—漫游车自主决定如何安全驾驶的能力）。

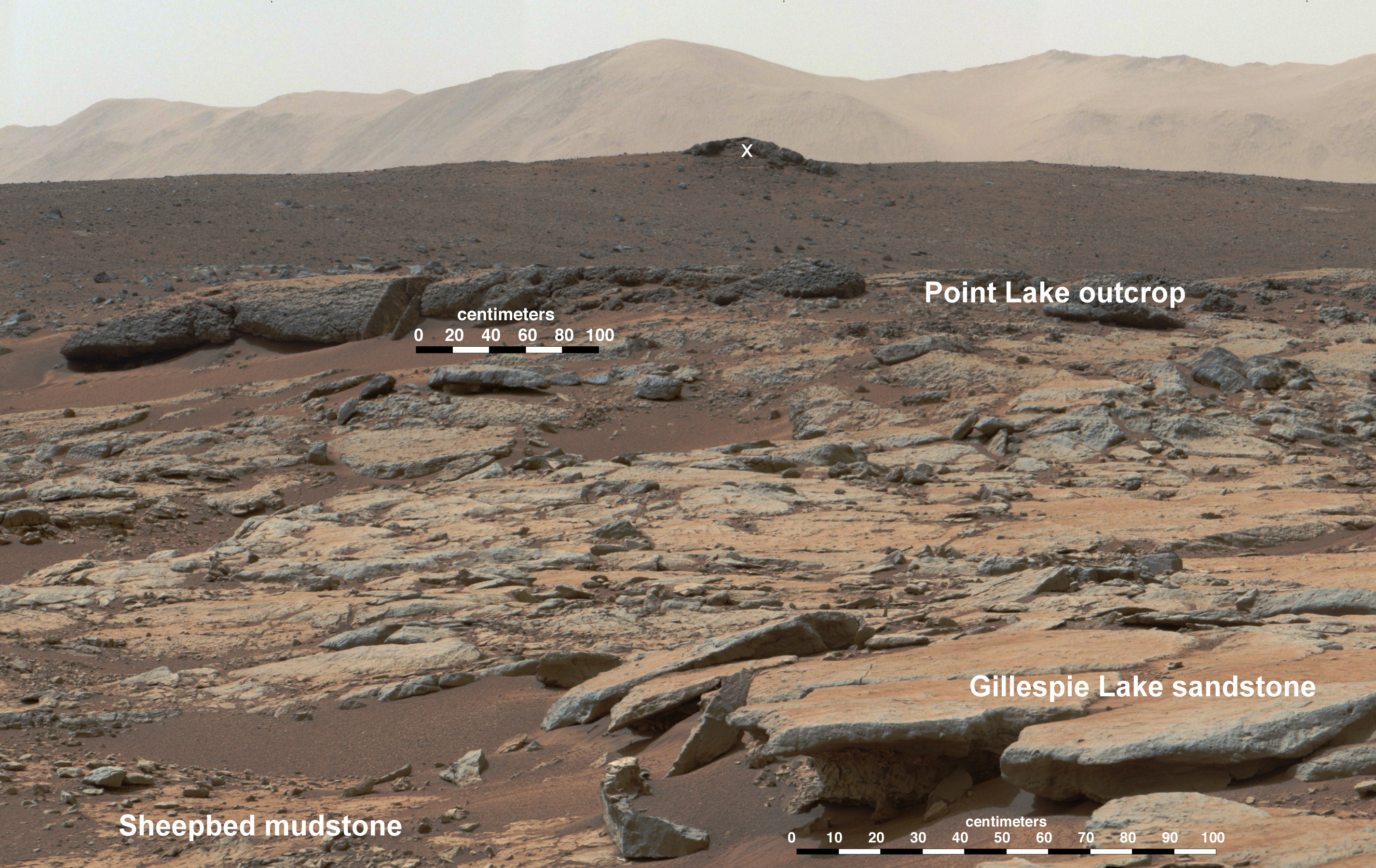
2013年2月14日，好奇号火星车看到的羊床" 泥岩 (左下角) 及周边环境。

2013年9月19日，美国宇航局科学家根据好奇号的进一步测量，报告未检测到大气甲烷，所测量值为0.18±0.67ppbv，其对应的上限仅为1.3ppbv（95%置信限），因此得出结论是，当前火星上存在产甲烷微生物活动的可能性不高。
2013年9月26日，美国宇航局的科学家报告说，火星好奇号火星车在盖尔撞击坑内的埃俄利斯沼石巢区土壤样本中检测到了“丰富、且易于获取”的水（重量百分比为1.5-3）。此外，美国宇航局报告称，好奇号探测车发现了两种主要的土壤类型：细粒镁铁质型和本地衍生的粗粒长英质型。镁铁质型与其他火星土壤和火星尘埃类似，与土壤非晶相的水合作用有关。此外，在好奇号火星车着陆点（以及早前更靠近极地的凤凰号着陆器着陆点）发现了高氯酸盐，它的存在可能使探测与生命相关的有机分子变得困难，这表明“这些盐类呈现全球分布”。美国宇航局还报告说，“好奇号”在前往格莱内尔格途中遇到杰克·马蒂耶维奇岩，是一种橄榄粗安岩，与地球上的橄榄粗安岩岩石非常类似。
2013年10月17日，美国宇航局报告称，根据对火星大气层中氩的分析，在地球上发现的某些认为是来自火星的陨石被证实确是来自火星。

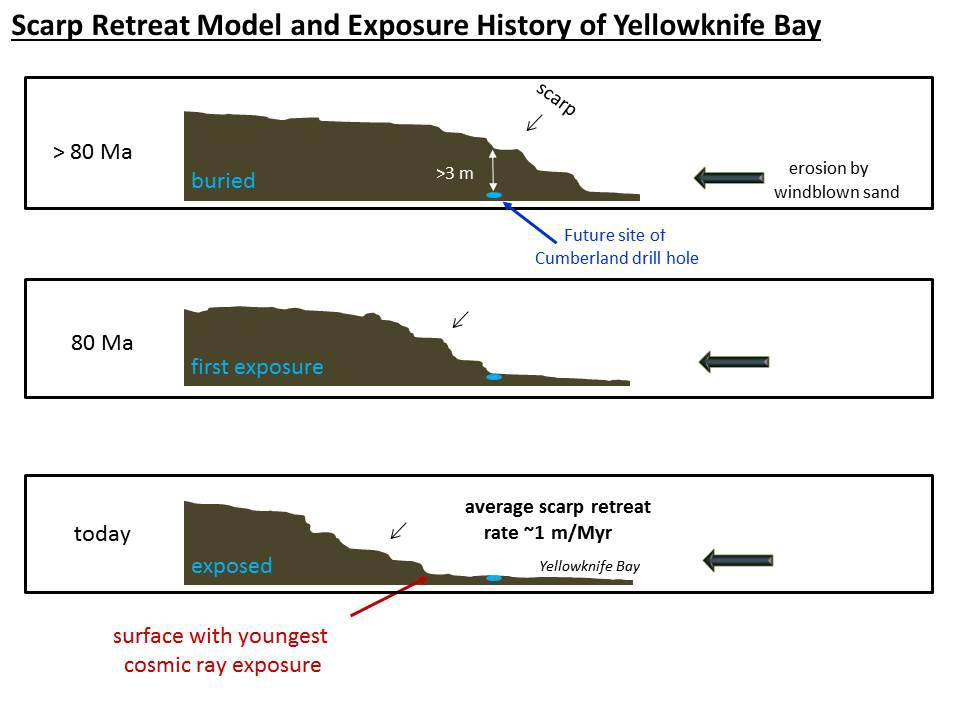
风沙在火星过去时期形成的崖退（黄刀湾，2013年12月9日）。

2013年11月13日，为纪念行星科学家布鲁斯·穆雷（1931年-2013年），美国宇航局公布了二处与两台运行的火星探测漫游者有关的重要火星特征名：“穆雷孤峰群”（Murray Buttes），好奇号漫游车前往夏普山前将穿过的通道口和“穆雷岭”（Murray Ridge），一座机遇号漫游车正在探索的隆起陨石坑。
2013年11月25日，美国国家航空航天局报告说，在完成对11月17日首次检测到的电气故障诊断后，“好奇号”已完全恢复探测运行，没有明显的能力损失。看来是火星车电源-多任务放射性同位素热电发电机内部短路，导致了电压指示器出现异常和间歇性的下降。
2013年11月27日，好奇号火星车任务首席科学家约翰·格勒青格纽约时报上发表了当前和拟议中的火星探索任务(标题：《火星世界》 （页面存档备份，存于）)。
2013年12月9日，美国宇航局根据好奇号火星车研究盖尔撞击坑内夏普山附近埃俄利斯沼的证据，报告说火星上存在过一座巨大的淡水湖（可能是微生物生命的宜居环境）。
2013年12月9日，美国宇航局研究人员在《科学》期刊上发表了六篇系列文章，介绍了“好奇号”漫游车的诸多新发现，发现了无法用污染来解释的可能有机物。虽然有机碳可能来自火星，但这一切也可用降落在火星上的尘埃和陨石来解释。由于大部分碳是在温度相对较低的“好奇号”火星样本分析（SAM）仪器包中释放的，因此，它们可能并非来自样本中的碳酸盐。碳可能来自生物体，但这一点尚未得到证实。这种含有机物的材料是在“黄刀湾”一块名为“羊床泥岩”的岩石上钻入5厘米深获得的，这些样本分别被命名为“约翰·克莱因”和“坎伯兰”。微生物可通过矿物间的化学不平衡而获得能量，从而在火星上生存，这一过程称为“化能无机营养”，意思即“吃石头”。但是，在这种作用过程只涉及极少量的碳—远低于在“黄刀湾”发现的碳。
科学家们使用火星样本分析设备中的质谱仪测量了宇宙射线穿过岩石时产生的氦、氖和氩的同位素。他们发现同位素越少，岩石暴露在地表的时间就越近。好奇号钻探的40亿年前的湖底岩石，是在3000万到1.1亿年前被风沙吹走了上面覆盖的近2米厚岩层后才裸露出的。接下来，他们希望通过在突出露头附近钻探，找到一处更年轻数千万年的地点找到一处更年轻数千万年的地点。
在当前太阳活动最高峰期间，测量了约300天火星表面银河宇宙射线和太阳高能粒子的吸收剂量和剂量当量。这些测量对于载人火星任务、探测可能的现存或过去微生物生命存活时间，以及测定有机生命印迹可保存多久等非常必要。该研究估计，需要深达1米的探孔才能接触到可能存在的抗辐射微生物细胞。辐射评估探测器（RAD）在地表测量的实际吸收剂量为7兆戈瑞/年。根据这些测量结果，对往返于火星180天（每次）的航行任务，以及在当前太阳周期中500天的火星表面任务，宇航员将暴露在约1.01希沃特
的总任务剂量当量下。暴露于1希沃特的辐射下将增加5%的致癌风险。目前美国宇航局对在近地轨道工作的宇航员则将这一风险控制在3%。大约3米厚的火星土壤就可获得对银河宇宙射线的最大屏蔽。
检测的样本在数百到数千万年来可能曾是寄宿过活生物体的泥浆，这种潮湿的环境具有中pH值、低盐度和不同氧化还原状态的铁和硫矿物，这些类型的铁和硫可能已被活有机体利用。碳、氢、氧、硫、氮和磷被直接测定为生命所需的关键要素，由此推断，磷也被认为存在于那里。“约翰·克莱因”和“坎伯兰”样本中都含有玄武岩矿物、硫酸钙、氧化铁/氢氧化物、硫化铁、非晶态物质和三八面体蒙脱石（粘土中的一种）。泥岩中的玄武岩矿物与附近风成沉积物类似。然而，泥岩中带磁铁矿的铁镁橄榄石含量要少得多，因此，铁镁橄榄石（橄榄石中的一种）可能蚀变形成蒙脱石和磁铁矿。晚诺亚纪/早赫斯珀里亚纪或更年轻年代的地质成分表明，火星上形成粘土矿物的持续时间超出了诺亚纪。因此，在这一地区，中性pH值持续时间比之前认为的要更长。
2013年12月20日，美国宇航局报告称，好奇号自着陆以来已第三次成功升级了软件程序，目前正在使用第11版运行。新软件有望为火星车提供更佳的机械臂和自动驾驶能力。此外，报告还称，由于车轮磨损，漫游车在目前前往夏普山的崎岖地形上行驶时，需更加谨慎小心。

## 2014年的事件

### 寻找古代生命
2014年1月24日，美国宇航局报告说，目前好奇号和机遇号漫游车正在进行的研究是寻找古代生命的证据，包括基于自养、化能和/或化学无机自养微生物生物圈，以及包括可能宜居的古代湖积平原（与古代河流或湖泊有关的平原）。美国宇航局现在的主要目标是就在火星上寻找适居性、埋藏学（与化石有关）和有机碳证据。

### 抵达夏普山
2014年9月11日（第746个火星日），好奇号到达了埃俄利斯山（亦称夏普山）斜坡，这是火星车任务主要的长期目的地，预计火星车将在那里了解到更多有关火星地质史的信息。自2013年7月4日离开黄刀湾“起点”来，估计好奇号行驶了6.9公里（4.3英里）的直线距离抵达山坡。

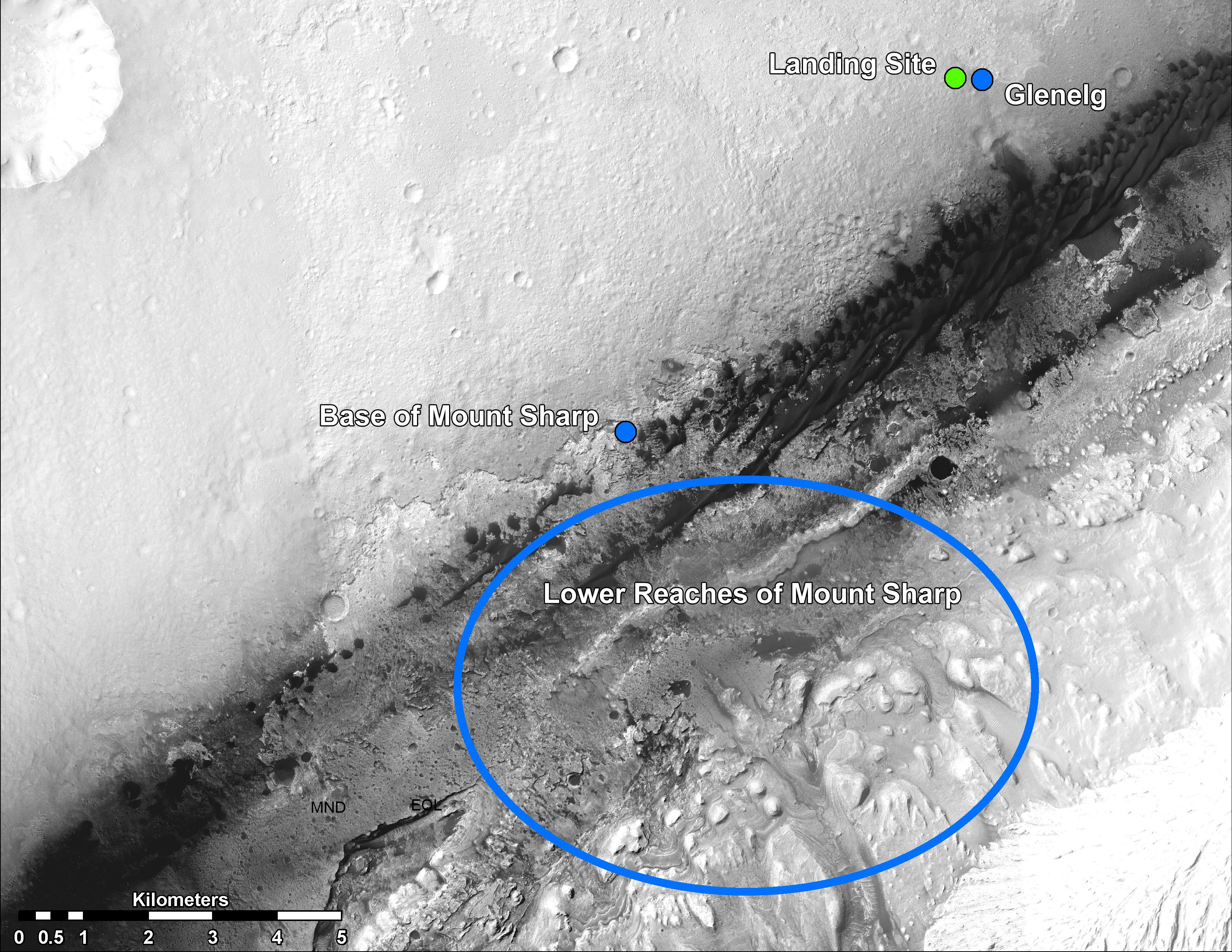
概览图-蓝圈标注出“埃俄利斯山山底区”（2012年8月17日）
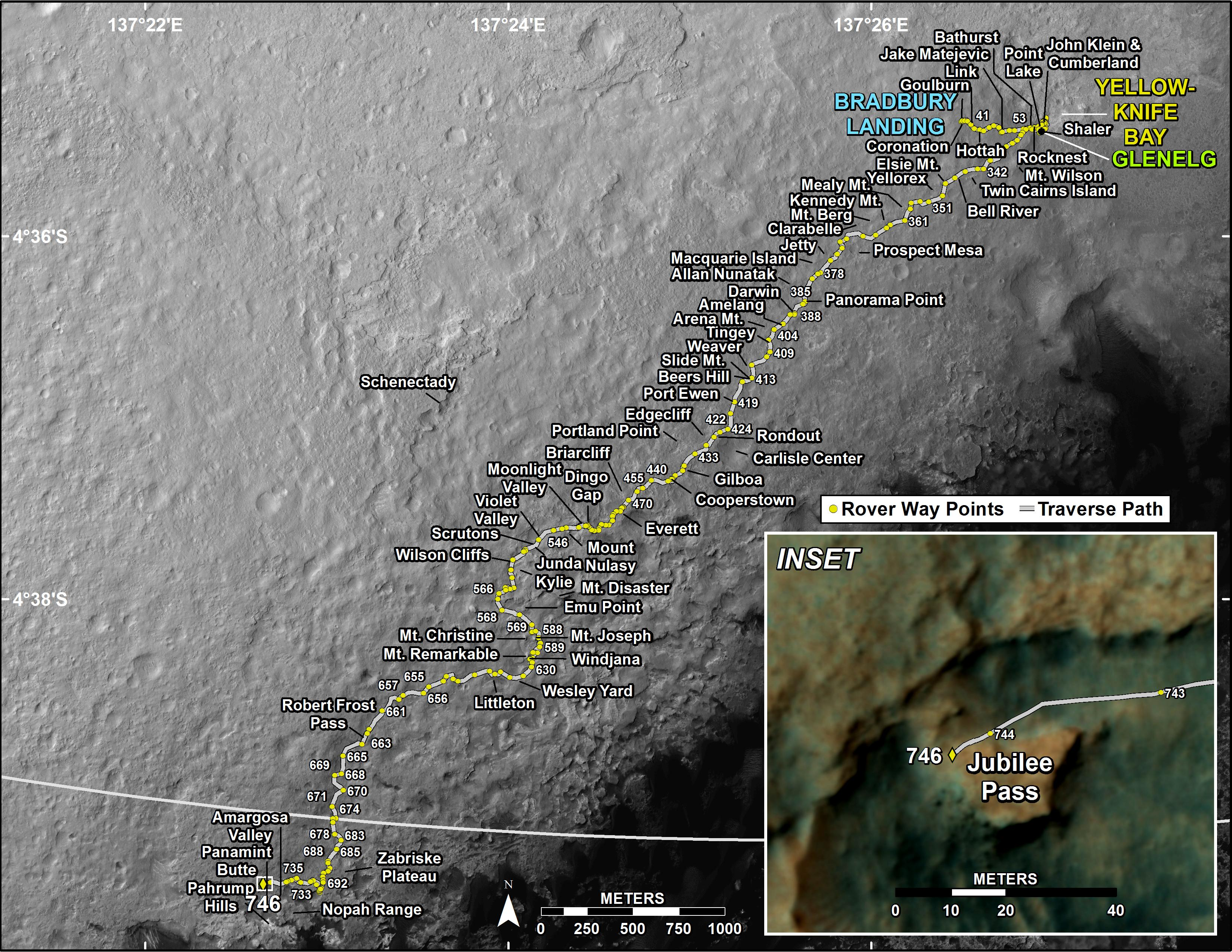
行驶图-从着陆点到夏普山山坡的行驶路线（2014年9月11日）。
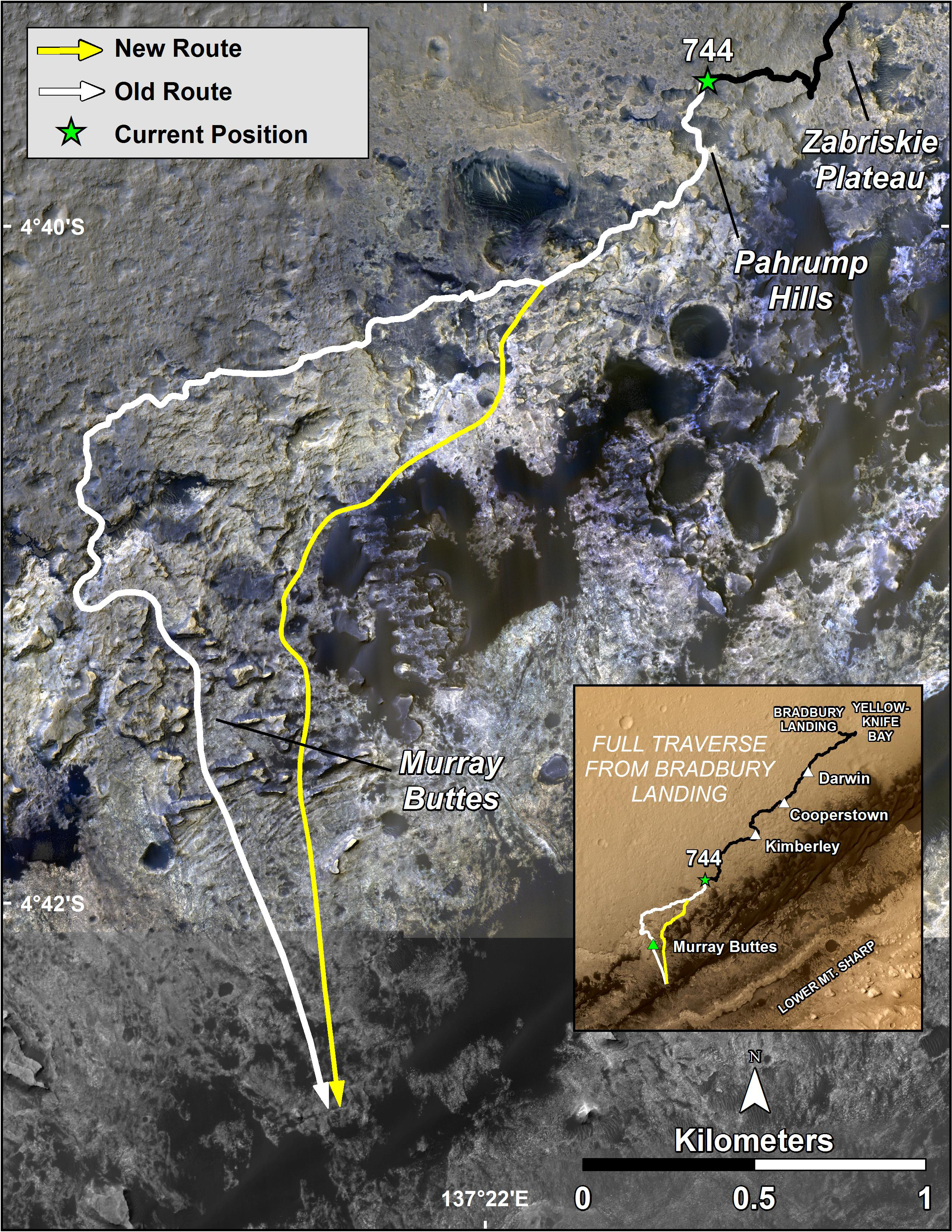
特写图-新线路（黄色）-夏普山山坡（2014年9月11日）。
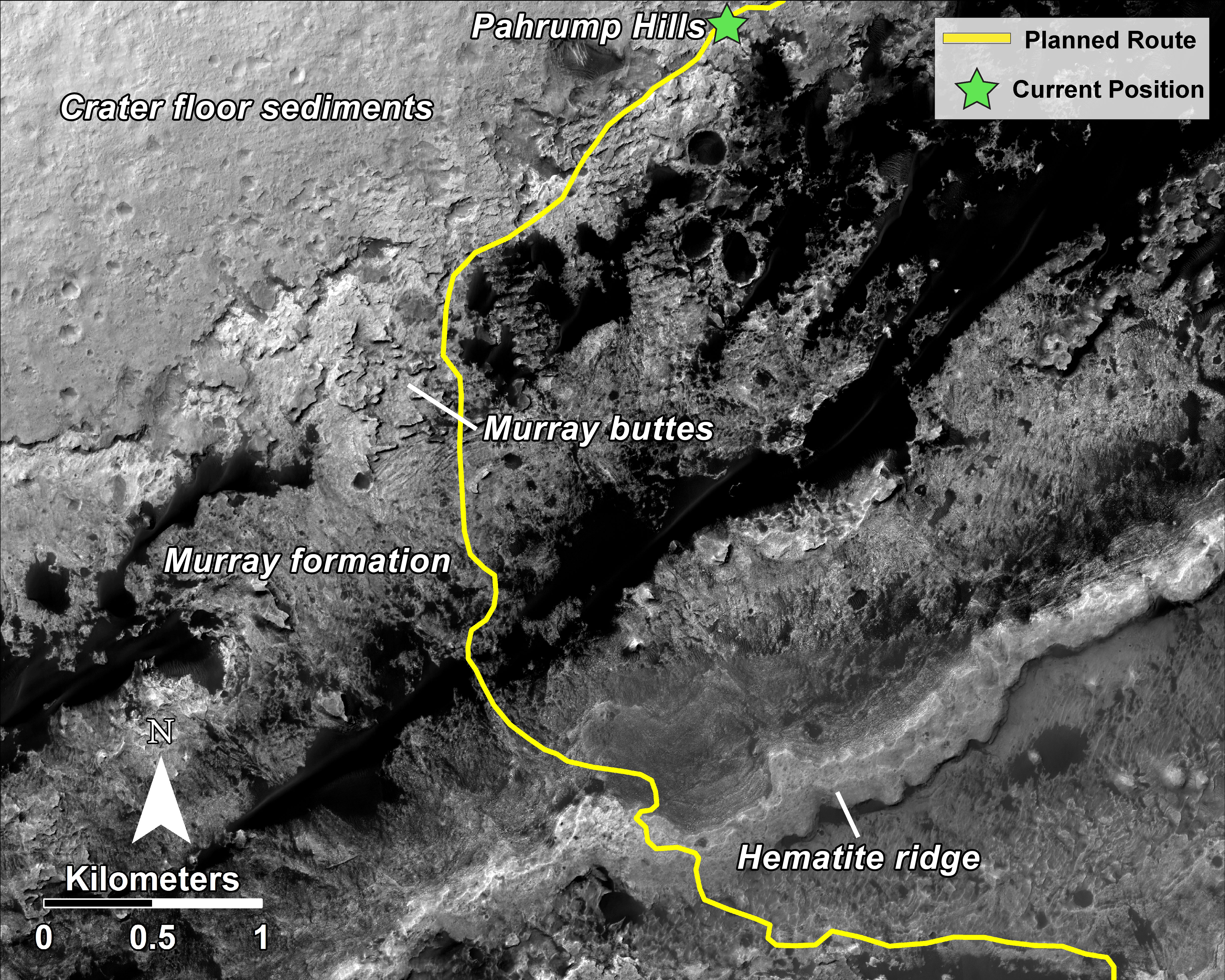
特写图-新线路（黄色）-夏普山山坡（2014年9月11日）。
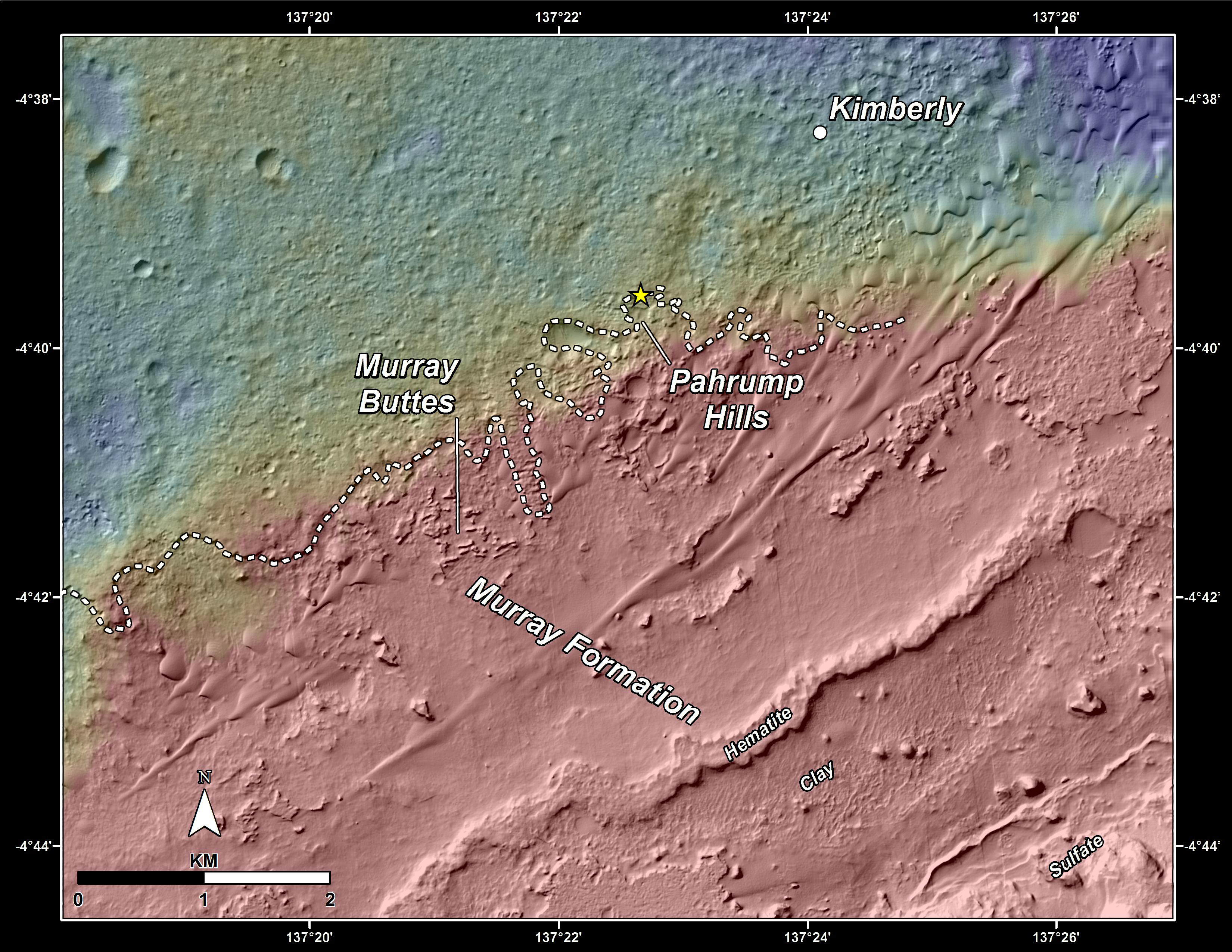
地质图-夏普山山坡（2014年9月11日）。
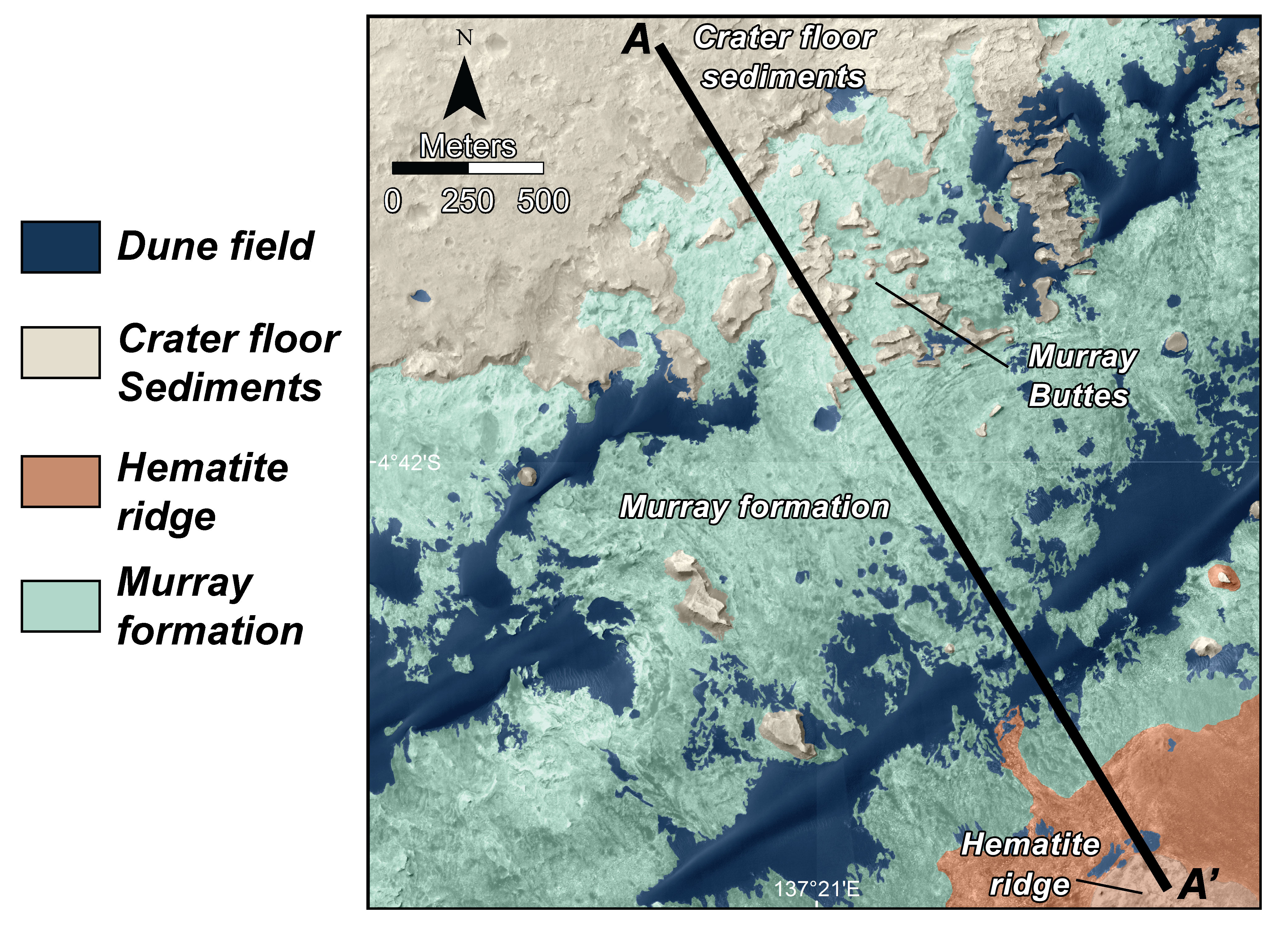
“穆雷孤峰群”中的凸岩-夏普山山坡（2013年11月13日）[122]。
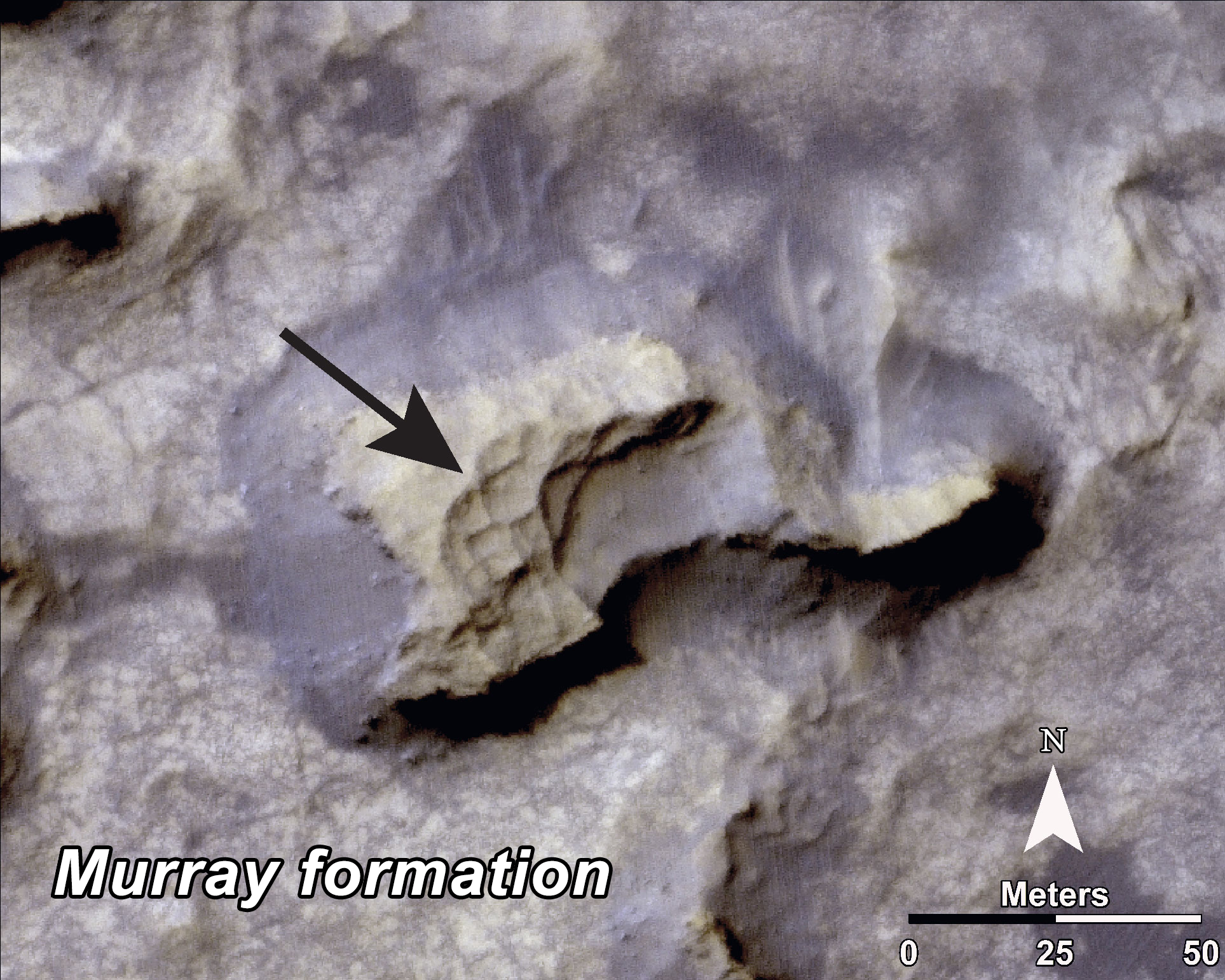
“穆雷构造”带-夏普山山坡（2014年9月11日）。
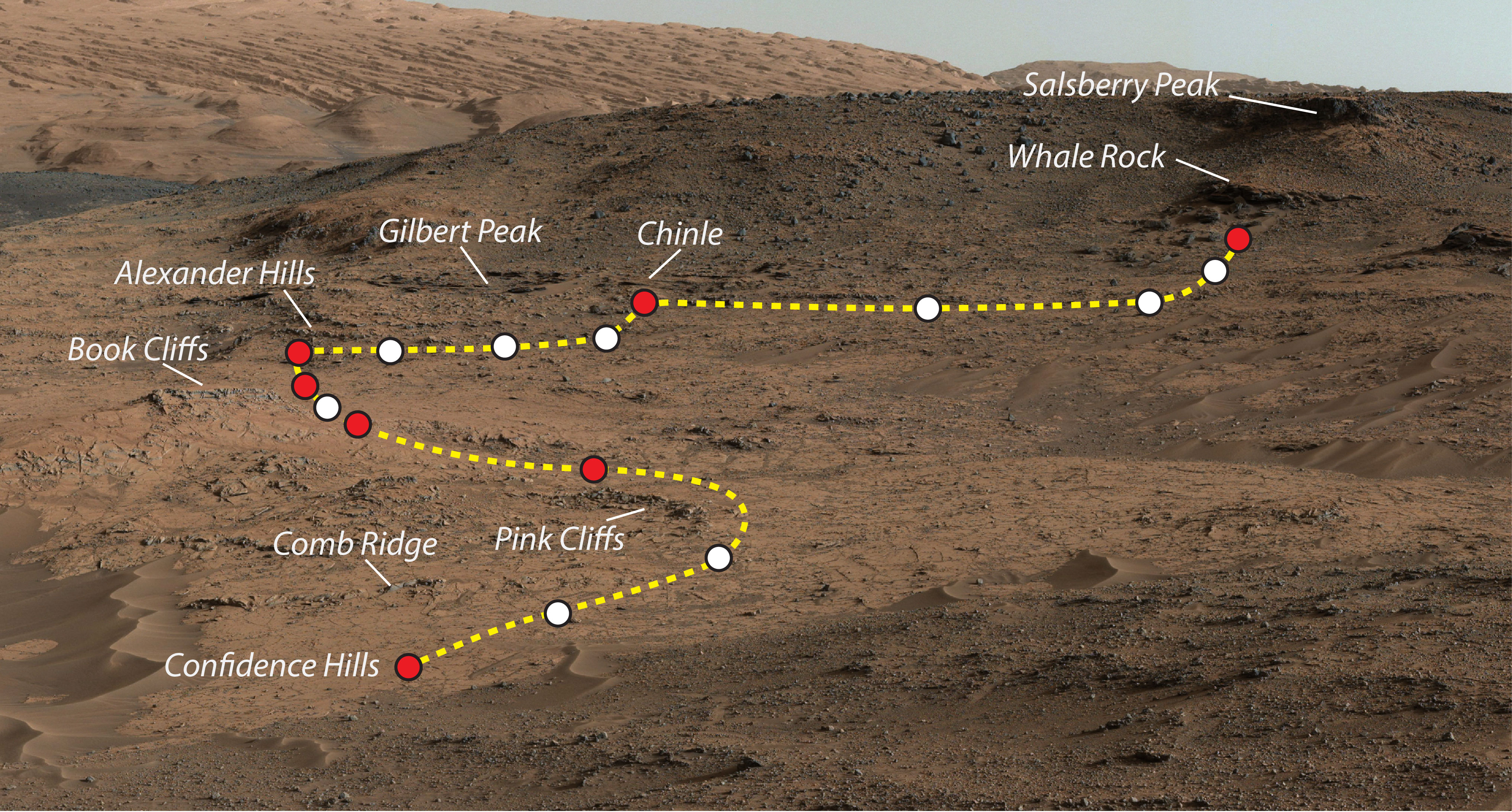
“帕伦普丘陵”-夏普山脚下的著名地点（2014年秋季）。
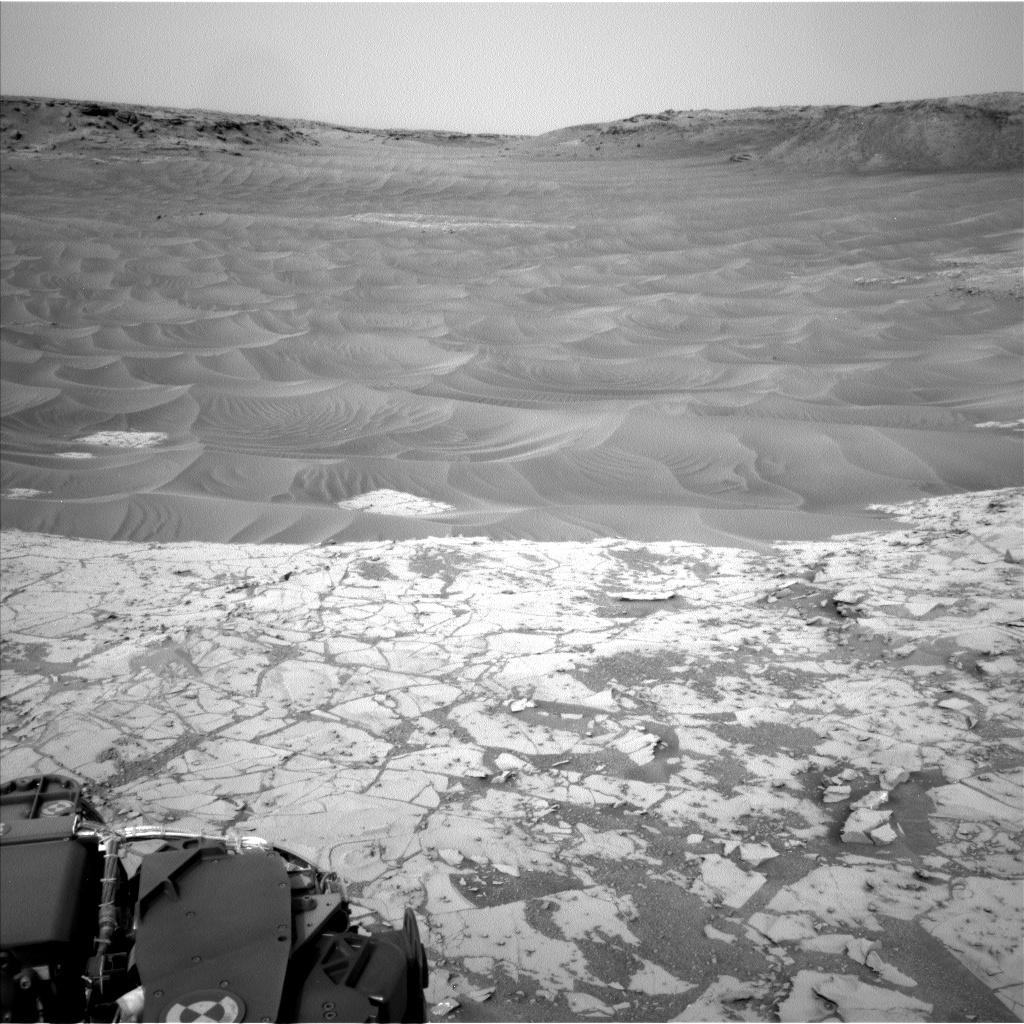
2014年11月13日，好奇号查看的“帕伦普丘陵”沙丘。
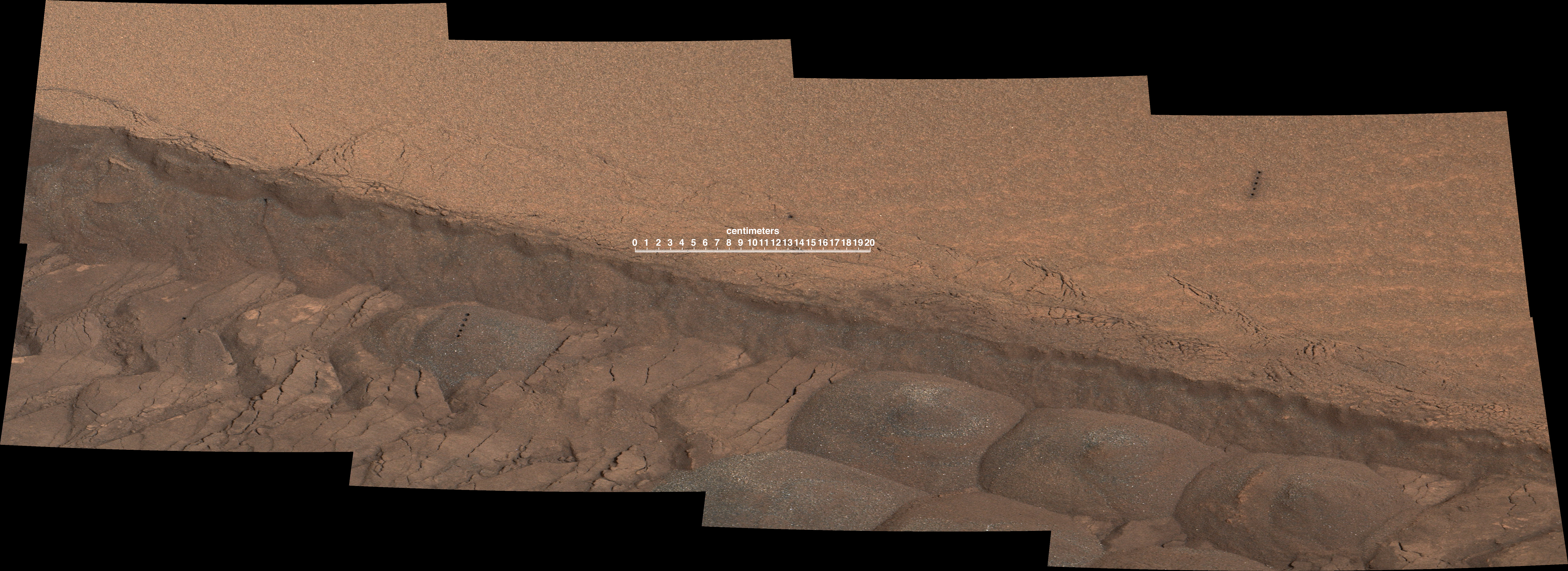
“帕伦普丘陵”沙丘-好奇号的车辙印（2014年11月7日）。
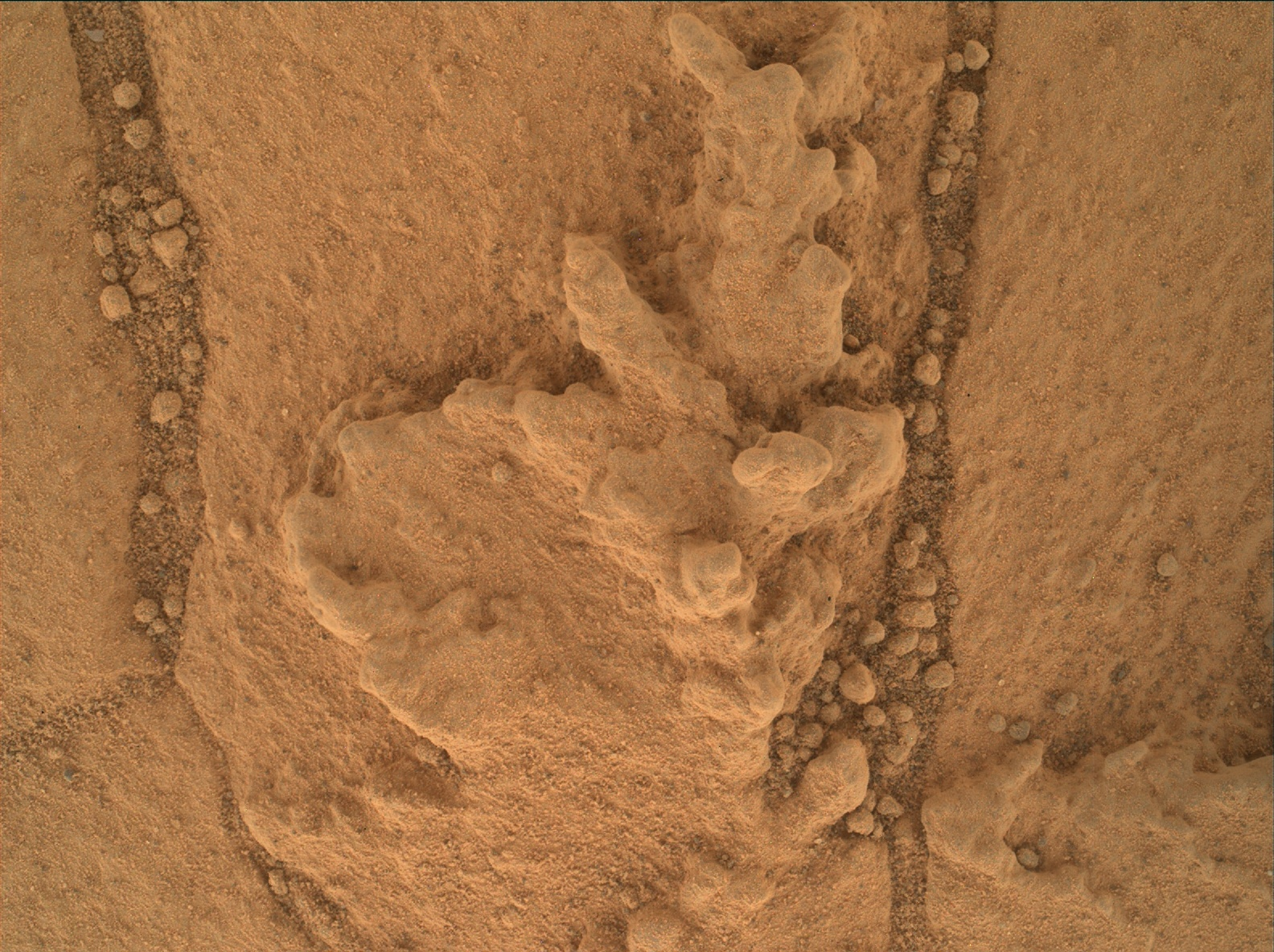
2014年9月23日，好奇号查看的“帕伦普丘”岩石露头。
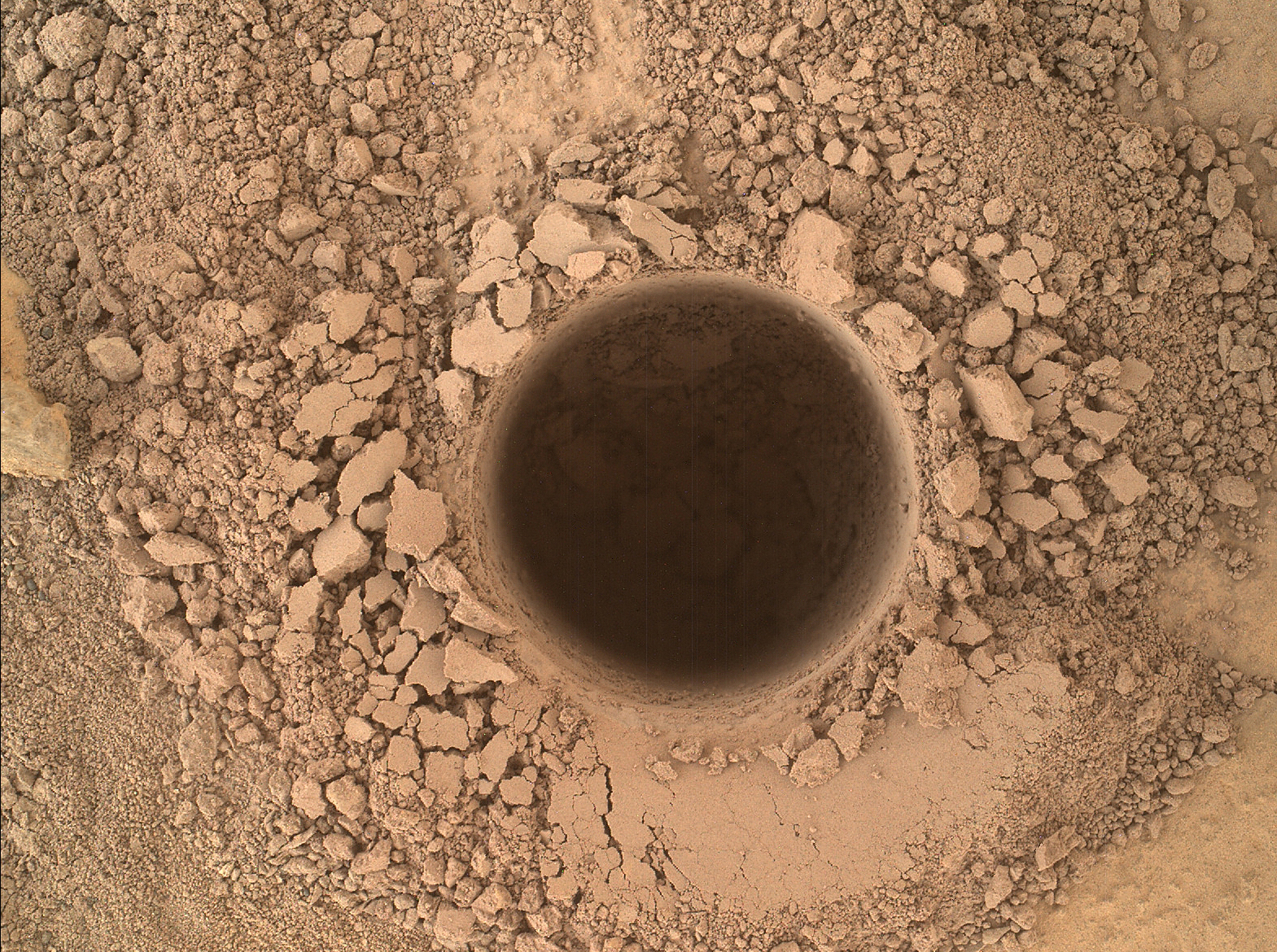
火星“信心丘”岩石-好奇号在夏普山的首个研究目标（2014年9月24日）。
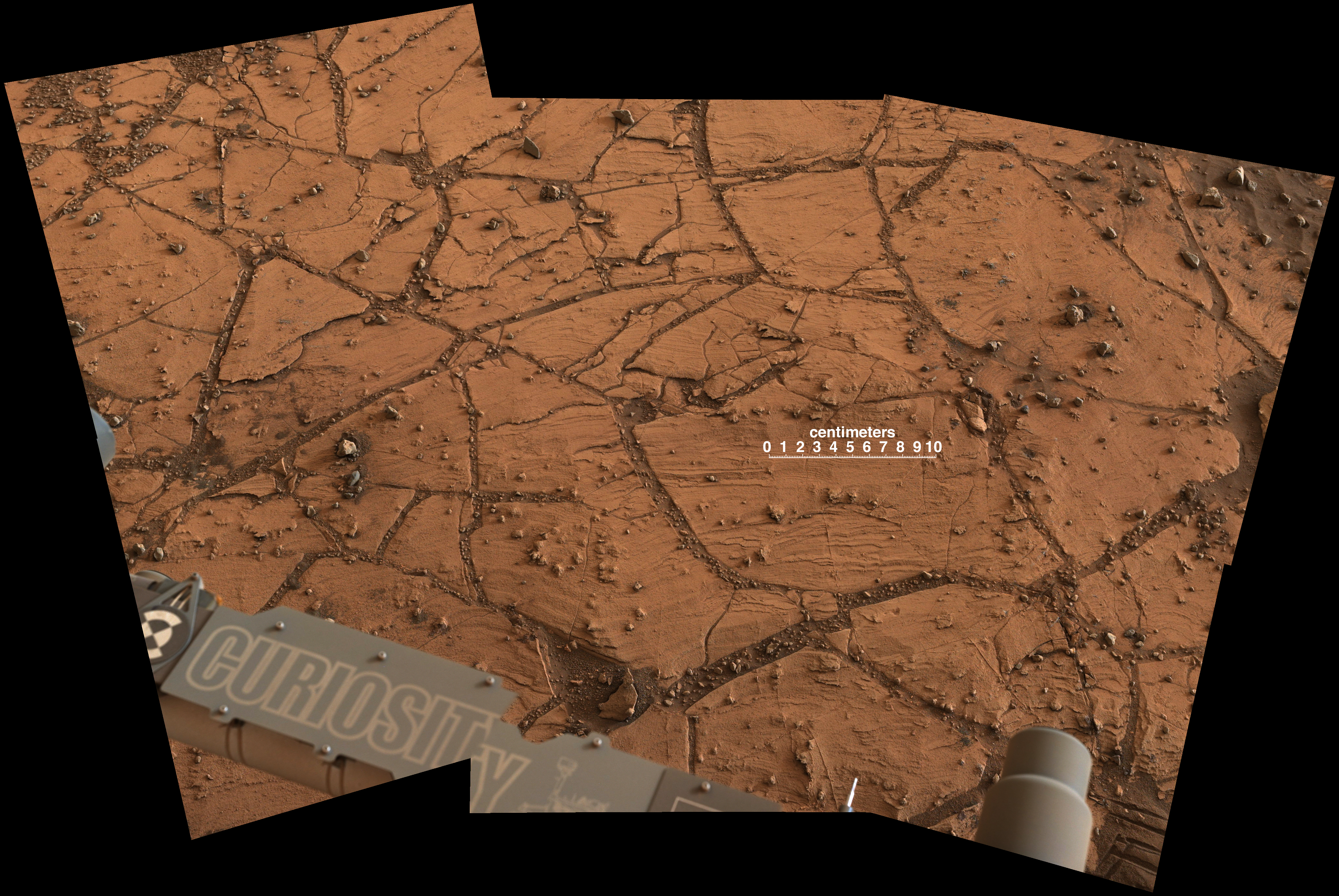
2014年11月9日，好奇号查看的火星“帕伦普丘”基岩。
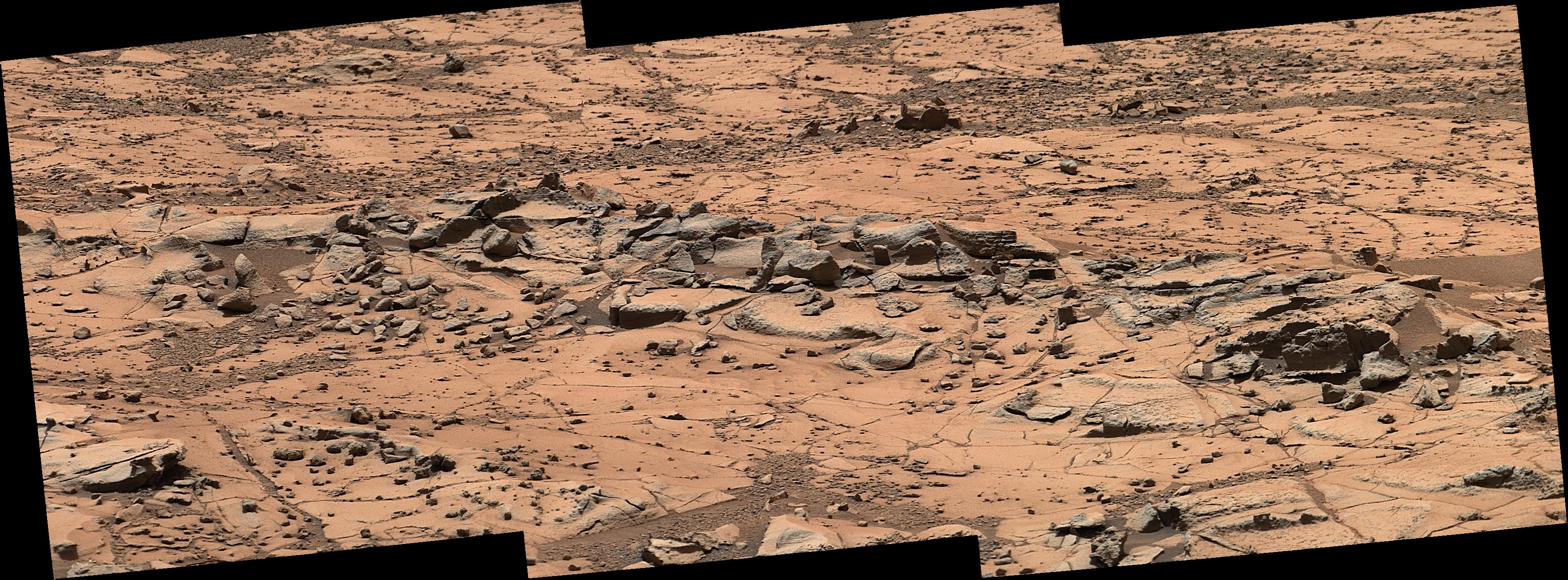
2014年10月7日，好奇号查看的火星“粉红悬崖”岩石露头。
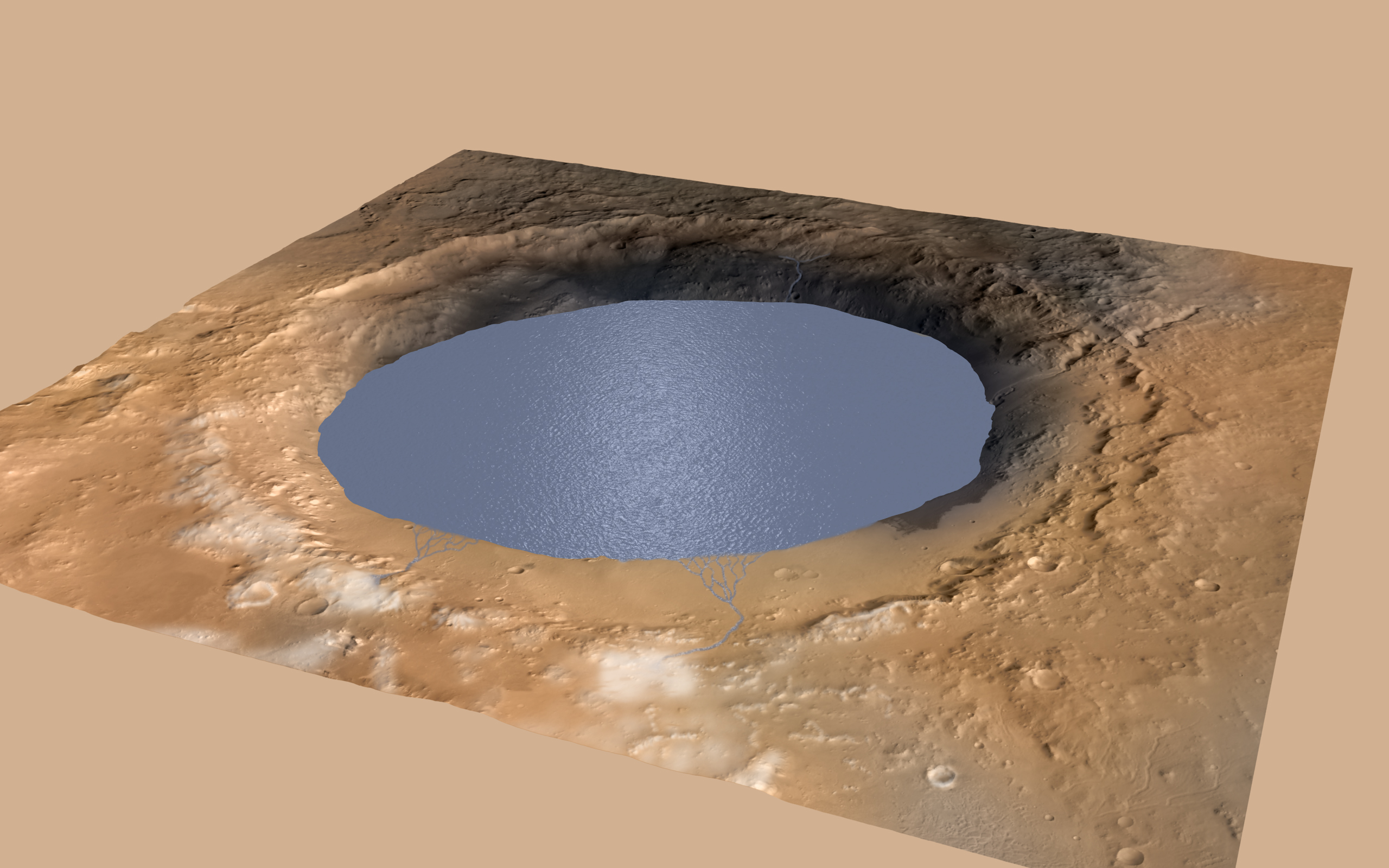
注满火星盖尔撞击坑的古湖泊（模拟图）。

### 有机物检测
2014年12月16日，美国宇航局报告说，好奇号火星车在火星大气层中检测到的“十倍峰值”的甲烷含量可能是局部的。“20个月内所进行的十几次”样本测量结果显示，2013年末和2014年初的甲烷含量有所增加，平均“大气层中的甲烷含量为十亿分之七”，而在此前后的平均读数约仅为该水平的十分之一.
此外，好奇号火星车还分析了一块名为“坎伯兰岩”中钻取出的粉末，从中检测到高含量的有机化合物，尤其是氯苯。

### 2014年的其它事件
2014年2月6日，为绕开崎岖地形对车轮的磨损，好奇号火星车成功穿越“野狗峡”沙丘（如图所示），现预计将沿着更平畅的路线前往夏普山.。
2014年5月19日，科学家宣布，许多微生物，如在美国宇航局凤凰号火星登陆器组装洁净室发现的浆果状细菌—“清洁室细菌”（Tersicoccus phoenicis，拉丁语“干净+浆果+凤凰”），可能对航天器组装洁净室中通常采用的灭菌方法具有耐药性。目前尚不清楚这种具有抗药性的微生物能否承受太空航行环境，是否存在现运行于火星的好奇号漫游车上。
2014年5月25日，好奇号发现了一块铁陨石，并将其命名为“黎巴嫩”(图像)。
2014年6月3日，好奇号观测到水星从太阳前穿过，这是首次从地球外天体观测到行星凌日现象.
2014年6月24日，好奇号在发现火星曾拥有适宜微生物生存的环境条件后，度过了一个火星年-687个地球日。
2014年6月27日，好奇号越过了它的“3-西格玛安全着陆椭圆区”边界，现进入了将可能会更有趣的区域，尤其在火星地质和景观方面（从太空看到的视图）。
2014年7月12日，好奇号拍摄了在火星第一次发射激光的图像（相关图片；）。
2014年8月6日，好奇号庆祝了登陆火星两周年纪念。
2014年9月11日，美国宇航局的一组科学家宣布（视频 (01:25) （页面存档备份，存于））“好奇号”抵达夏普山，并讨论了未来的漫游车计划。
2014年10月19日，好奇号火星车观看了飞过的赛丁泉彗星。
2014年12月8日，美国宇航局的一支科学家小组讨论了好奇号的最新观测结果（档案62:03 （页面存档备份，存于）），包括有关水可能会如何帮助塑造火星景观的发现，以及很久前的气候可能在火星许多地区形成了长久型的湖泊。
2014年12月16日，美国宇航局报告检测到火星大气层中甲烷含量出现了异常的先增后减变化；另外，好奇号探测车从岩石钻取的粉末中也检测到了有机化合物。此外，根据氘氢比研究，火星盖尔撞击坑中的大部分水在远古时期，即撞击坑湖底形成前就已流失；之后，湖水继续大量消失。

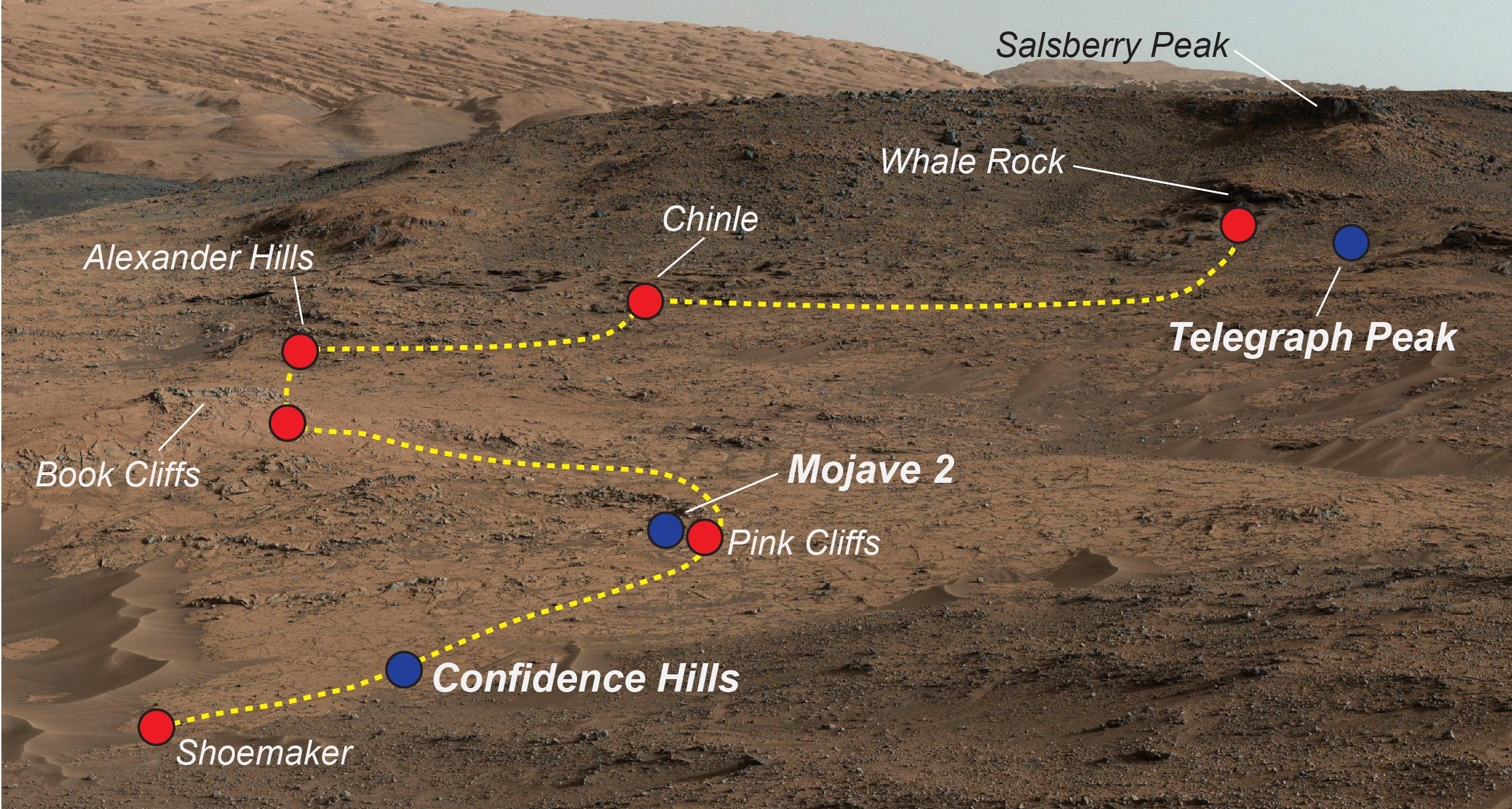
2014年，好奇号漫游车所看到的帕伦普丘。

| 位于“金伯利”的好奇号 |
| --- |
| 2014年4月11日，火星勘测轨道飞行器高分辨率成像科学设备从太空拍摄的好奇号漫游车（图像左下象限）和“金伯利”附近的“车辙印”。 |

| 位于夏普山的好奇号                                                                                                   |
| --- |
| 2014年12月13日，火星勘测轨道飞行器高分辨率成像科学设备从太空拍摄的位于夏普山“帕伦普丘”中的好奇号漫游车（矩形框内）。 |

## 2015年的事件
2015年1月21日，美国宇航局宣布与微软公司合作开发了一项名为OnSight的软件项目，可让科学家基于好奇号火星车的探测数据虚拟在火星上进行操作。
| 位于夏普山的好奇号                                |
| ------------------------------------------------- |
| 2015年1月31日，好奇号火星车在莫哈韦位置的自拍照。 |

2015年3月6日，美国宇航局报告对火星车进行了测试，以帮助诊断钻岩和分析的机械臂出现间歇性故障的原因。初步测试结果表明，间歇性短路故障可能与钻头的冲击机构有关，计划实施进一步的测试以验证和调整相关问题。
2015年3月24日，美国宇航局报告首次检测到火星表面沉积物受热释放的氮。“好奇号”探测车上的火星样本分析设备（SAM）检测到了以一氧化氮形式存在，可供生物使用的氮，这一发现支持了古代火星可能适合生命居住的观点。
2015年3月27日，美国宇航局报告称，自2012年着陆来的两年半时间里，着陆场正在从视野中消失，如以下动画所示：
2015年4月4日，美国宇航局报告了好奇号漫游车上火星样本分析设备（SAM）使用氙和氩同位素对火星大气层进行的测量研究，其结果为火星历史中早期大气层“剧烈”消失提供了支持，并与地球上发现的一些火星陨石中所包含的大气特征相一致。
2015年8月19日，美国宇航局科学家报告说，好奇号火星车上的中子反照率动态探测器在火星“蒙大拿山隘”(Marias Pass)探测到一处异常的富氢区。据科学家们称，发现的氢似乎与火星车下方三英尺范围内岩石中的水或羟基离子有关。

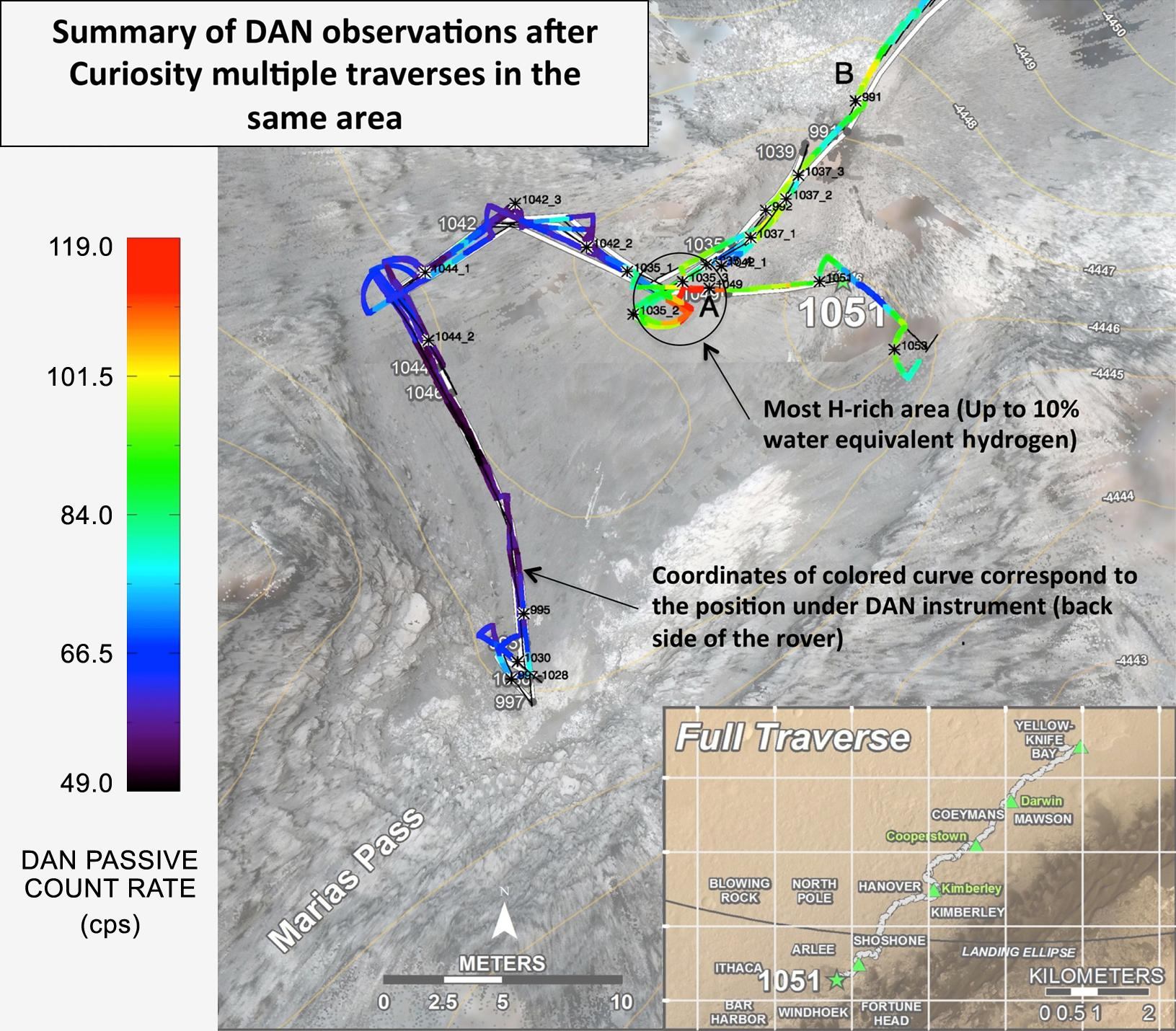
好奇号在火星“蒙大拿山隘”探测到富氢区。

2015年10月5日报告，在好奇号附近的夏普山上发现了可能为复发性坡线的湿卤水流。此外，2015年10月5日美国宇航局报告说，好奇号发射时，曾估计带有20000到40000个耐热细菌孢子，但实际可能有高达1000倍的细菌未被计算在内。
2015年10月8日，美国宇航局已证实，33-38亿年前盖尔撞击坑中存在过湖泊和溪流，其冲刷流入的沉积物堆积形成了夏普山的下层山体。

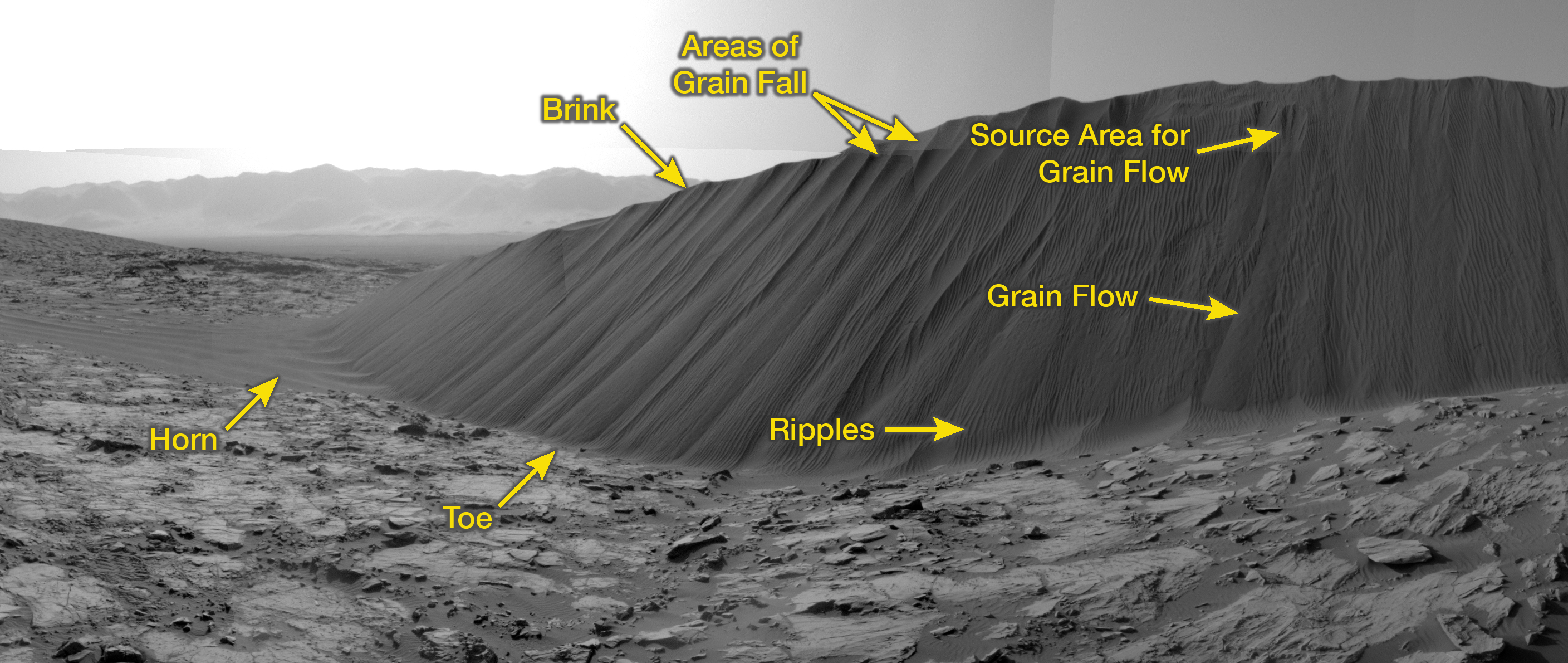
2015年12月17日，好奇号漫游车拍摄的火星纳米布沙丘（背风侧）。

2015年12月17日，美国宇航局报告称，随着好奇号爬上夏普山更高处，岩石成分发生了巨大变化。例如在山上发现的岩石中，其二氧化硅含量远高于早前发现的玄武岩。经进一步的分析，发现火星上富含二氧化硅的岩石是鳞石英（Tridymite），一种地球上不常见的矿物。而非晶蛋白石，另一种形式的二氧化硅，也在火星上被找到。

## 2016年的事件
截至2016年10月3日，美国宇航局总结了迄今为止的任务探测结果如下：“好奇号任务已实现了它的主要目标，即确定着陆区是否提供过有利于微生物生存的环境条件，如果火星曾存在过生命的话。任务发现了具有化学能源及生命所需化学成分的古河流和湖泊的证据”。未来两年（截至2018年9月）将进一步勘探夏普山更高处山坡，包括富含赤铁矿的山脊和富含粘土的基岩区。
2016年12月13日，随着好奇号火星车在夏普山爬升得更高，研究的岩层更年轻，美国宇航局报告了进一步支持火星宜居性的证据。还报告在火星上首次发现了极易溶解的元素硼。自2012年8月登陆火星以来，好奇号已行驶了15公里（9.3英里），爬升了165米（541英尺）。。

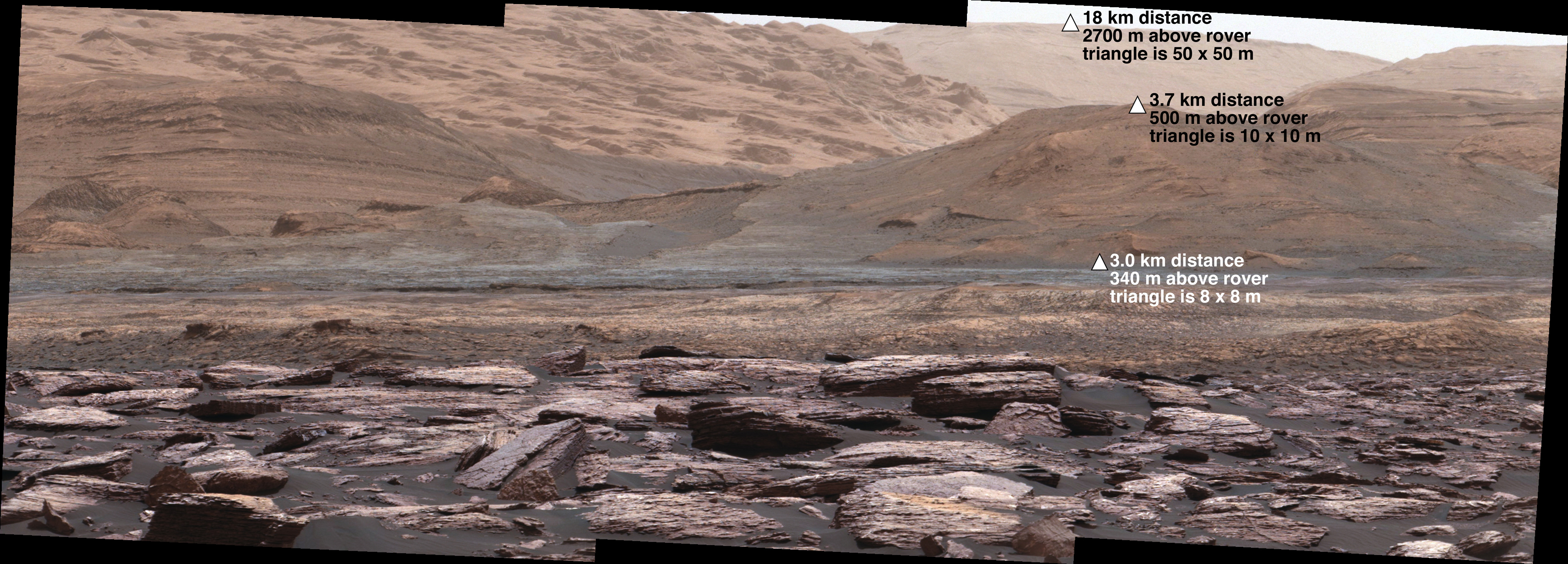
2016年11月10日，好奇号漫游车拍摄夏普山。

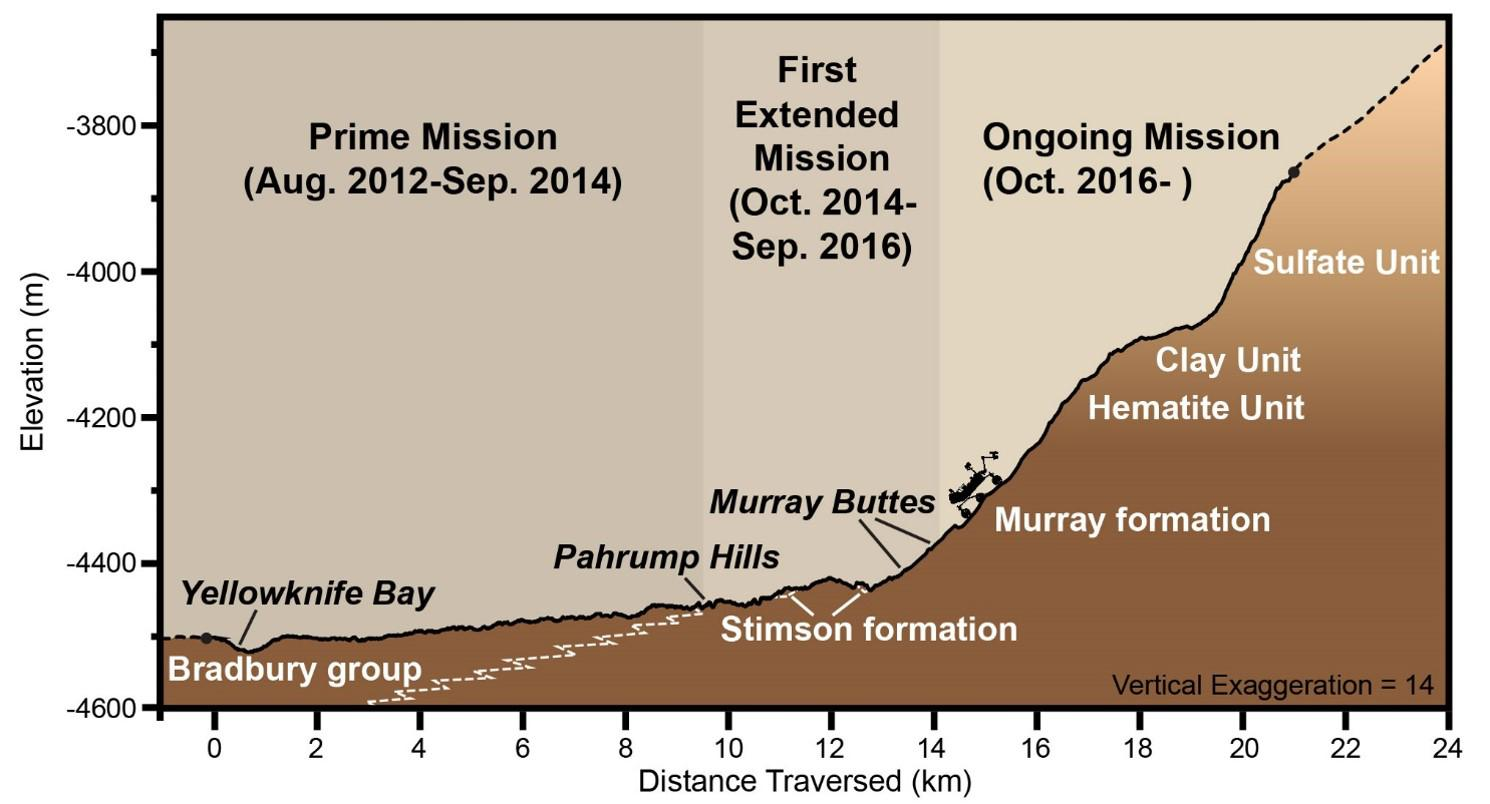
好奇号探测车任务概览图(褶皱高程线扩大了14倍，2016年12月13日)

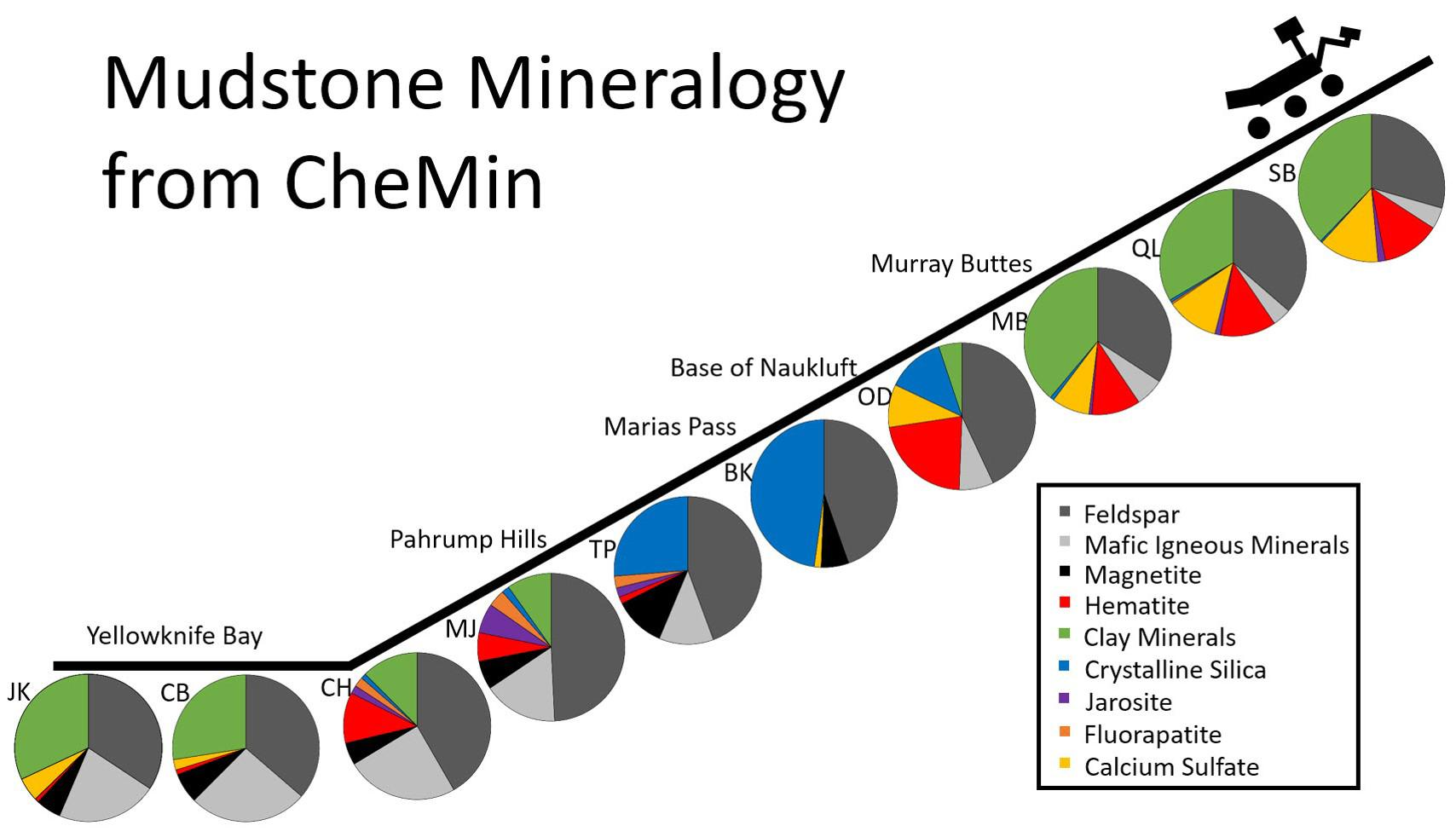
2013年至2016年，“好奇号”探测车(化学与矿物分析仪)在火星各处检测出的泥岩矿物。

## 2017年的事件
2017年1月17日，美国宇航局发布了一幅名为“老水坑”(Old Soaker)的岩板图像，其中可能含有泥裂缝。此外，稍晚些时候，又发布了一幅在附近移动的沙丘动画图。

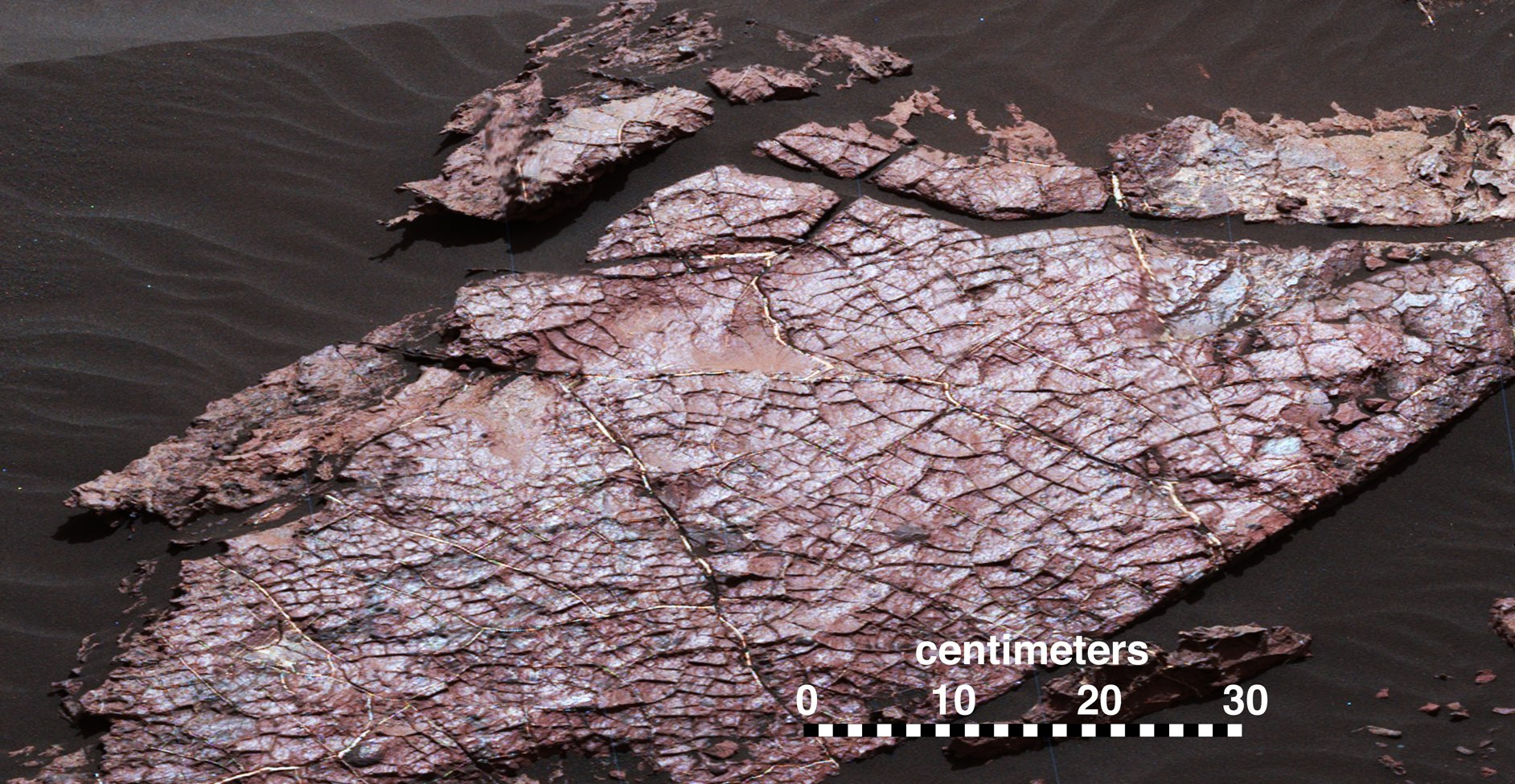
2016年12月20日，好奇号观测到的“老水坑”岩板，可能含有泥裂缝。
2017年1月23日，好奇号观测到火星上移动的沙丘。

2017年2月6日，美国宇航局报告说，火星车分析的岩石样本没有透露出有任何明显的碳酸盐迹象。这给研究人员带来了一个难题：表明存在湖泊的同一岩石，也表明空气中几乎没有可让湖泊保持不冻的二氧化碳。
2017年2月27日，美国宇航局发布了以下任务概述：“2012年好奇号降落在盖尔撞击坑后的第一年里，任务实现了它的主要目标，发现了该地区曾提供过有利于微生物生存的环境条件。长久的火星古淡水湖环境条件包含有我们所知生命必需的所有关键化学元素，以及地球上许多微生物所用到的化学能源。接下来的任务是要调查宜居的古代环境条件是如何以及何时演变为干燥和不利于生命的环境”。
2017年6月1日，美国宇航局报告说，好奇号火星车提供了火星上盖尔撞击坑中一座古湖泊的证据，该湖泊可能曾适宜于微生物生命。古湖泊水深分层，浅水层富含氧化物，而深水层则缺乏氧化物。而且，该古湖同时提供了适宜众多不同类型微生物生存的环境。美国宇航局进一步报告称，好奇号火星车将继续探索夏普山更高、更年轻的地层，以确定古代火星上的湖泊环境如何在后来演变成干燥环境的成因。

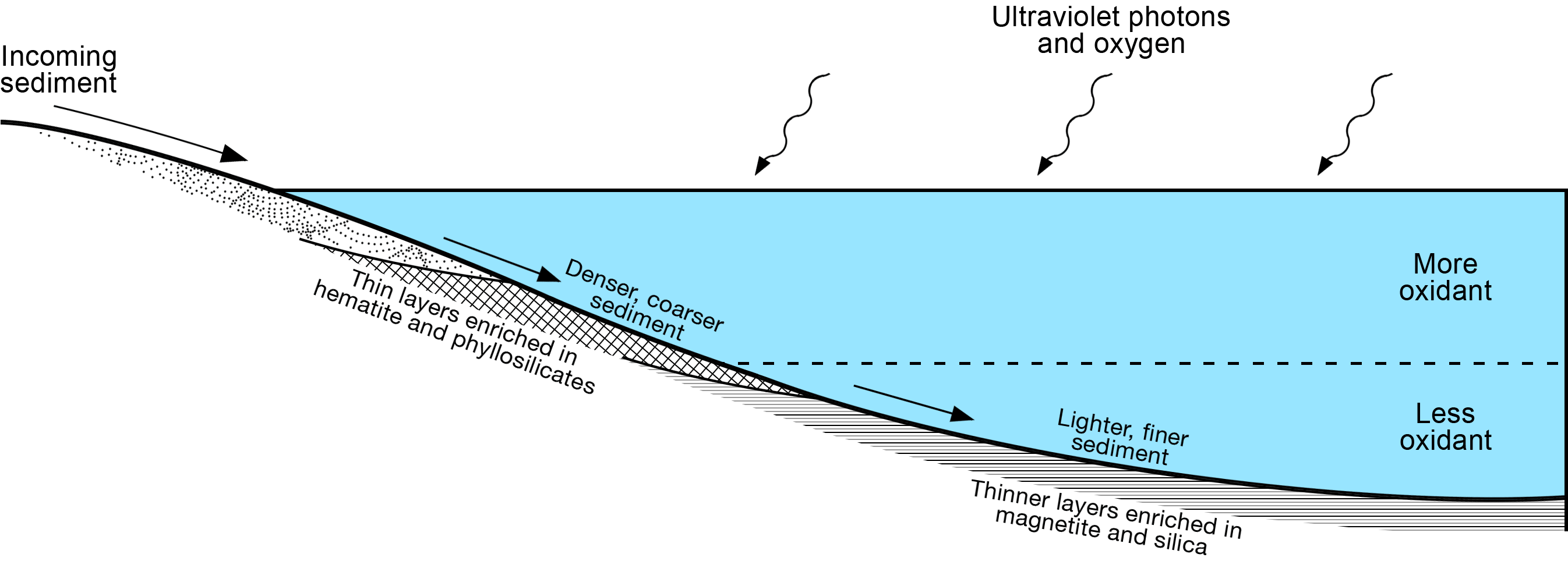
盖尔撞击坑中古湖泊的水深分层。

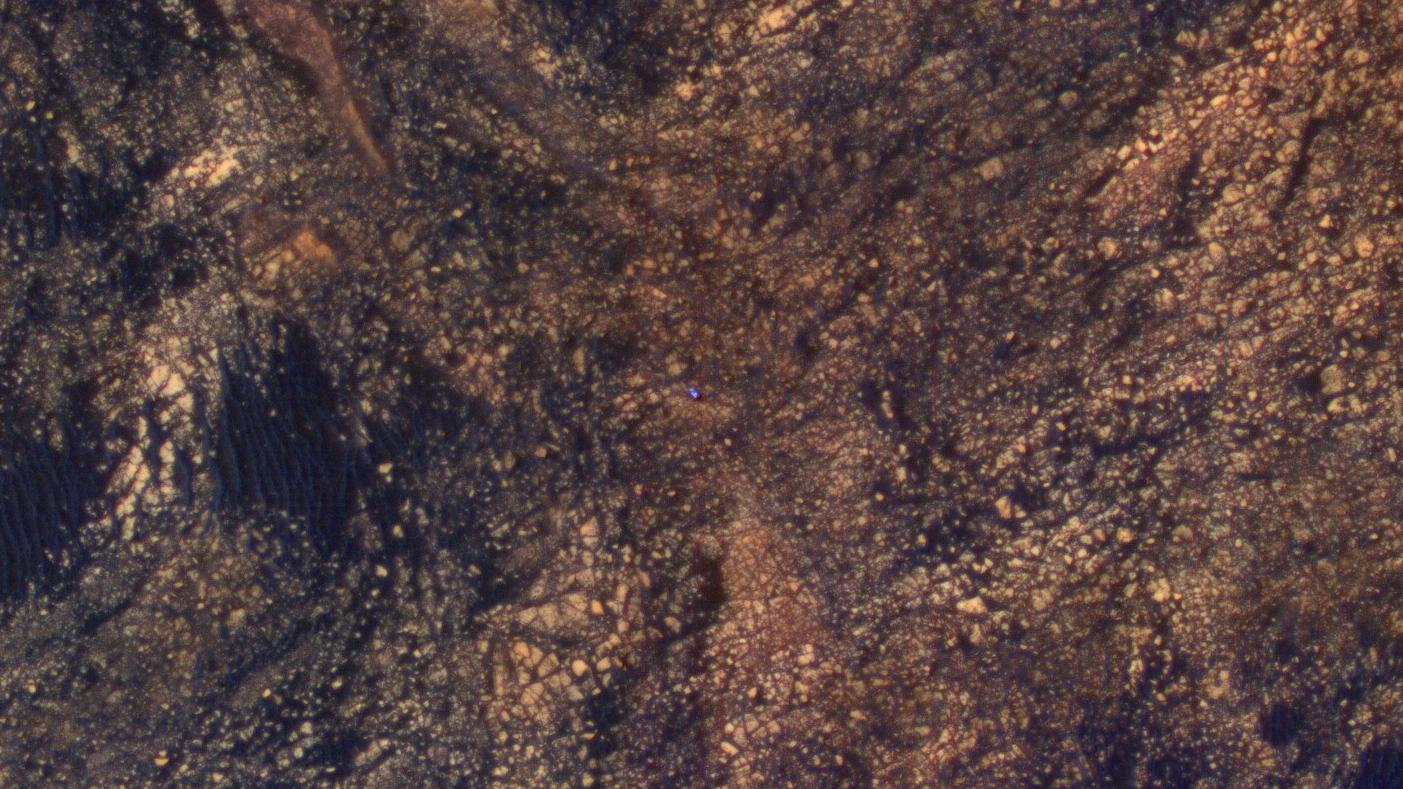
2017年6月5日，火星勘测轨道飞行器从太空看到位于夏普山的好奇号漫游车（中间亮蓝色）。

2017年7月22日至8月1日期间，由于火星与太阳处于会合状态，因此，从地球发往火星的指令很少。
2017年8月5日，美国宇航局庆祝了好奇号漫游车任务登陆火星五周年及所取得的相关探索成就 (视频：好奇号的头五年(02:07) （页面存档备份，存于）; 好奇号的视角：五年行驶(05:49) （页面存档备份，存于）; 好奇号有关盖尔撞击坑的发现(02:54) （页面存档备份，存于）)。
2017年9月5日，科学家们报告说，好奇号火星车在火星上探测到了地球上生命的一种基本要素硼。这一发现连同之前关于古代火星上可能存在水的发现，进一步支持了火星盖尔撞击坑可能的早期宜居性。

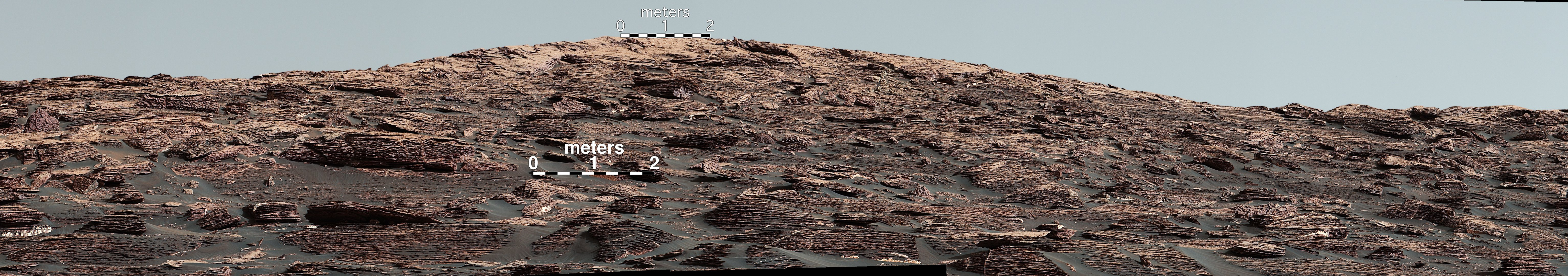
2017年9月13日，好奇号登上夏普山“维拉·鲁宾岭”(Vera Rubin Ridge)。

2017年9月13日，美国宇航局报告说，好奇号漫游车登上了一道名为“维拉·鲁宾岭”（或“赤铁矿岭”）的含氧化铁山脊，现在将开始研究嵌入在山脊各岩层中的众多明亮矿脉，以提供更多有关古代火星地质史和宜居性的详情。
2017年9月30日，美国宇航局报告，火星表面的辐射水平暂时翻倍，并与极光有关，其亮度超过之前所观测到所有极光的25倍，这是由于本月中旬发生了一次出乎意料的大规模太阳风暴所导致。

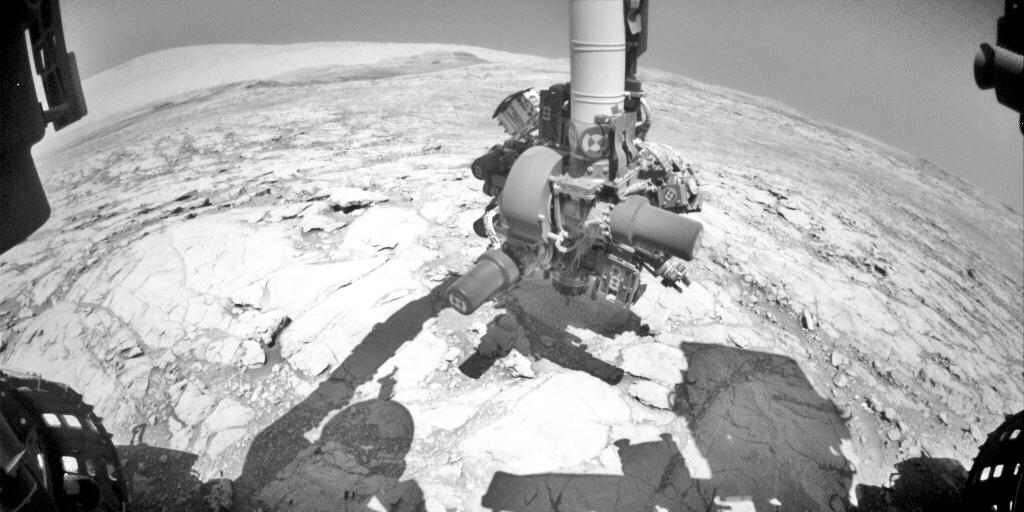
好奇号正在测试其系统，以便更好地恢复钻探作业。

2017年10月17日，美国宇航局宣布对好奇号上的系统进行测试，以更好地恢复钻探作业。钻探系统已于2016年12月停止了可靠运行。

2017年10月25日，好奇号从夏普山山坡（高度327米）俯瞰盖尔撞击坑 (视频(1:53))。

## 2018年的事件
2018年1月2日，好奇号拍摄到可能需要进一步研究的岩石形状图像，以帮助更好地确定这些形状是生物性，还是地质性的。

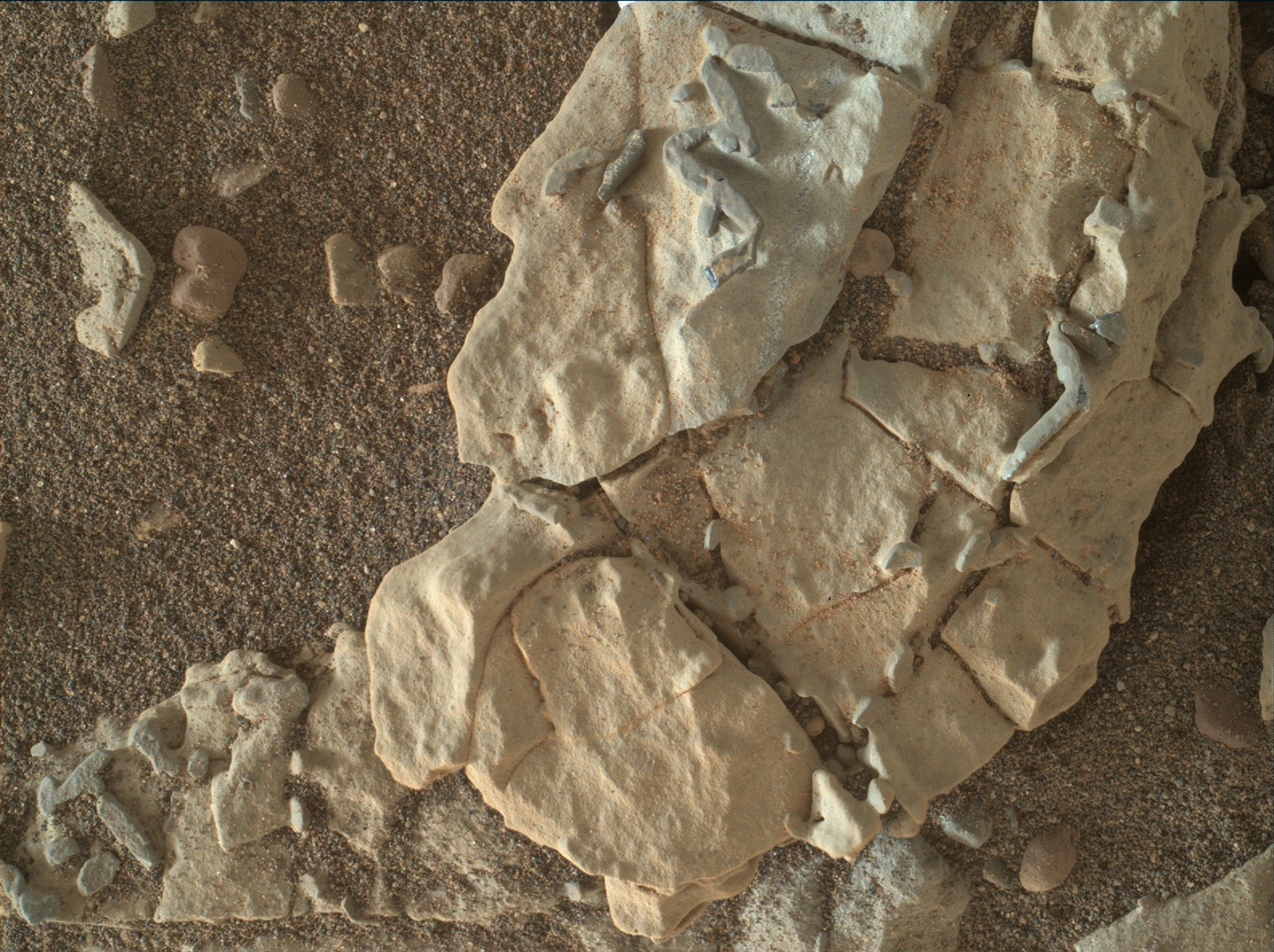
奇特结构的岩石（生物或地质？）
（好奇号，2018年1月2日）

2018年3月22日，好奇号在火星上运行了2000个火星日（2054天），并准备研究一处含粘土的岩石区域。

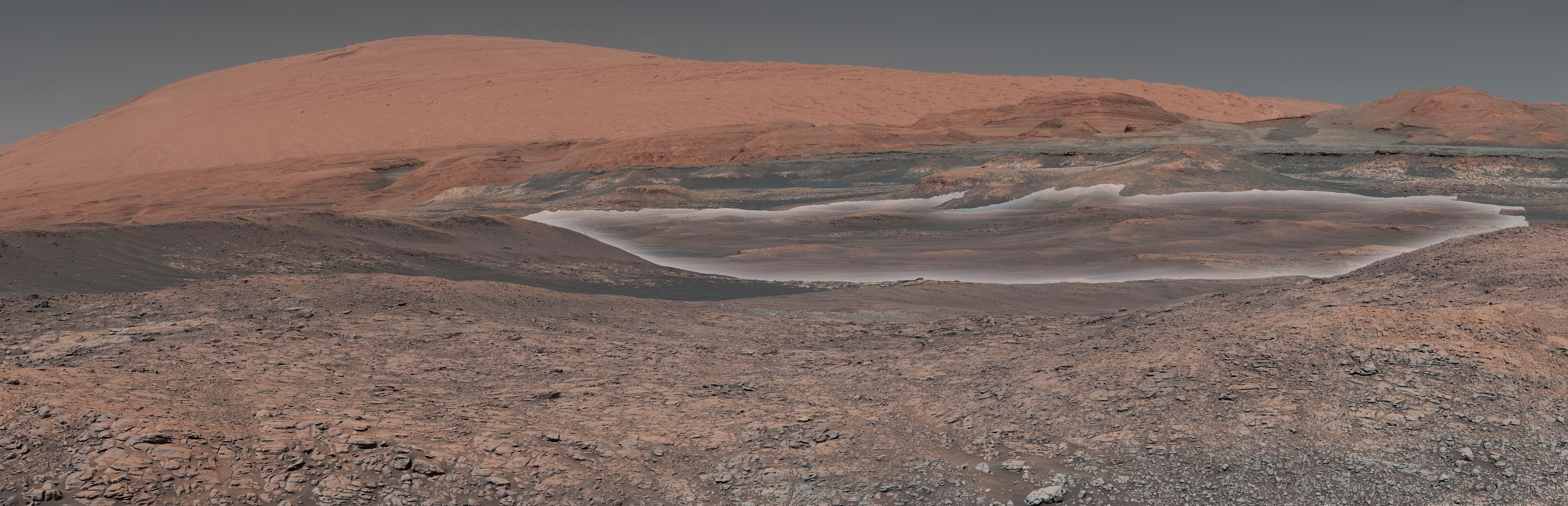
好奇号在夏普山山坡观测一片含粘土岩石区（突出显示）。

2018年6月，机遇号火星车附近发生了一场可能会影响好奇号作业的局部沙尘暴。2018年6月1日，在火星勘测轨道飞行器上火星彩色成像仪(MARCI)相机拍摄的照片中，发现了距“机遇号”1000公里（620米）处风暴最初的迹象。来自火星勘测轨道飞行器和火星彩色成像仪团队的更多天气报告表明风暴持续时间较长。虽然当时距离火星车还很远，但它影响了该地区的大气通透性（不透明度）。数天之内，该风暴迅速蔓延开来。截至2018年6月12日，风暴席卷区域达到4100万公里2（1600万英里2），相当于北美和俄罗斯面积的总和。虽然此类沙尘暴并不意外，但很少发生。它们可以在短时内出现，然后持续数周到数月。在南部夏季，阳光加热尘埃颗粒并将它们带入到更高大气层中，就此产生出风暴，而风暴又会激起更多的尘埃，形成科学家们仍在试图理解的反馈循环。2018年6月20日，美国宇航局报告称，沙尘暴已发展到完全覆盖了整个星球。

2018年7月，沙尘暴前/后的火星
沙尘暴期间的好奇号[199][200]

2018年6月4日，美国宇航局宣布好奇号钻探能力已被工程师完全修复。自2016年12月以来，火星车一直存在钻孔机械故障。

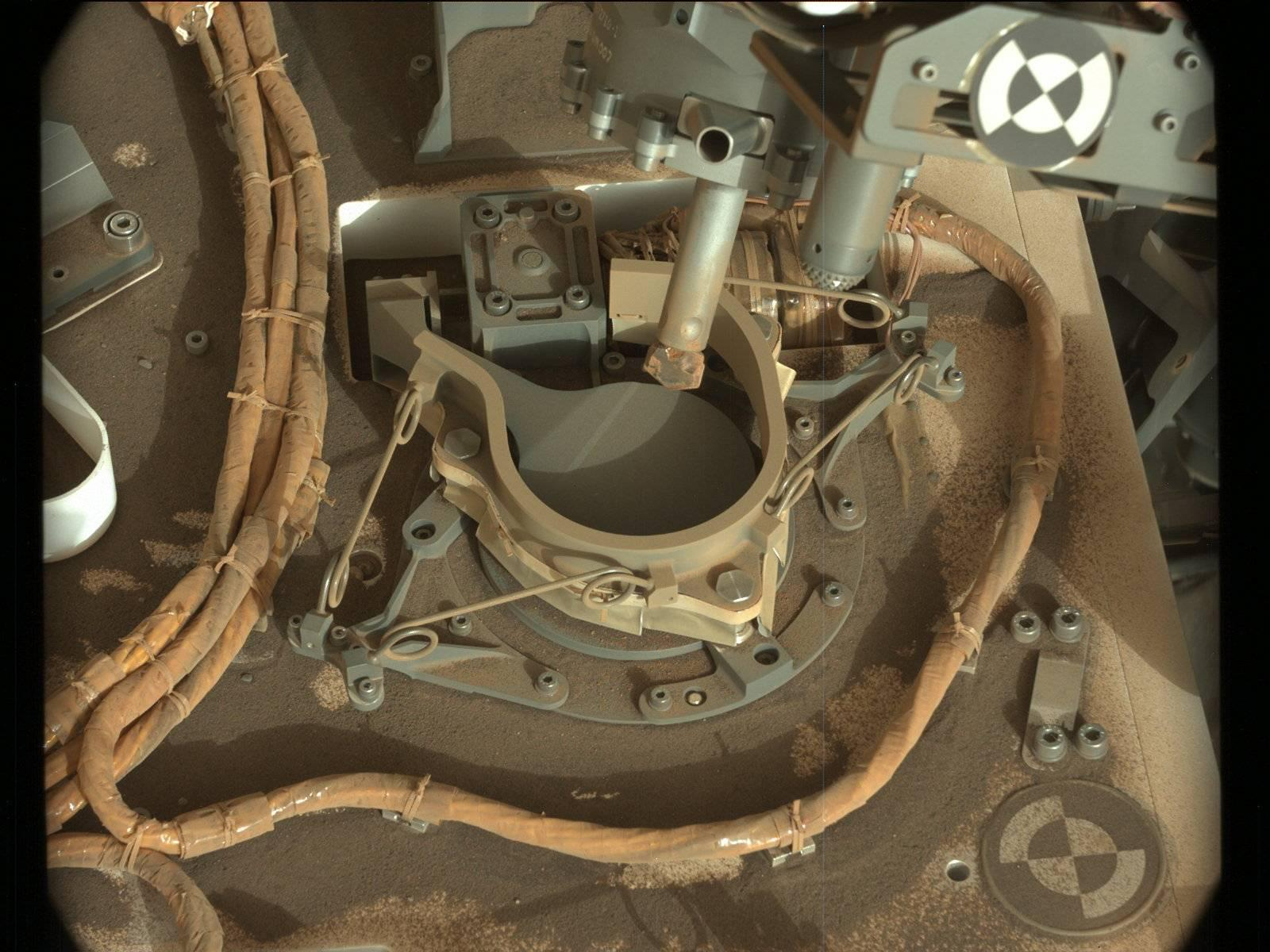
位于好奇号样本入口舱板上方的钻头
(2018年5月31日/第 2068个火星日)

2018年6月7日，美国宇航局宣布火星大气层甲烷出现季节性循环变化并存在油母质和其他复合有机化合物。这些有机化合物来自约35亿年前的泥岩石，分别取样自盖尔撞击坑帕伦普丘内一座干涸湖泊中的两处不同地点。当岩石样本通过好奇号车载样本分析设备热解时，释放出了一系列有机分子：包括含硫噻吩、芳香性化合物如苯和甲苯等，以及丙烷、丁烯等脂肪族化合物，这些有机化合物的浓度比以前的测量值高出100倍，作者推测硫的存在可能有助于保护它们。这些产物类似油母质分解物，油母质是地球上石油和天然气的前体。美国宇航局表示，这些发现并非是火星上存在生命的证据，而是存在维持微观生命所需的有机化合物，而且火星上可能存在更深层的有机化合物来源。

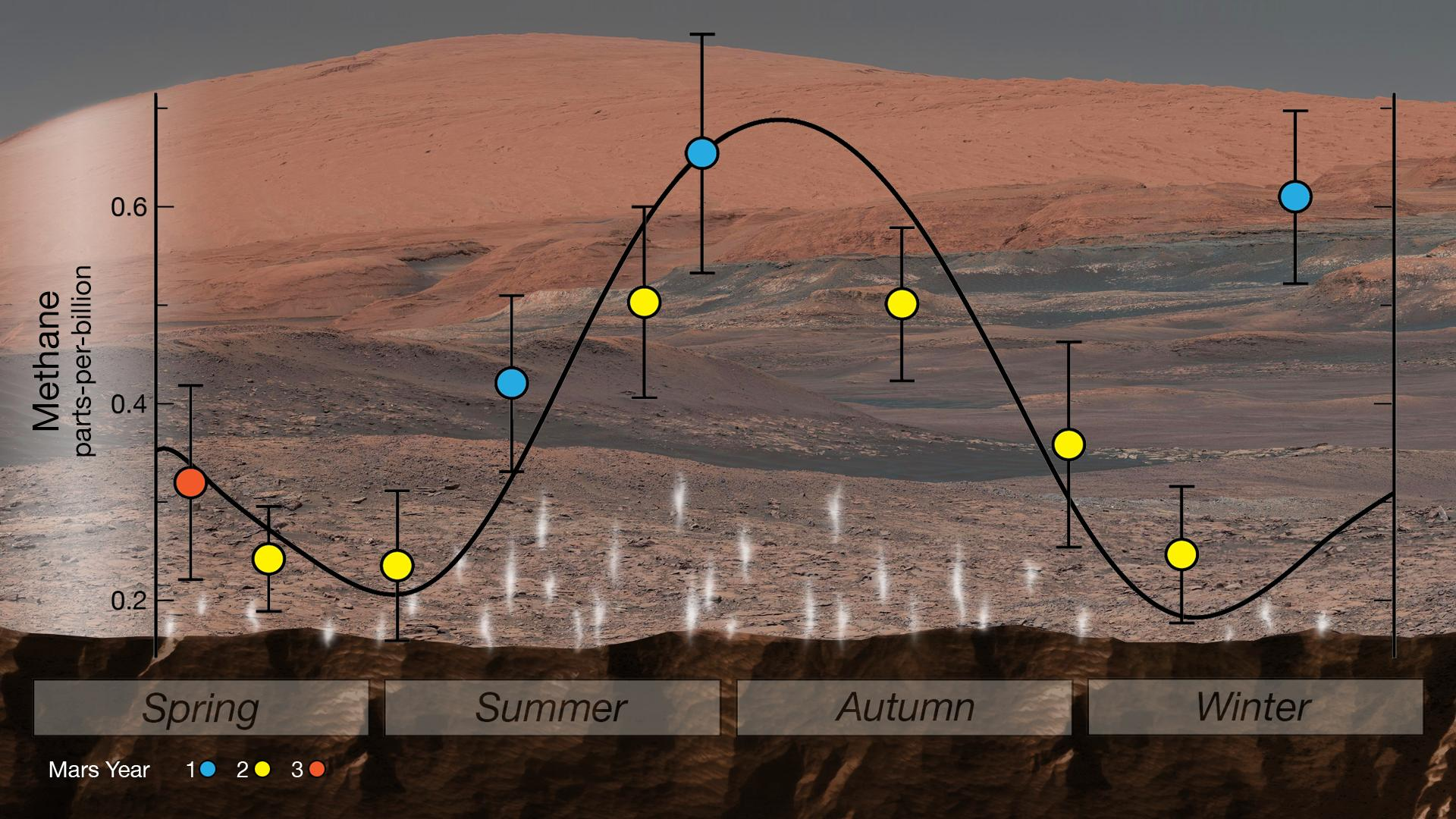
好奇号探测到大气中甲烷的周期性季节变化。

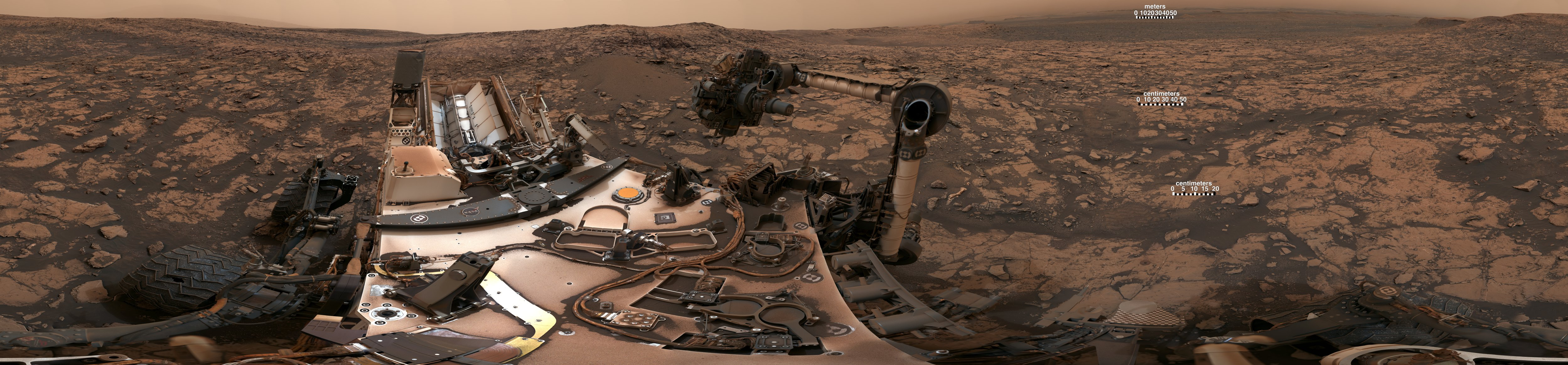
2018年8月9日，好奇号在维拉·鲁宾岭拍摄的360度全景图（第2137个火星日；白平衡）。

自2018年9月15日起，好奇号上的主计算机出现故障，导致好奇号无法存储科考和关键工程数据。2018年10月3日，喷气推进实验室决定启用备份计算机来操纵好奇号。在主计算机故障被查明并修复前，好奇号将使用备份计算机来存储日常科学和工程数据。
2018年11月4日，地质学家们根据好奇号火星车在盖尔撞击坑的研究，提出了早期火星上存在过大量水的证据。

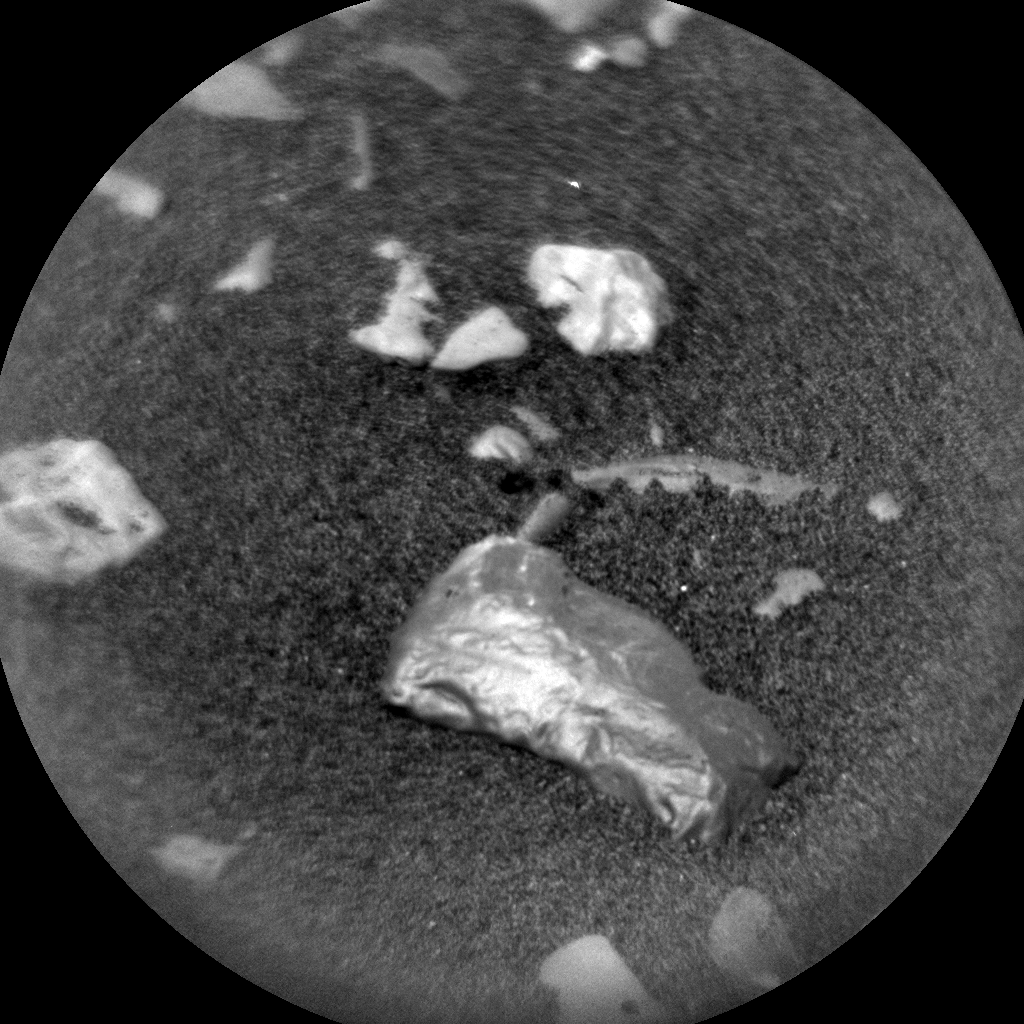
2018年11月26日，好奇号在火星上观测到一块被称作“小科隆赛岛”的闪亮物体。

2018年11月26日，好奇号在火星上看到一块命名为“小科隆赛岛”（Little Colonsay）的闪亮物体。虽然有可能是一块陨石，但计划作进一步研究，以更好地了解它的性质。

### 自拍照

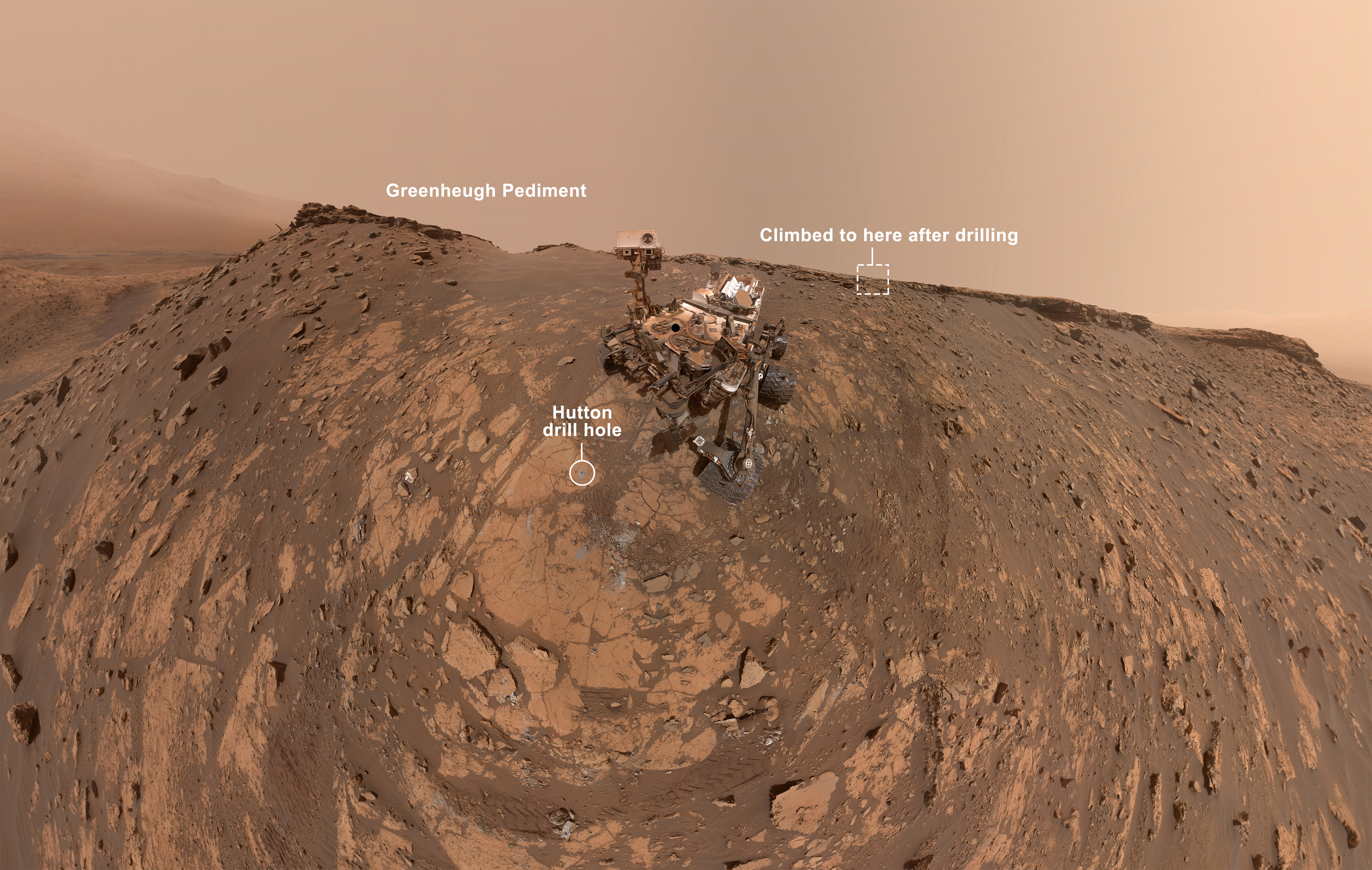
2020年2月26日，“好奇号”火星车自拍照（“赫顿”钻探现场）

## 2019年的事件
2019年2月1日，美国宇航局的科学家报告称，火星好奇号漫游车首次测定了盖尔撞击坑中夏普山的密度，从而更清楚地了解了这座山丘是如何形成的。
2019年4月4日，美国宇航局发布了2019年3月好奇号漫游车在火星上观测到火星的两颗卫星，福波斯(动画一)和得摩斯(动画二)日食的照片。
2019年4月11日，美国宇航局宣布，好奇号火星车在火星上钻入并仔细研究了一处“含粘土地层”，据火星车项目经理称，这是好奇号夏普山征程中的一座“重要里程碑”。

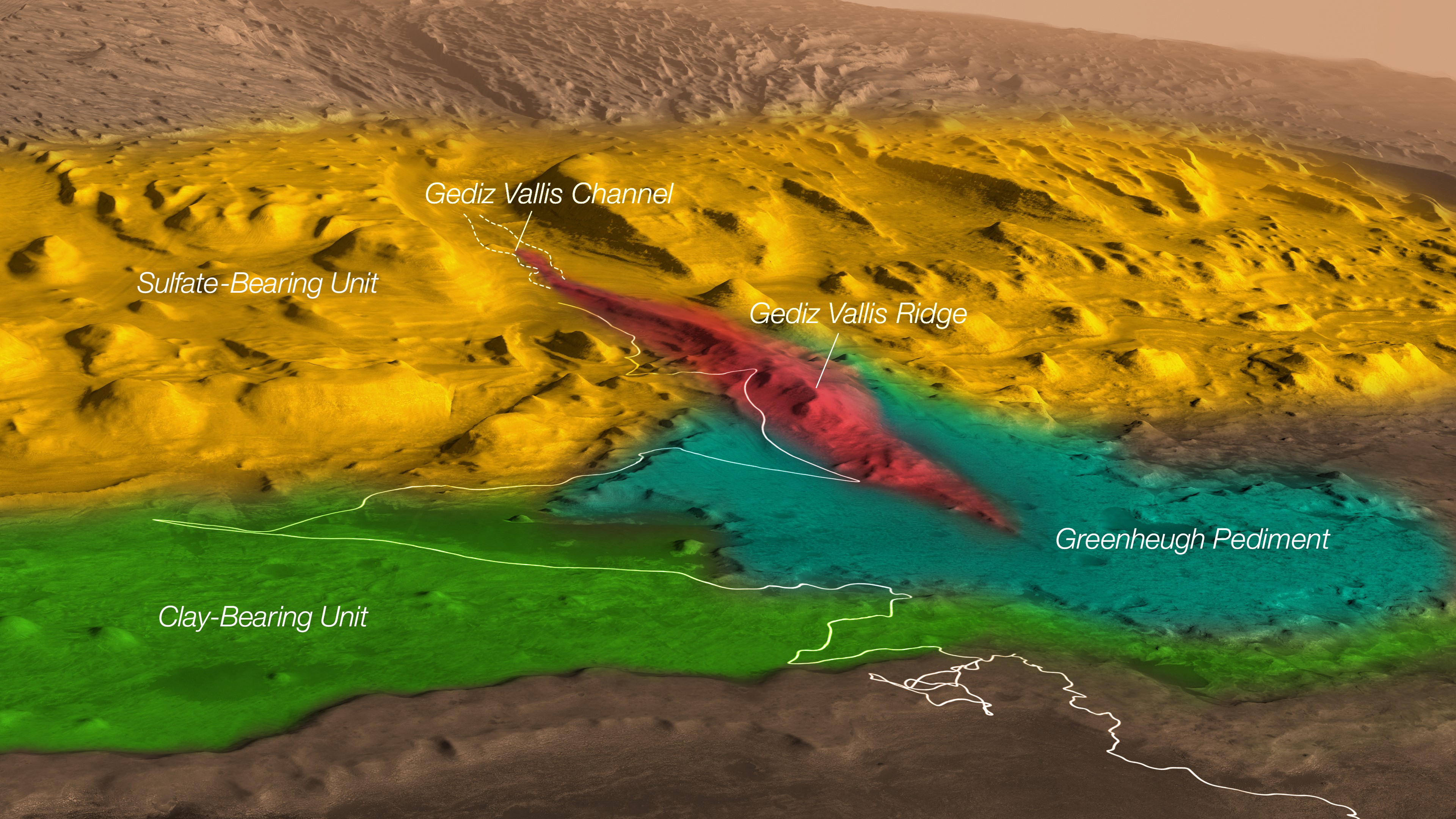
好奇号火星车探索夏普山（2019年5月15日）

2019年6月，在继续研究粘土地层的同时，好奇号探测到最高水平的甲烷气体，为十亿分之二十一，而火星车探测到的正常背景读数通常为十亿分之一。但在数天内，甲烷含量又迅速下降，导致美国宇航局将此事件称之为曾数次察觉到，但无任何可探测模式的甲烷喷流之一。该火星车缺少必要的仪器来测定这些甲烷其性质究竟属于有机还是无机的。

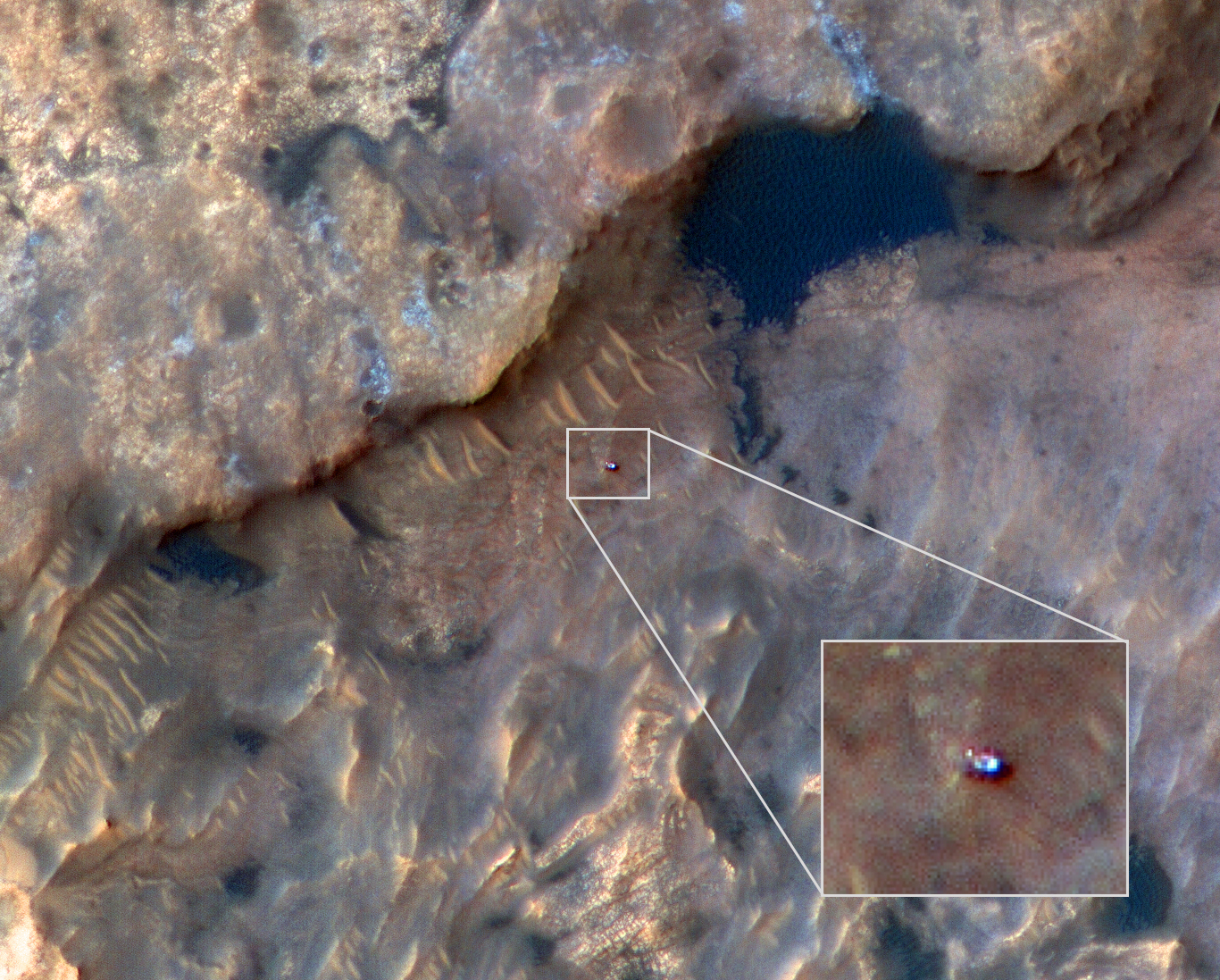
2019年5月31日，从太空看位于林地湾(Woodland Bay)的好奇号。

好奇号穿过粘土地层（2019年5月至7月）

2019年10月，好奇号火星车在夏普山上发现的证据表明，盖尔撞击坑中有一座150公里宽的古盆地，曾可能含有一座咸水湖。

## 2020年的事件

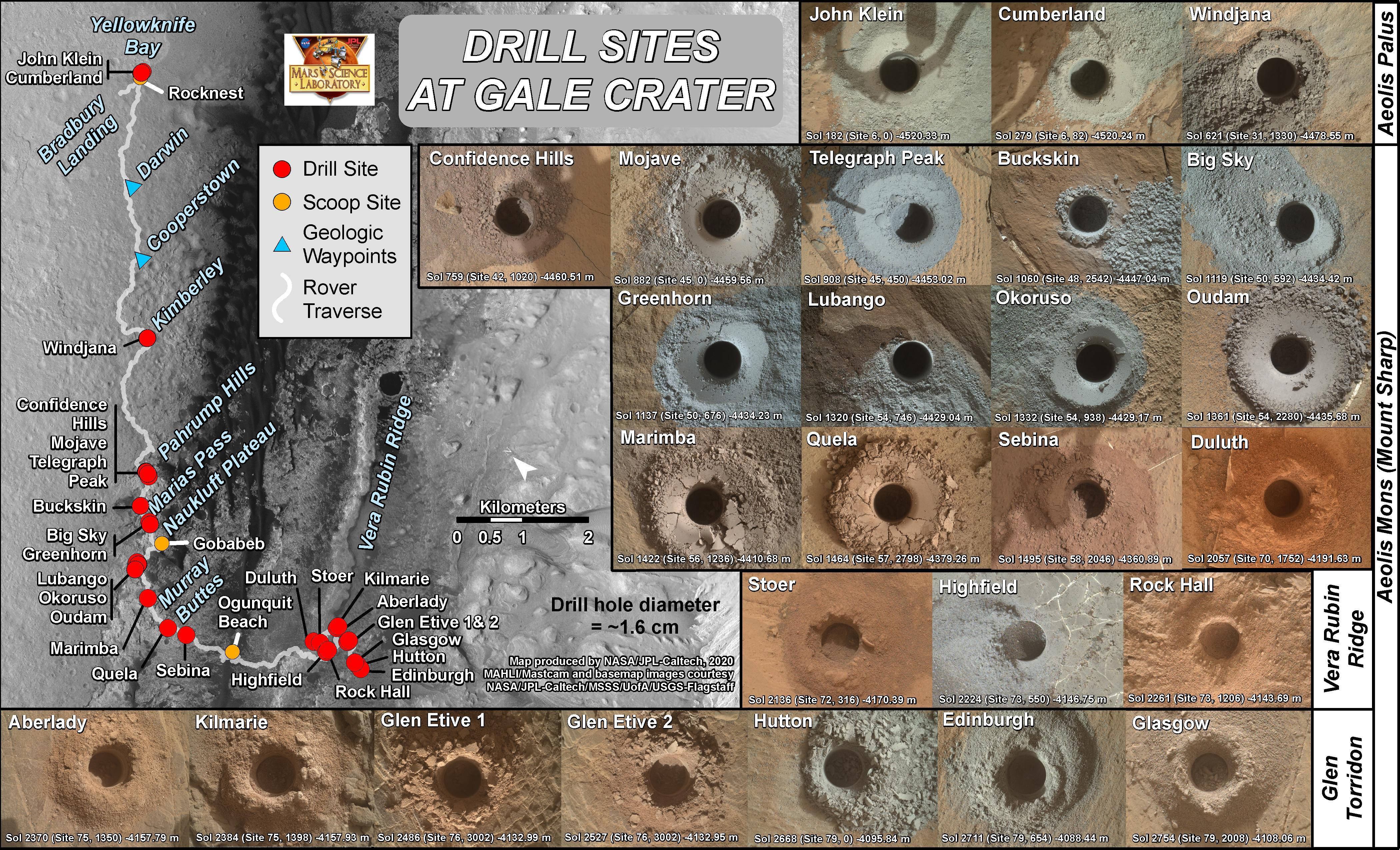
火星岩石-26个探孔（2020年7月1日）

2020年1月，一份报告将2012年登陆火星时的“好奇号”与七年后2020年的火星车进行了比较。
2020年2月，科学家们报告了好奇号火星车在火星上探测到噻吩有机分子。在地球上噻吩通常与油母质、煤和原油有关。目前尚不清楚检测到的噻吩是生物性，还是非生物性作用的结果。
2020年4月，由于全球爆发新冠疫情，科学家们开始在家中远程操控火星车。

2020年8月9日，好奇号火星车观看到的火星尘暴。

2020年8月29日，美国宇航局发布了好奇号火星车拍摄的几段视频，包括涉及尘卷风的视频，以及相关局部地区地形的高分辨率图像。

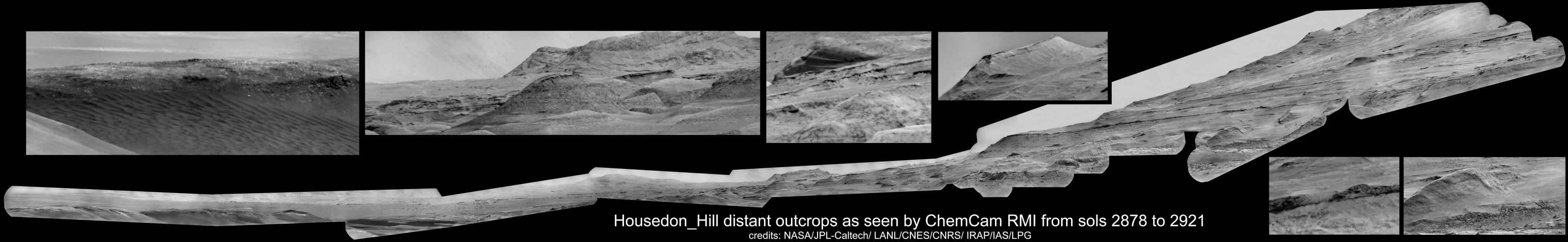
2020年9月9日至10月23日，好奇号火星车拍摄的豪斯顿山丘(Housedon Hill)远处露头的拼接图(发布于2020年12月21日)

## 2021年的事件

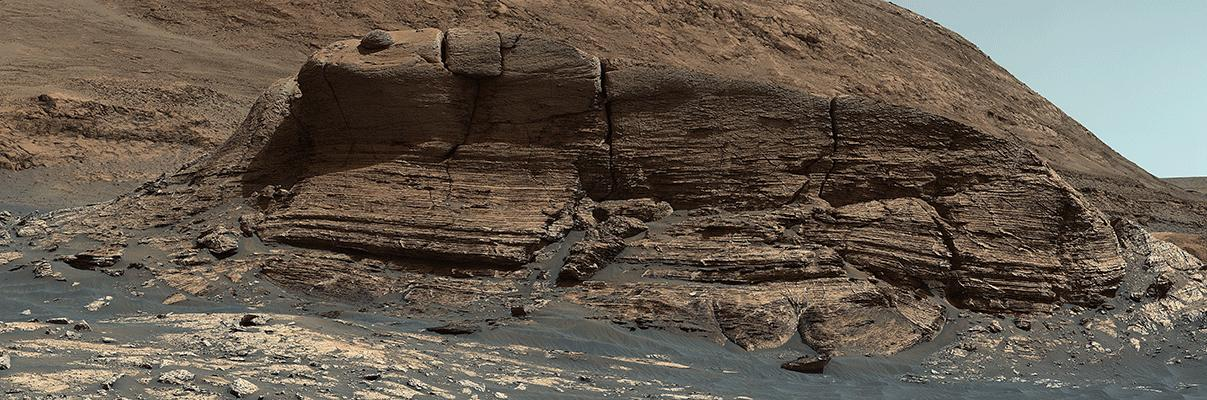
2021年3月4日，好奇号观测的默库山(Mount Mercou)。

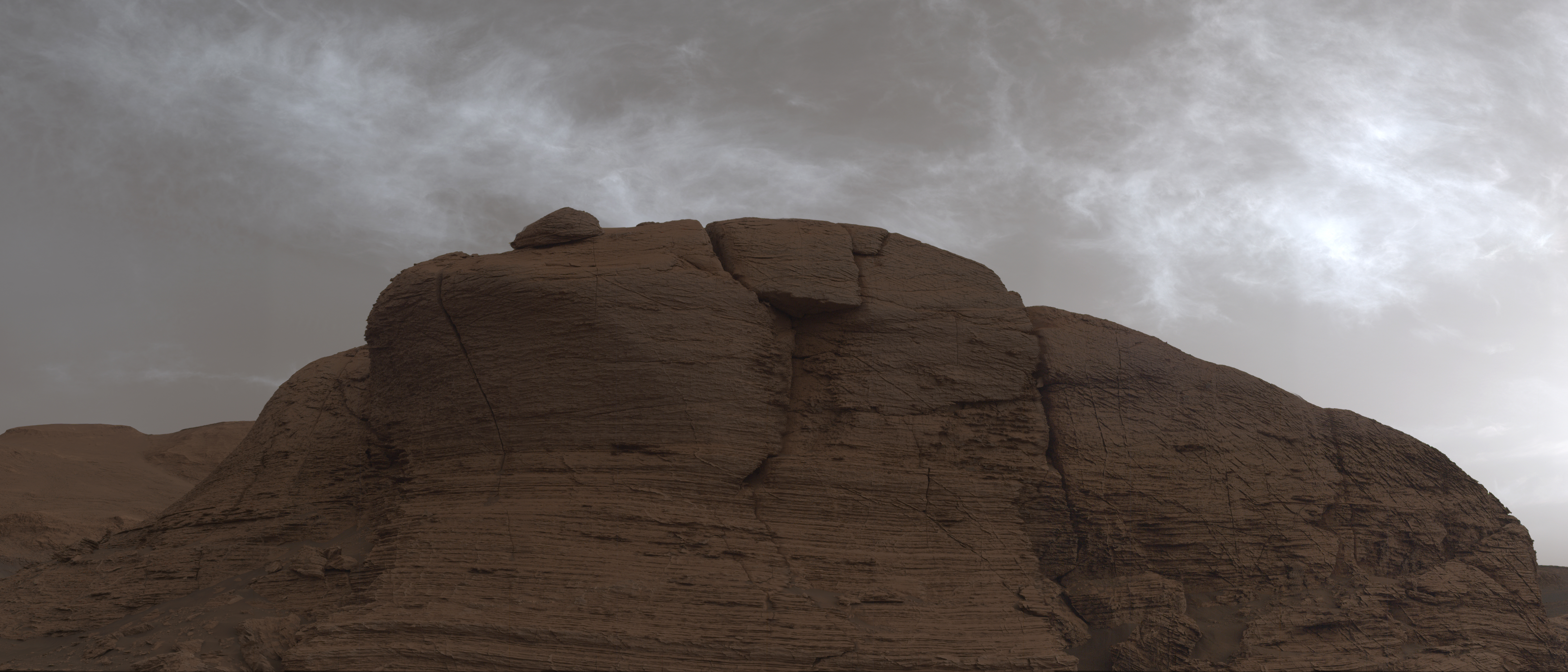
2021年3月19日，火星云层下的默库山。

2021年6月，科学家们测定出好奇号周围的甲烷浓度随火星日时间而变化，甲烷只在夜间存在。这解释了好奇号和火星微量气体任务卫星二者间所检测甲烷水平的差异（自2016年来一直是一个悬而未决的问题），尽管它并未解释是何产生了甲烷，也没解释为何甲烷似乎比当前模型预测的寿命更短。2021年7月3日，“好奇号”火星车观测了拉斐尔·纳瓦罗山（Rafael Navarro）区域。

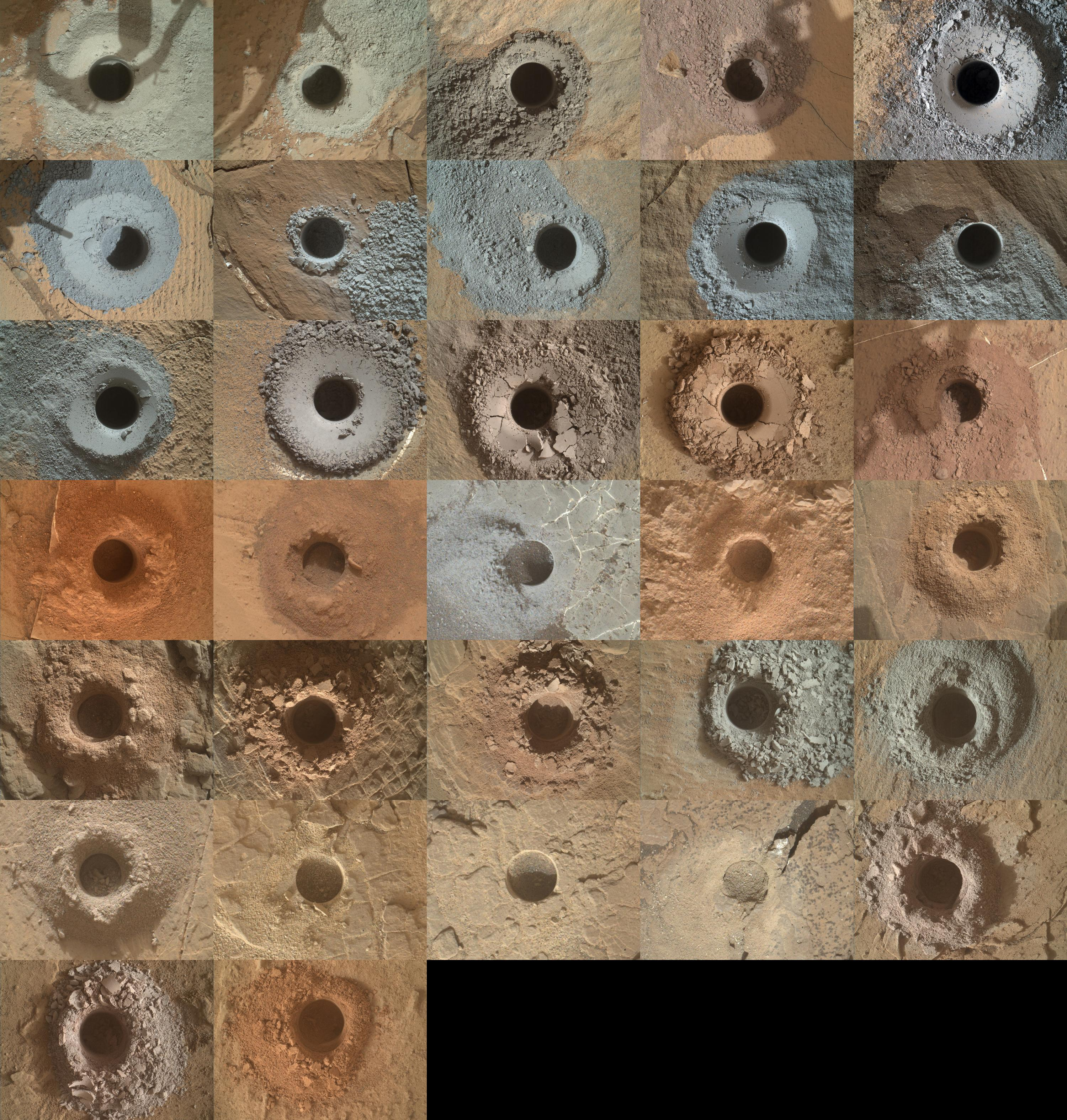
好奇号—32个探孔（2021年8月17日）

2021年11月1日，天文学家们报告，好奇号火星车通过火星样本分析设备独一无二的处理方式，在火星上检测到包括苯甲酸、氨及其他相关未知化合物在内的有机分子 。

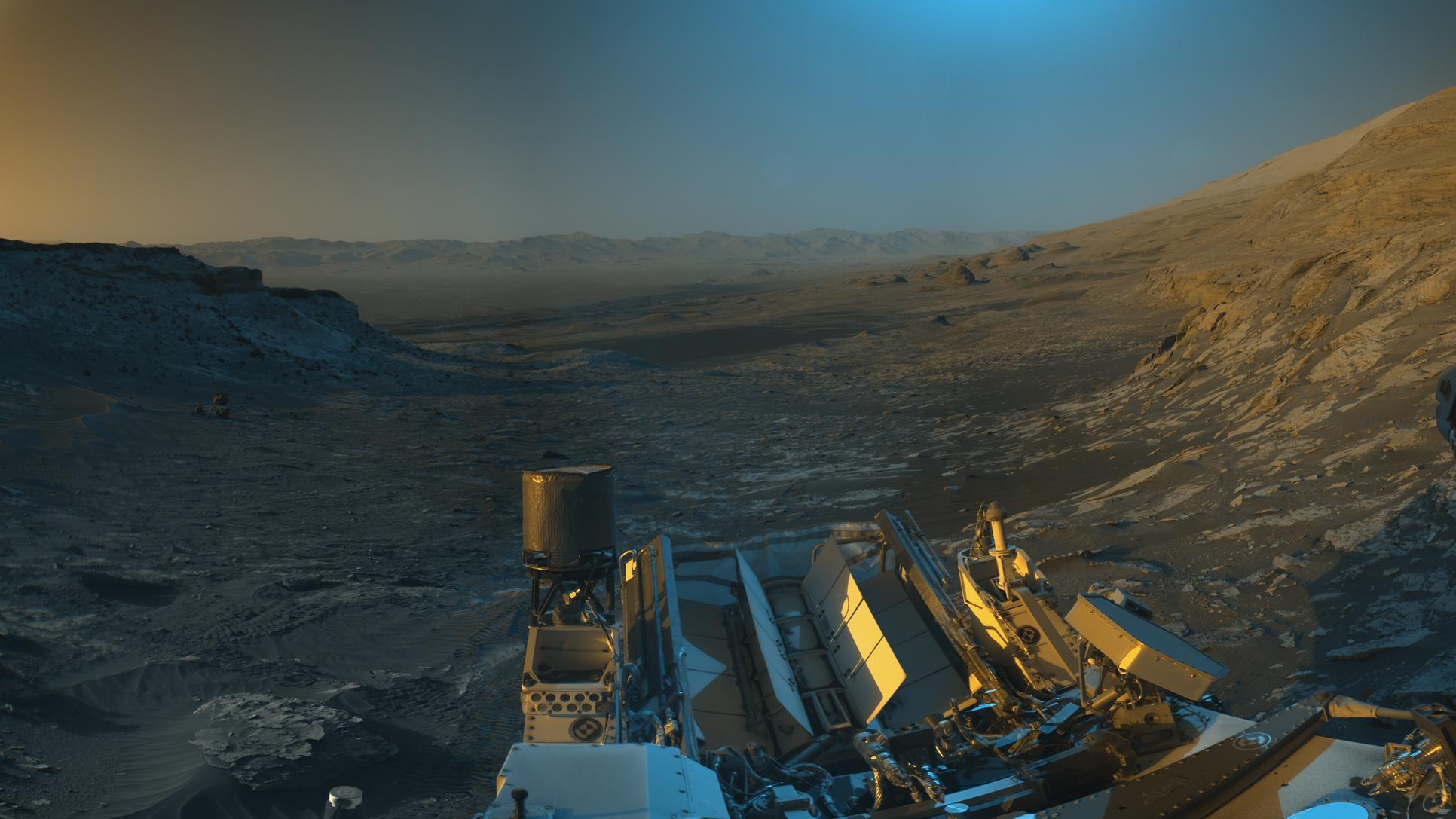
2021年11月16日，好奇号观测到的全景。

## 2022年的事件
2022年1月17日，科学家报告说，好奇号火星车在火星上发现了一种异常的碳同位素信号，该信号可能（也可能不）与古代火星生命有关。科学家们的这种说法，暗示了可能是居住在地下的微生物释放了“富含碳的甲烷气体”。但，尚不能完全排除异常碳信号的非生物来源。

## 目前状况

### 天气
- 好奇号火星车报告的火星最新天气报告 （页面存档备份，存于）
- 洞察号着陆器报告的火星最新天气报告 （页面存档备份，存于）[237][238]
- 毅力号火星车报告的火星最新天气报告 （页面存档备份，存于）

### 位置与行程统计

好奇号随时间推移行驶的距离

好奇号火星车自2012年8月6日登陆后，截至2025年3月14日，已在火星上运行了4481个火星日(总计4603天)。从2014年9月11日来，它一直在孜孜不倦地探索 （页面存档备份，存于）夏普山山坡，预期在那里将有望找到更多关于火星历史的线索。该火星车自2012年8月降落布雷德伯里着陆场后，截至2021年1月26日，已累计行驶24.15公里（15.01英里），爬升高度超过327米（1073英尺）。

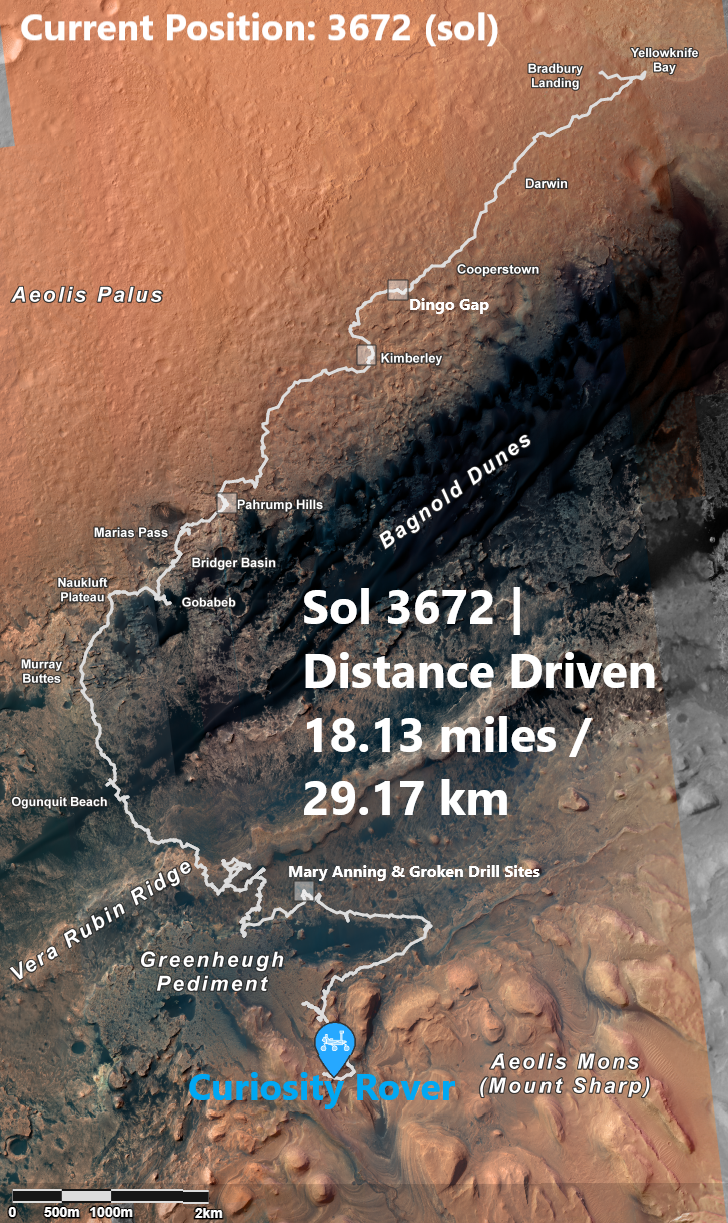
显示好奇号当前位置的行程路径。实时链接: https://mars.nasa.gov/msl/mission/where-is-the-rover/

### 设备状态
2015年初以来，钻机中帮助凿入岩石的冲击机构出现了间歇性电气短路故障。
2016年12月，钻机内的电机发生故障，导致火星车无法移动机械臂并行驶到另一个位置。故障发生在钻头伺服电机中-怀疑内部出现碎屑。后确定故障仅限于钻机部分，火星车于12月9日再次开始移动，机械臂功能正常。好奇号团队在2017年全年对钻探机构进行了诊断。2018年6月4日，美国宇航局宣布，通过改变钻探方法，好奇号的钻探能力已得到充分恢复。
自2018年9月15日起，好奇号的主计算机（B侧）出现故障，导致火星车无法存储科考和关键的工程数据。2018年10月3日，喷气推进实验室启用备份计算机（A侧）操纵“好奇号”，并用它存储日常科学和工程数据，直到查明和修复主计算机（B侧）故障。

## 图像

### 图集

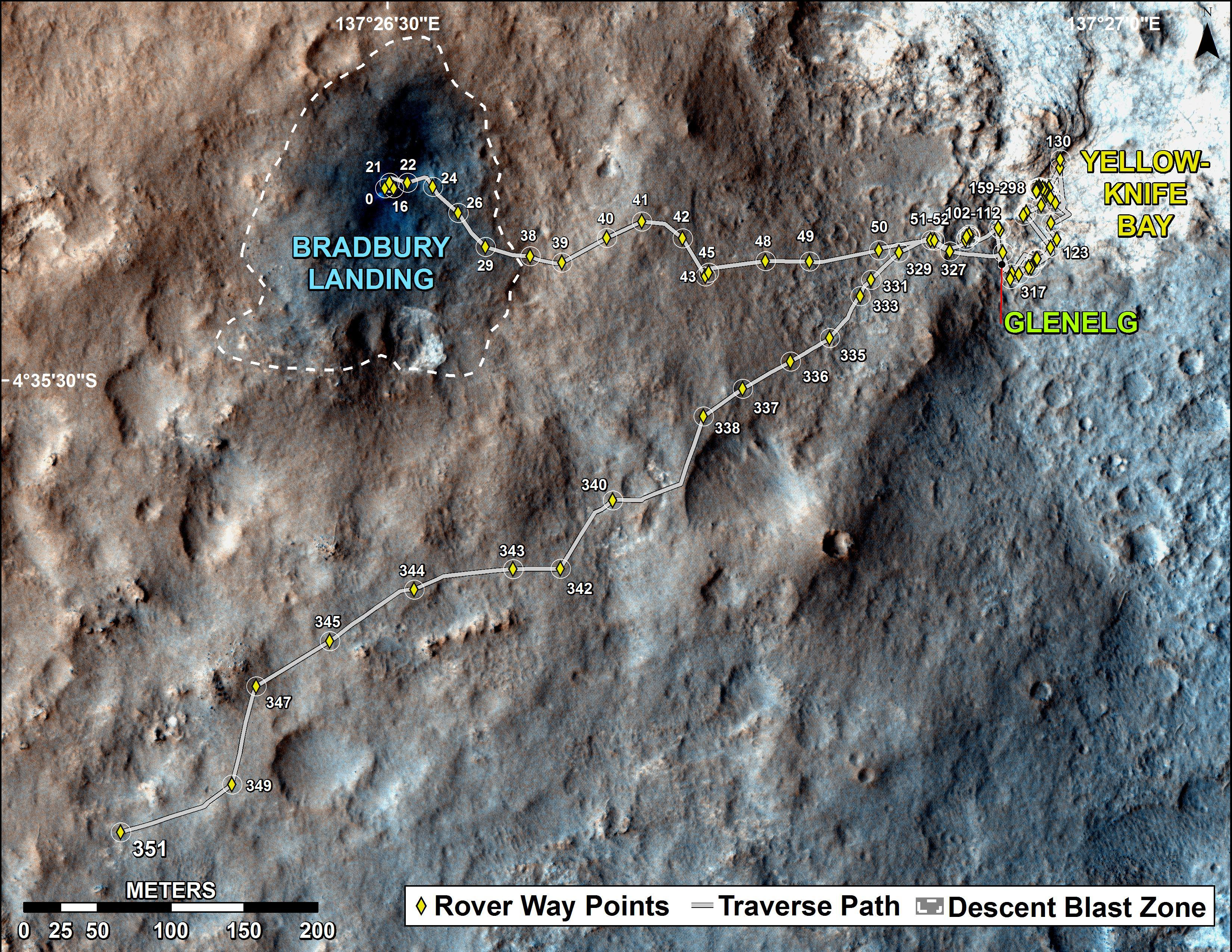
第一年的第一英里。好奇号漫游车在火星上的行程图 （页面存档备份，存于）(2013年8月1日; 三维 （页面存档备份，存于）。
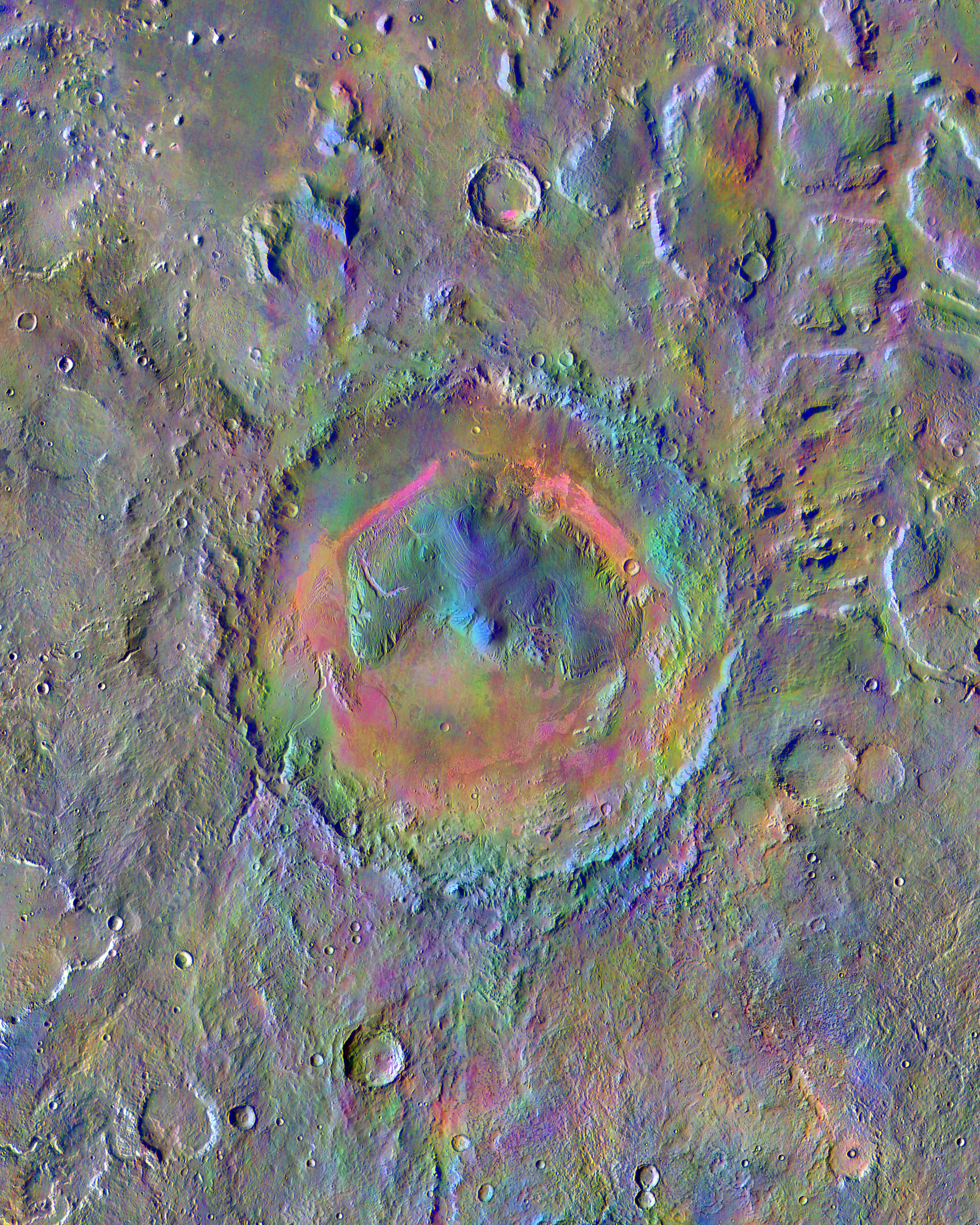
盖尔撞击坑-表面材料(2001火星奥德赛号热辐射成像系统拍摄的伪色图)。
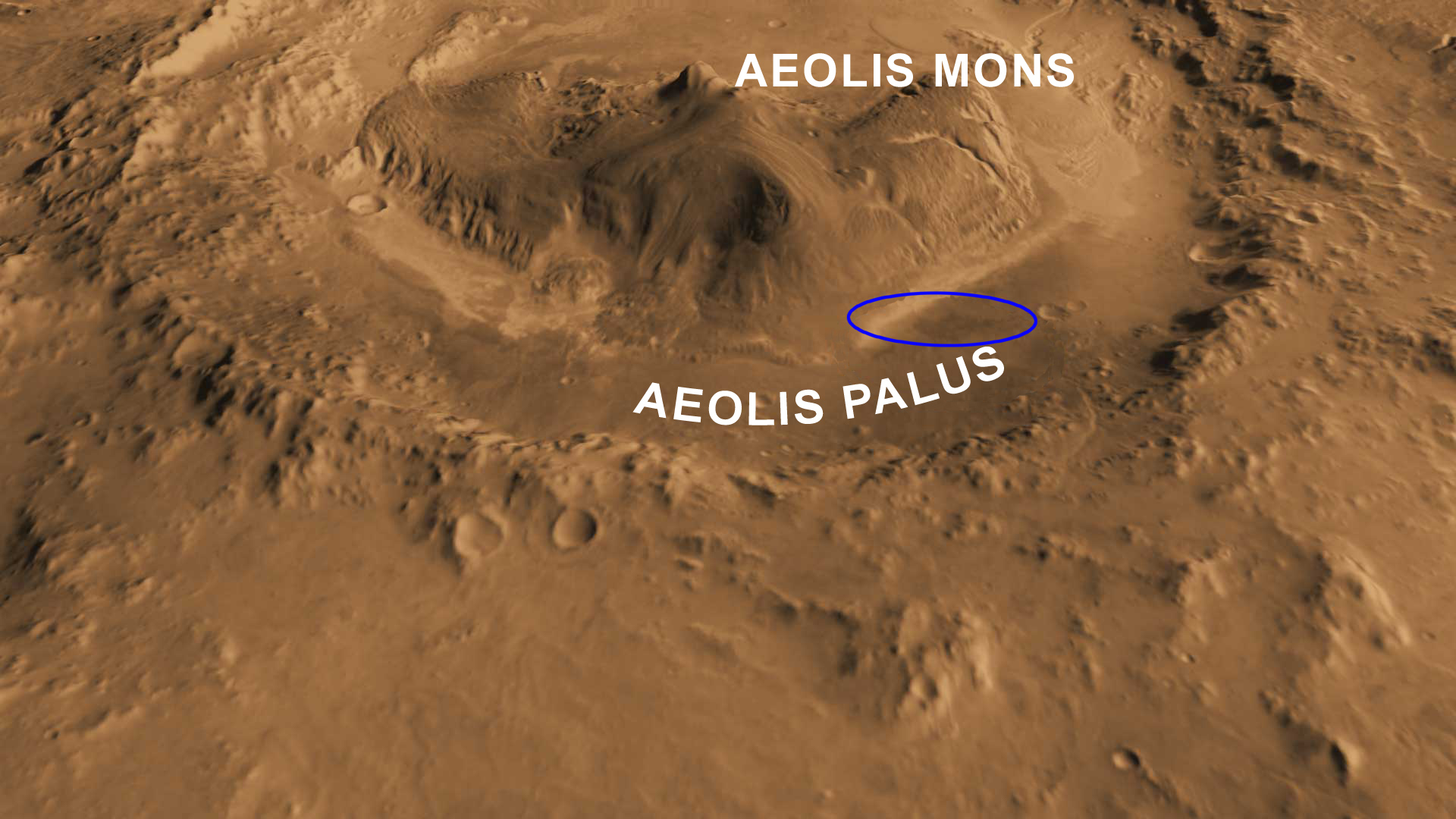
好奇号火星车-示意图标注出了“3-西格玛安全着陆椭圆区”。
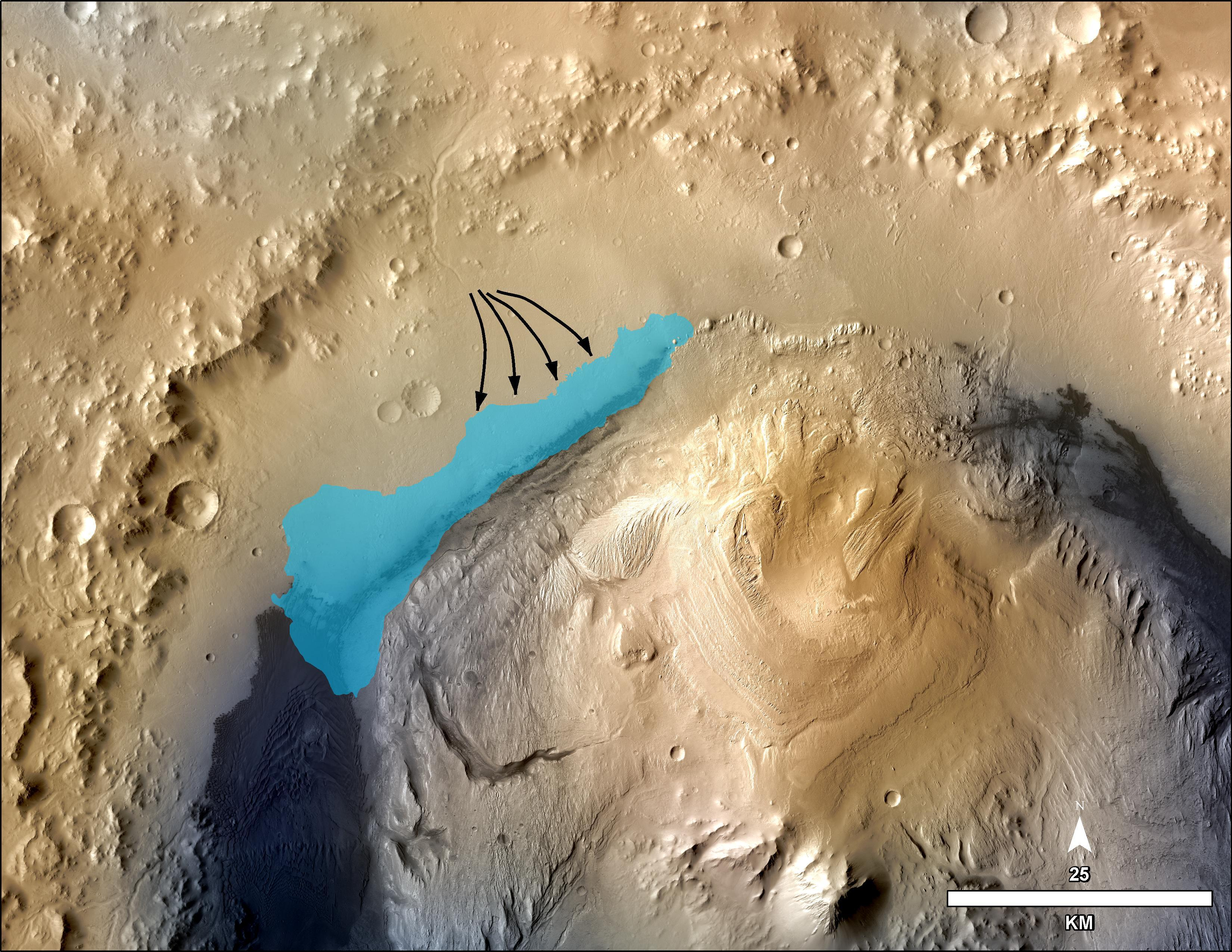
估测的盖尔撞击坑埃俄利斯沼内的古湖泊[126][127]。
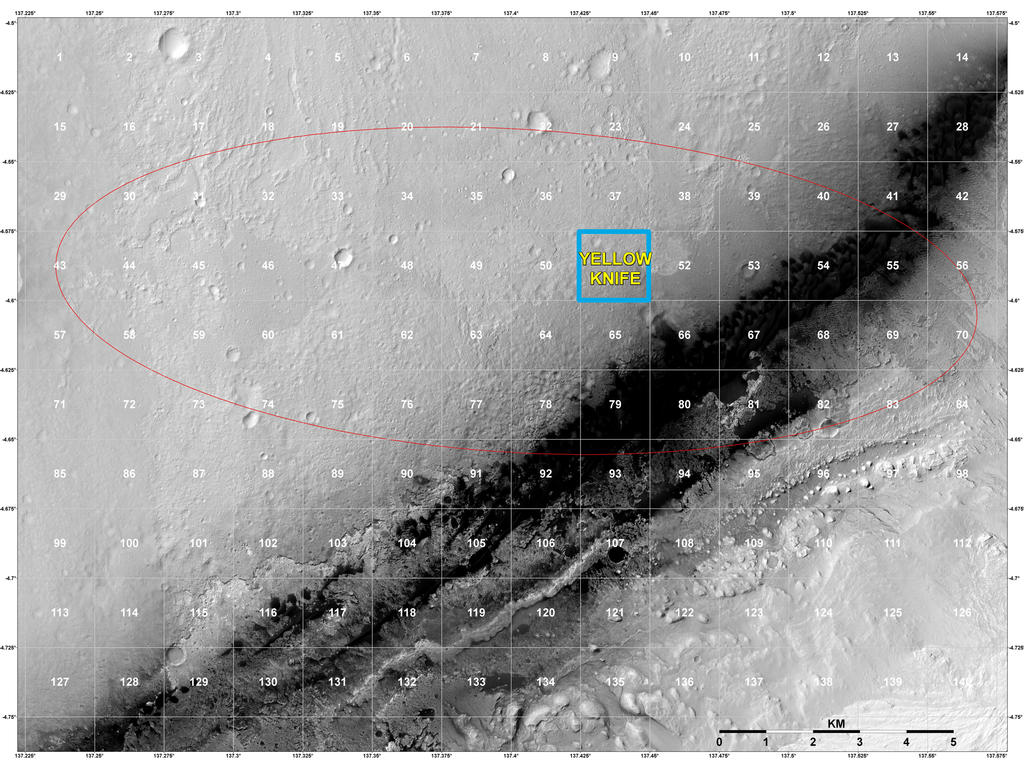
好奇号火星车 - 图中标注出“3-西格玛安全着陆椭圆区”。
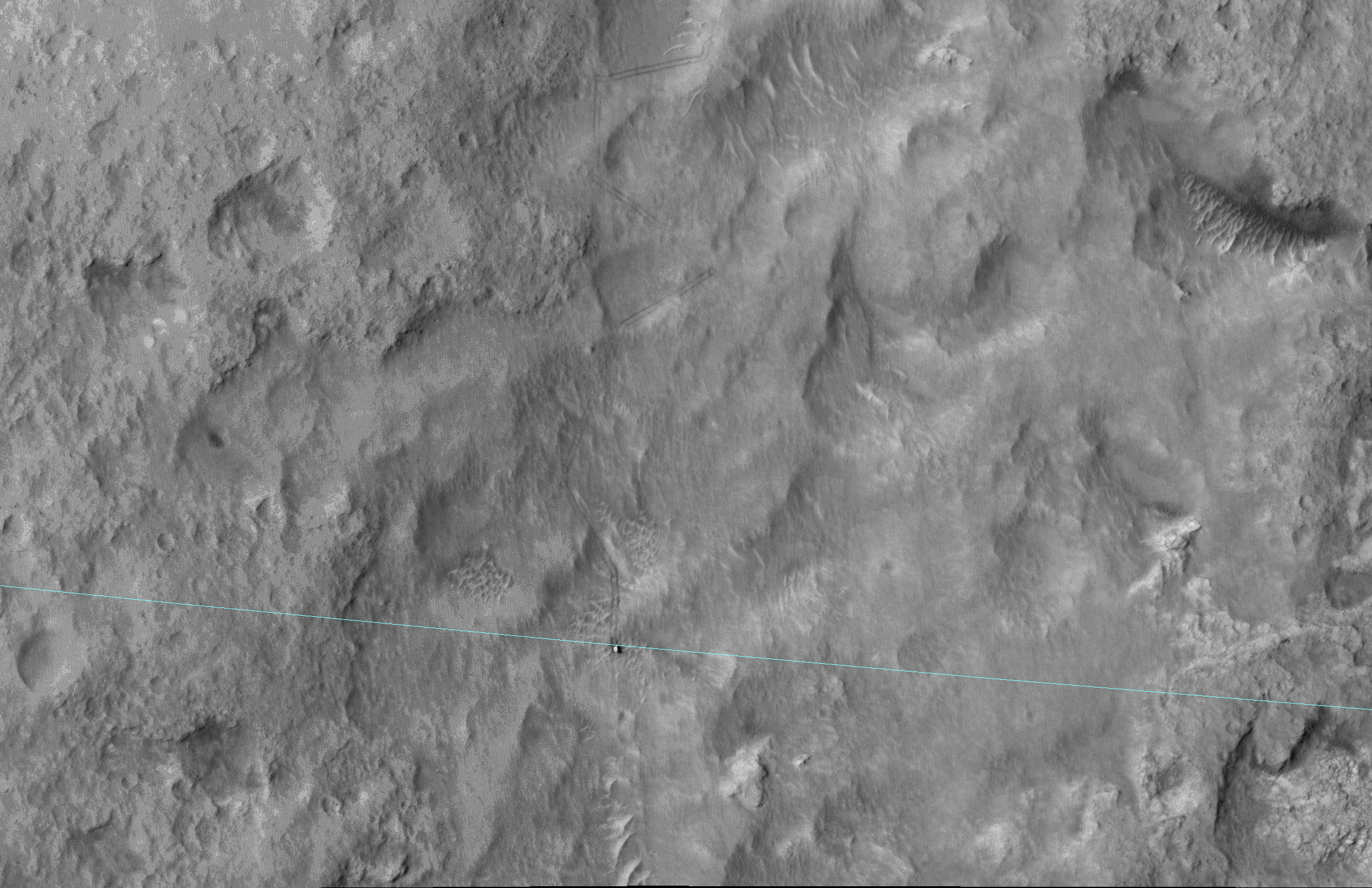
从太空中看到好奇号跨过了“3-西格玛安全着陆椭圆区”边界(2014年6月27日)。
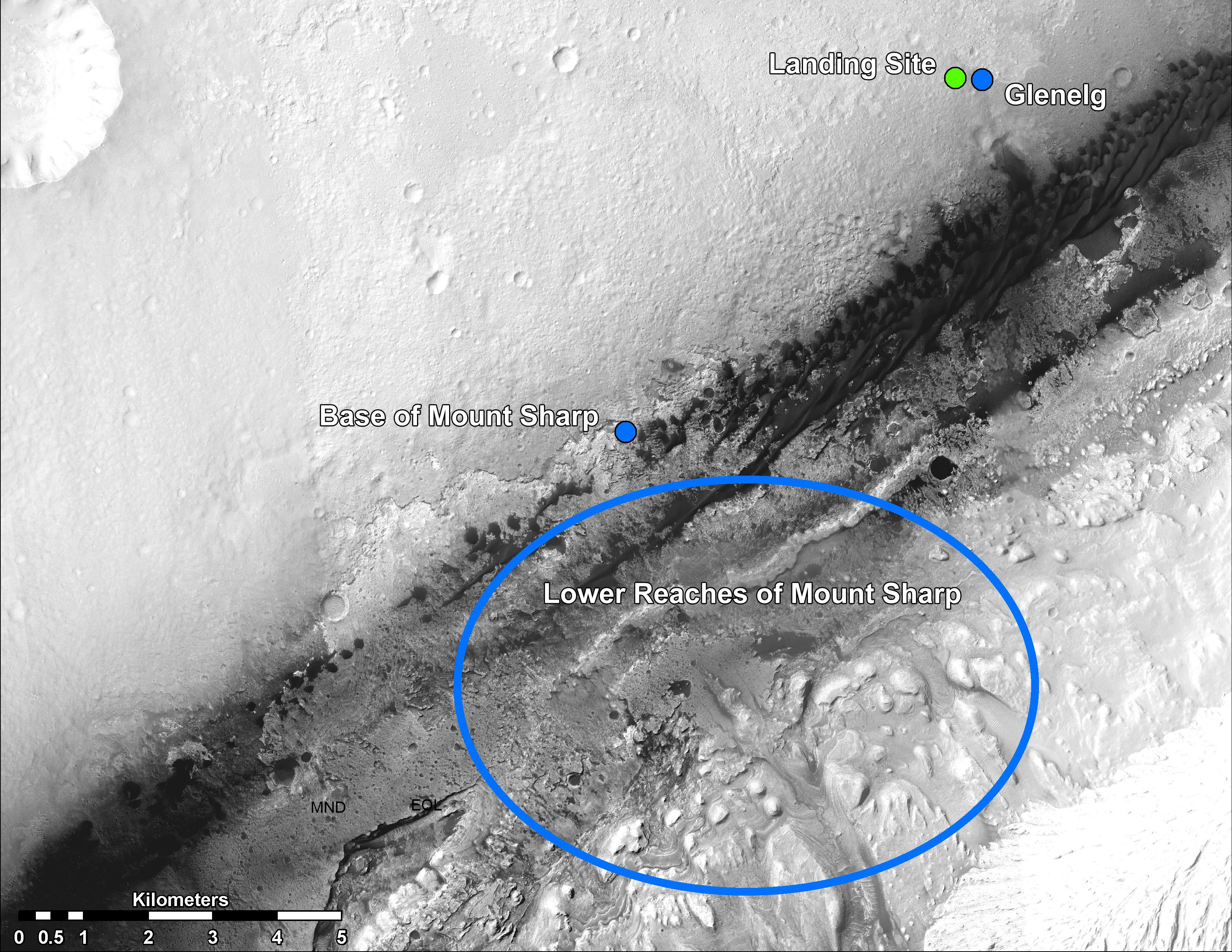
好奇号着陆点—蓝色卵形圈标注出夏普山山底范围(2012年8月17日)。
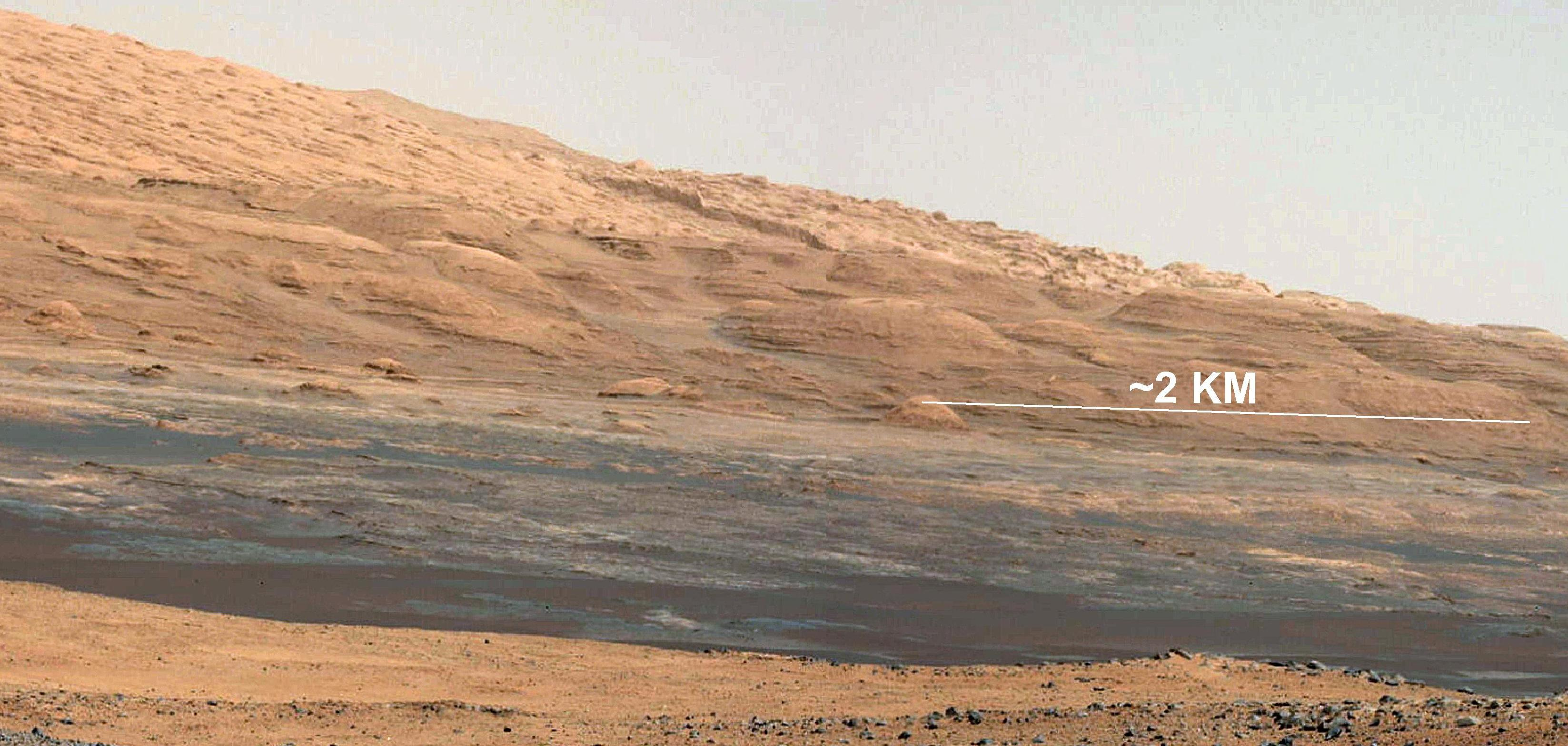
埃俄利斯山山麓区，好奇号即将研究的多样地形区[243]。
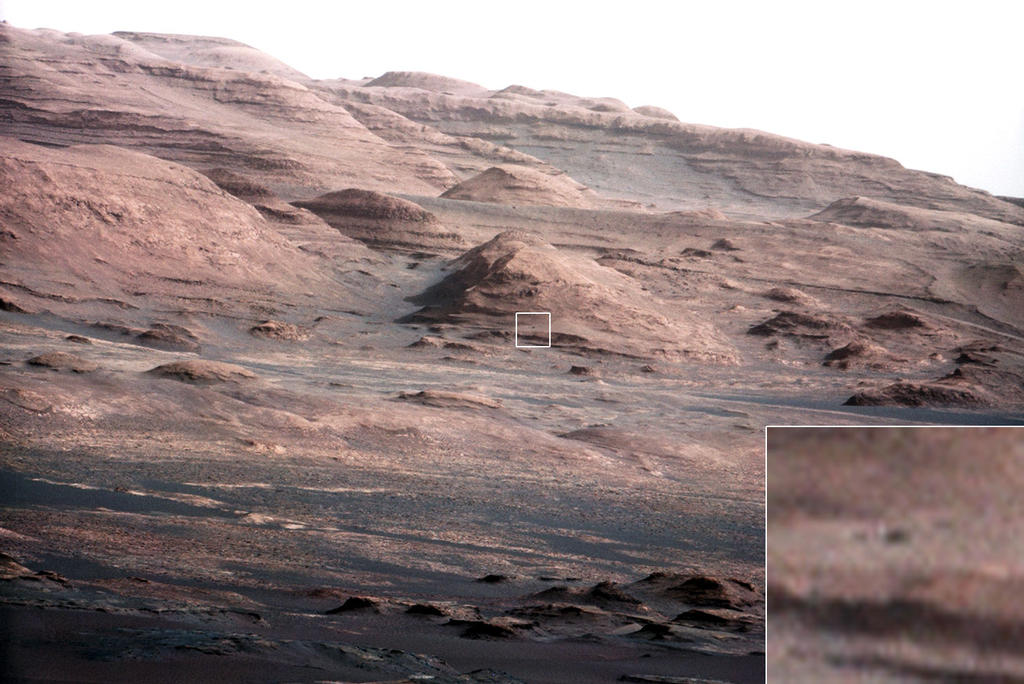
埃俄利斯山底部的岩层—插图中黑色岩石的大小与好奇号火星车相同。
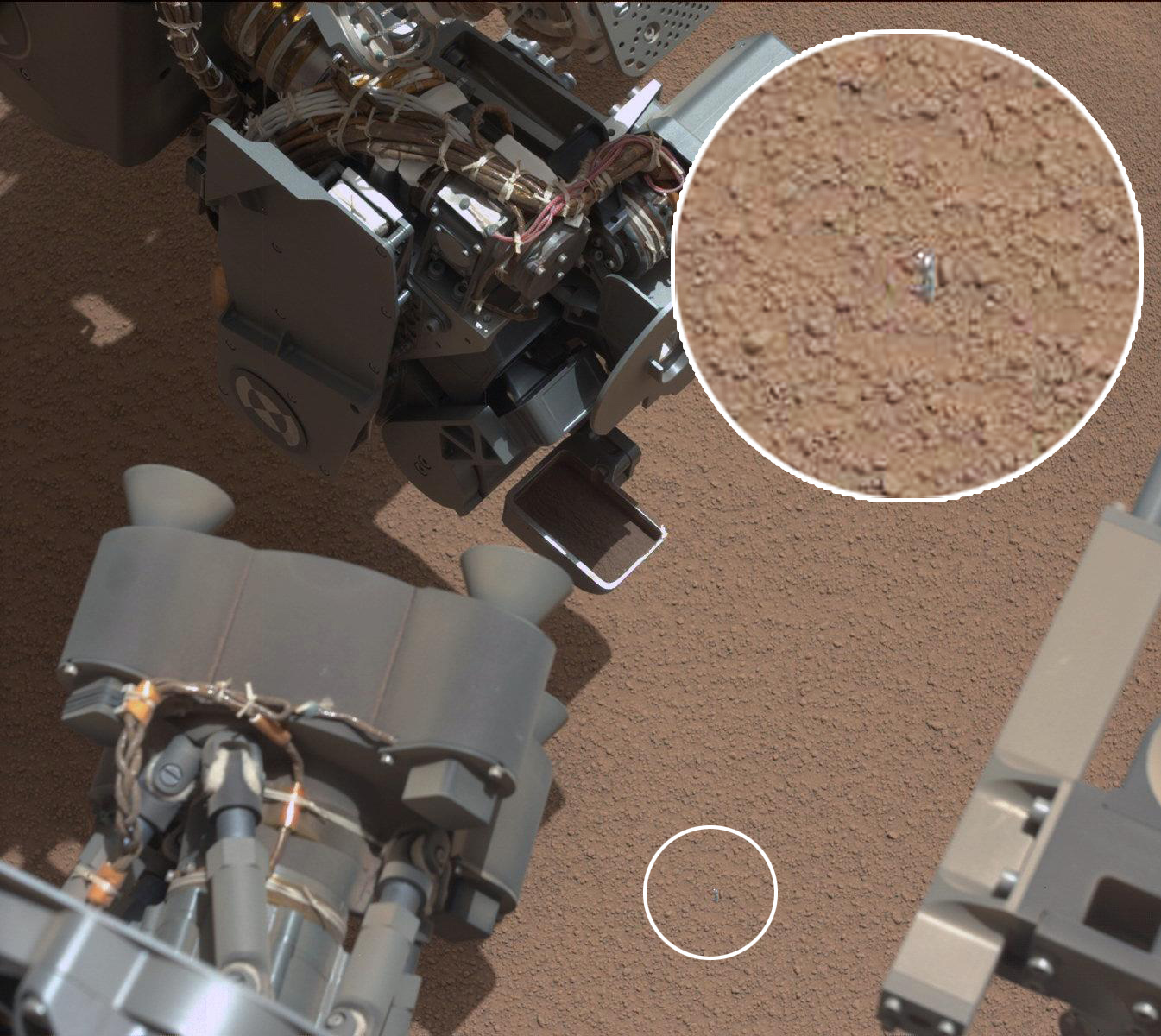
2012年10月7日，好奇号在石巢沙地中发现一个“明亮的物体”[74] (特写 （页面存档备份，存于）)。
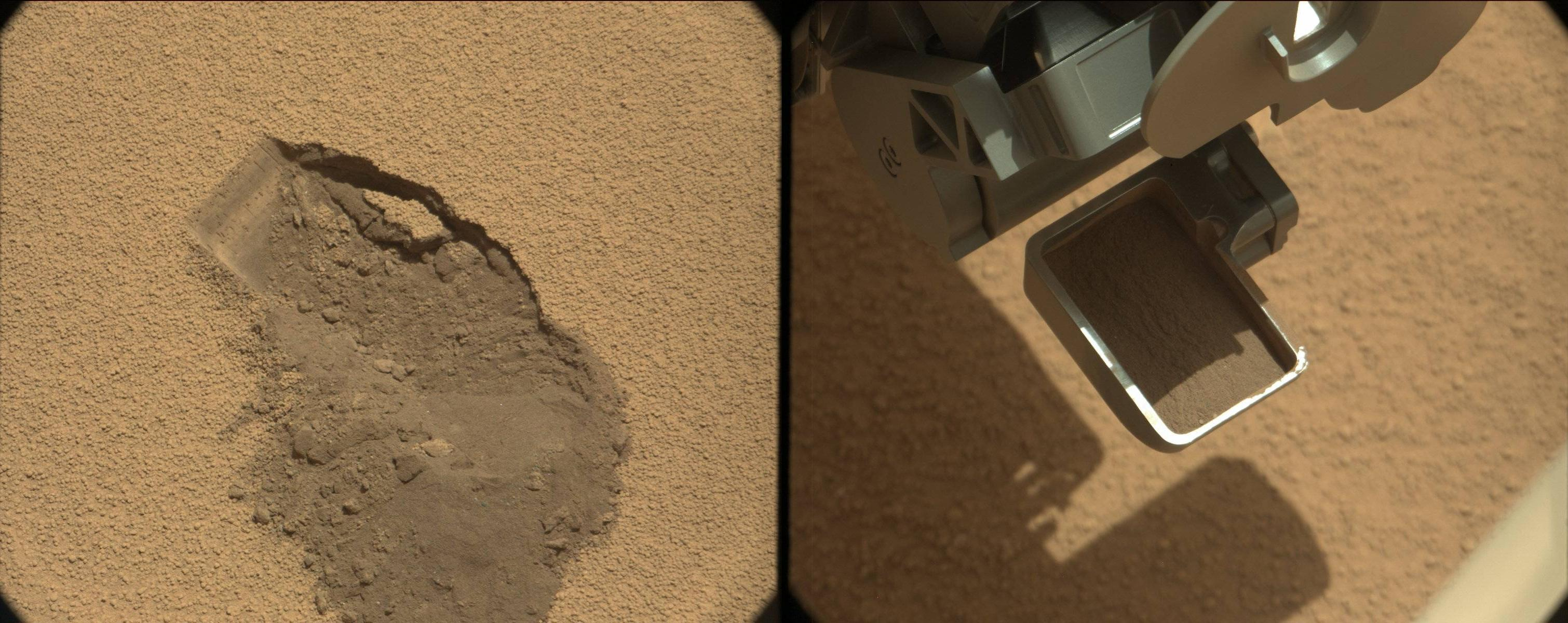
2012年10月7日，好奇号首次使用挖斗在石巢筛选沙子。
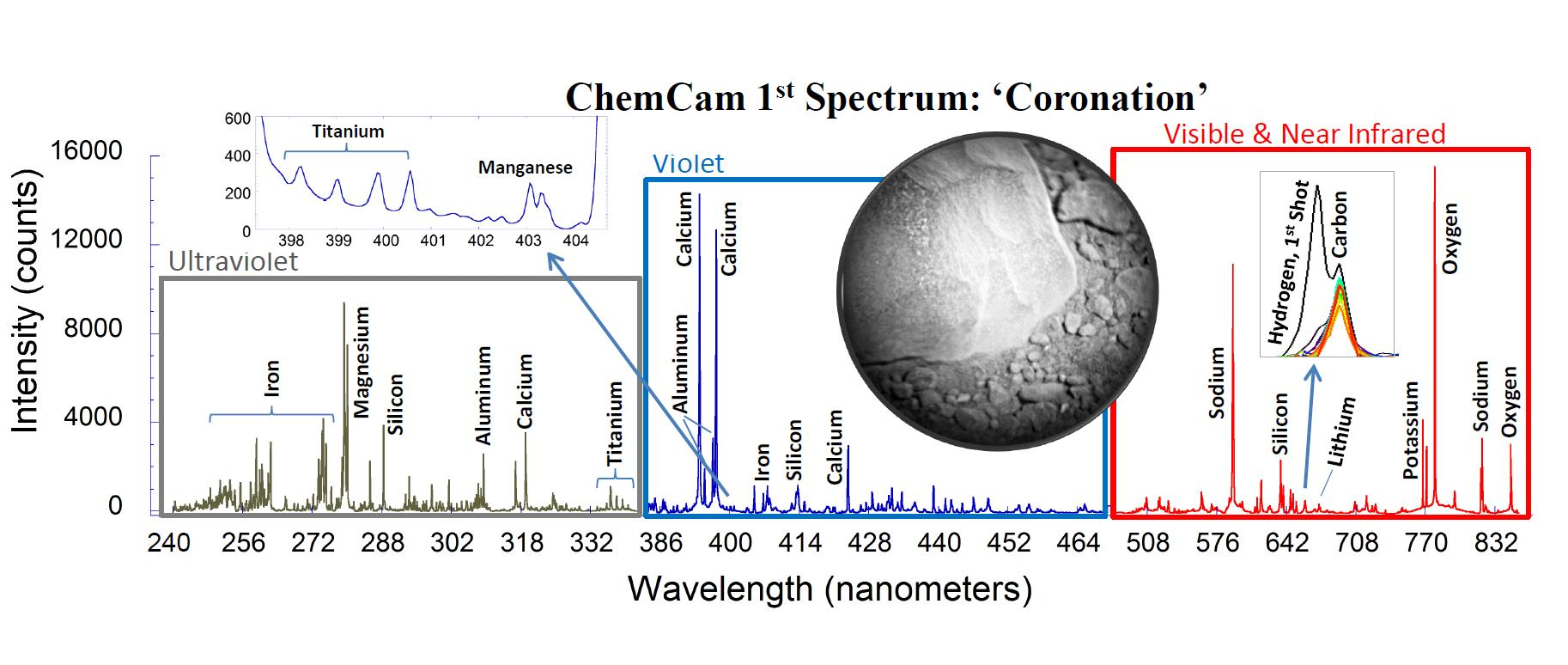
2012年8月19日，加冕岩的首张化学元素激光光谱图。
2014年6月3日，好奇号火星车观测到水星凌日[156]。
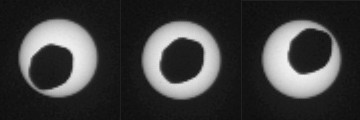
2013年8月20日，好奇号火星车观测到火卫一形成的太阳日蚀。
好奇号看到火星的卫星：福波斯从得摩斯旁经过(2013年8月1日)。
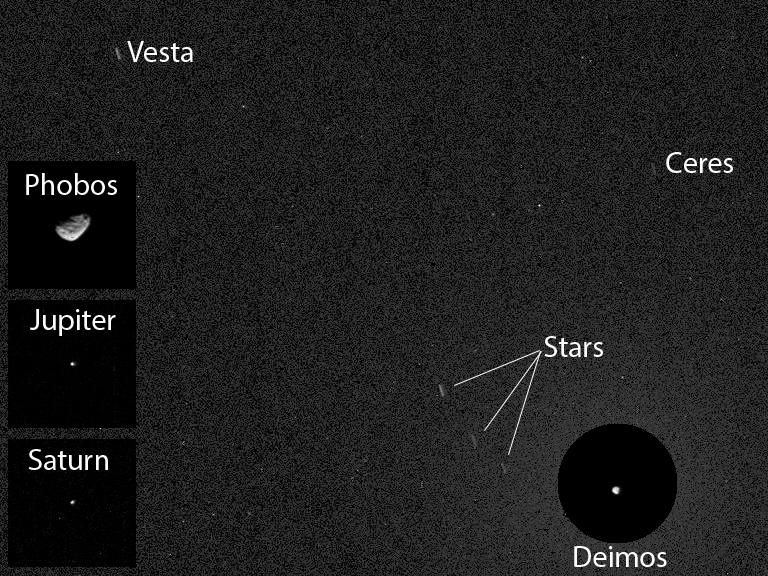
好奇号看到的达尔文露头(下中方)附近西南向视图(路标一；2013年9月7日)。
好奇号穿越野狗山口(Dingo Gap)沙丘的车辙印(2014年2月6日)。
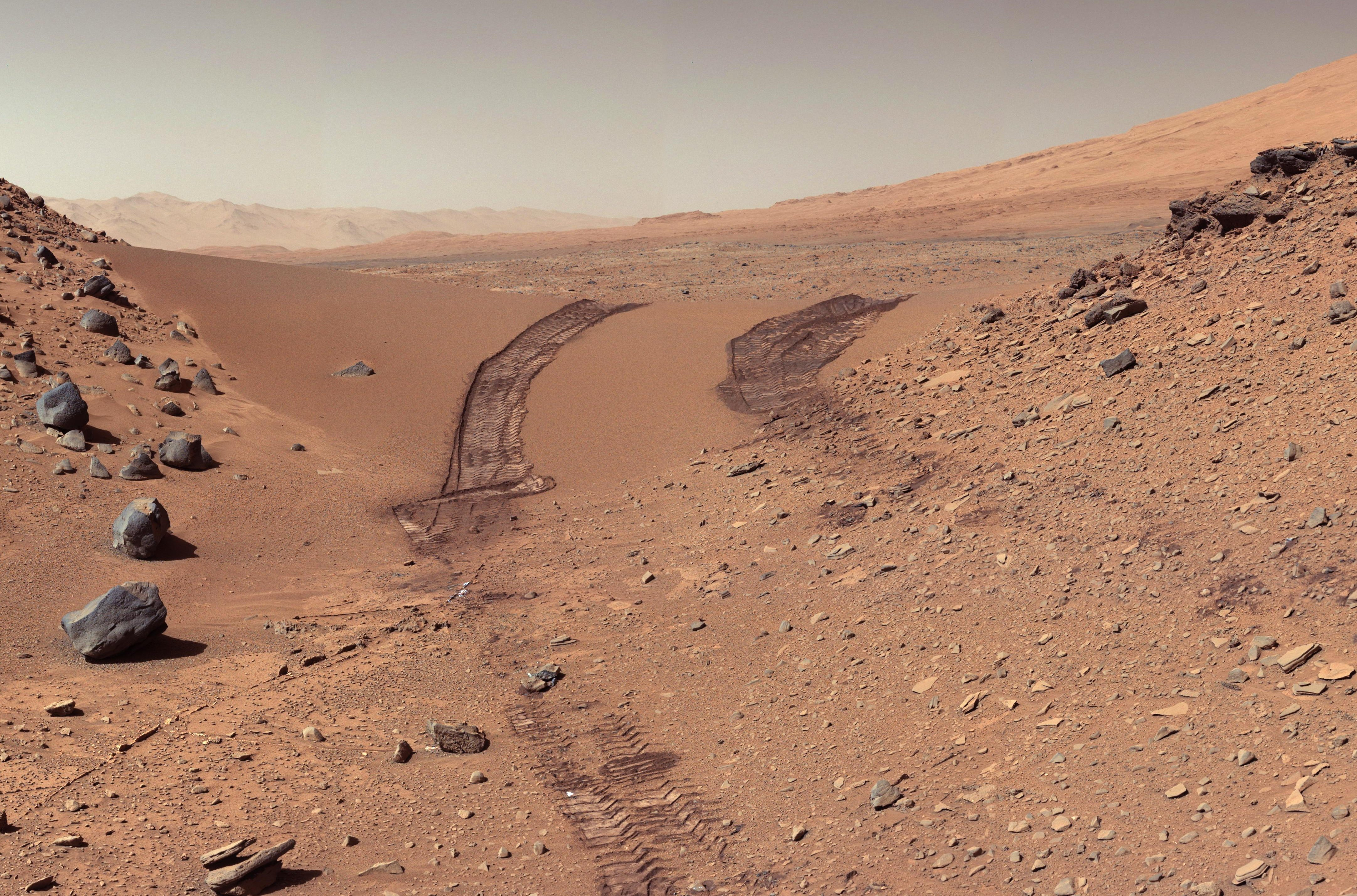
好奇号穿过野狗山口沙丘(2014年2月9日;)。
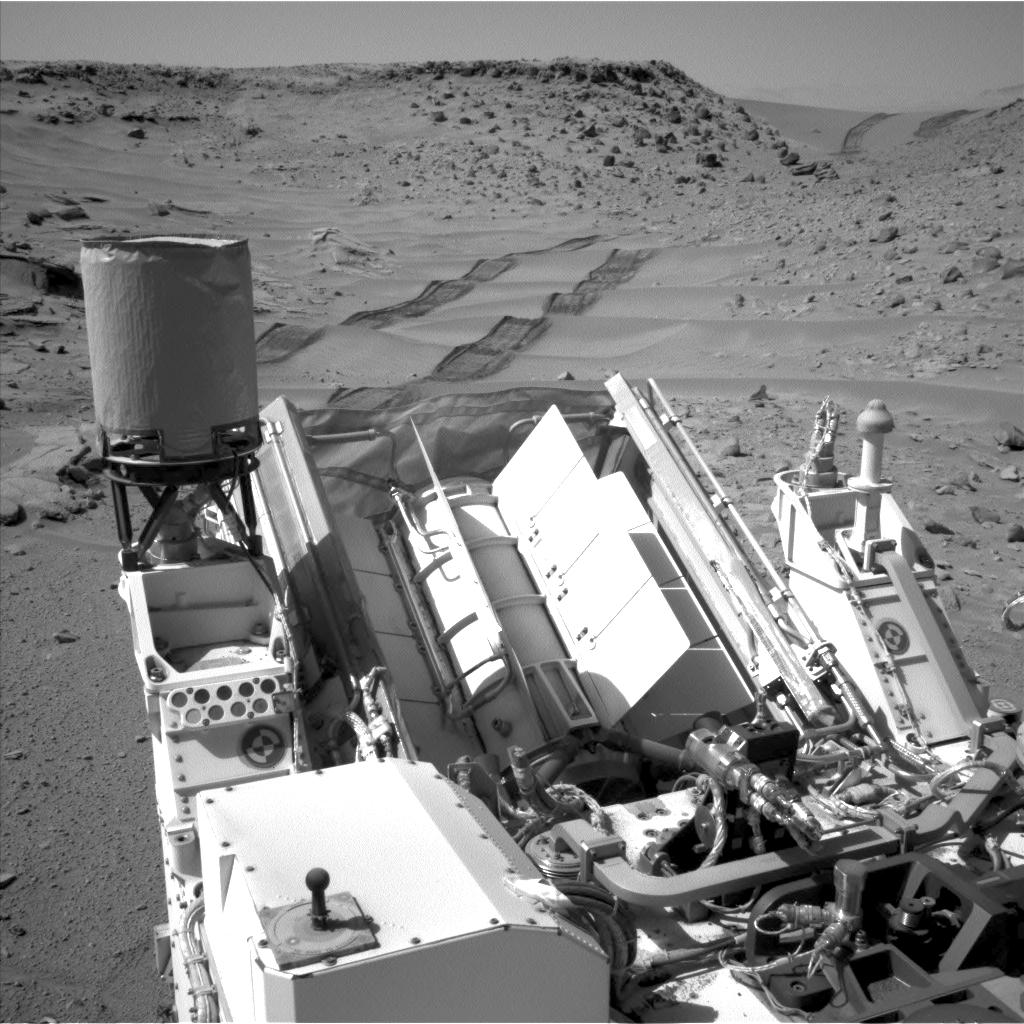
好奇号穿过野狗山口沙丘(2014年2月10日)。
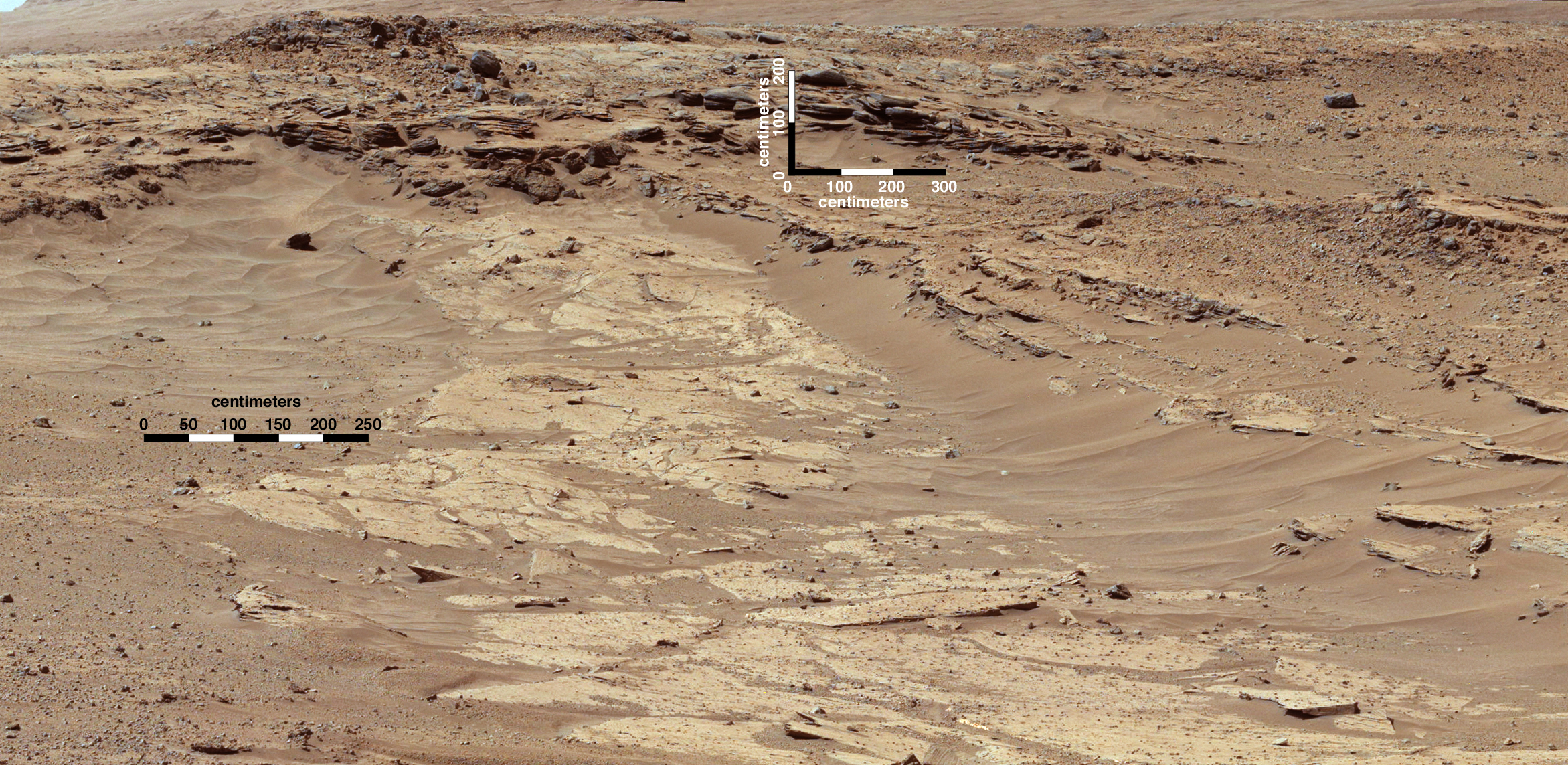
好奇号看到的侵蚀程度不同的砂岩(2014年2月25日; )。
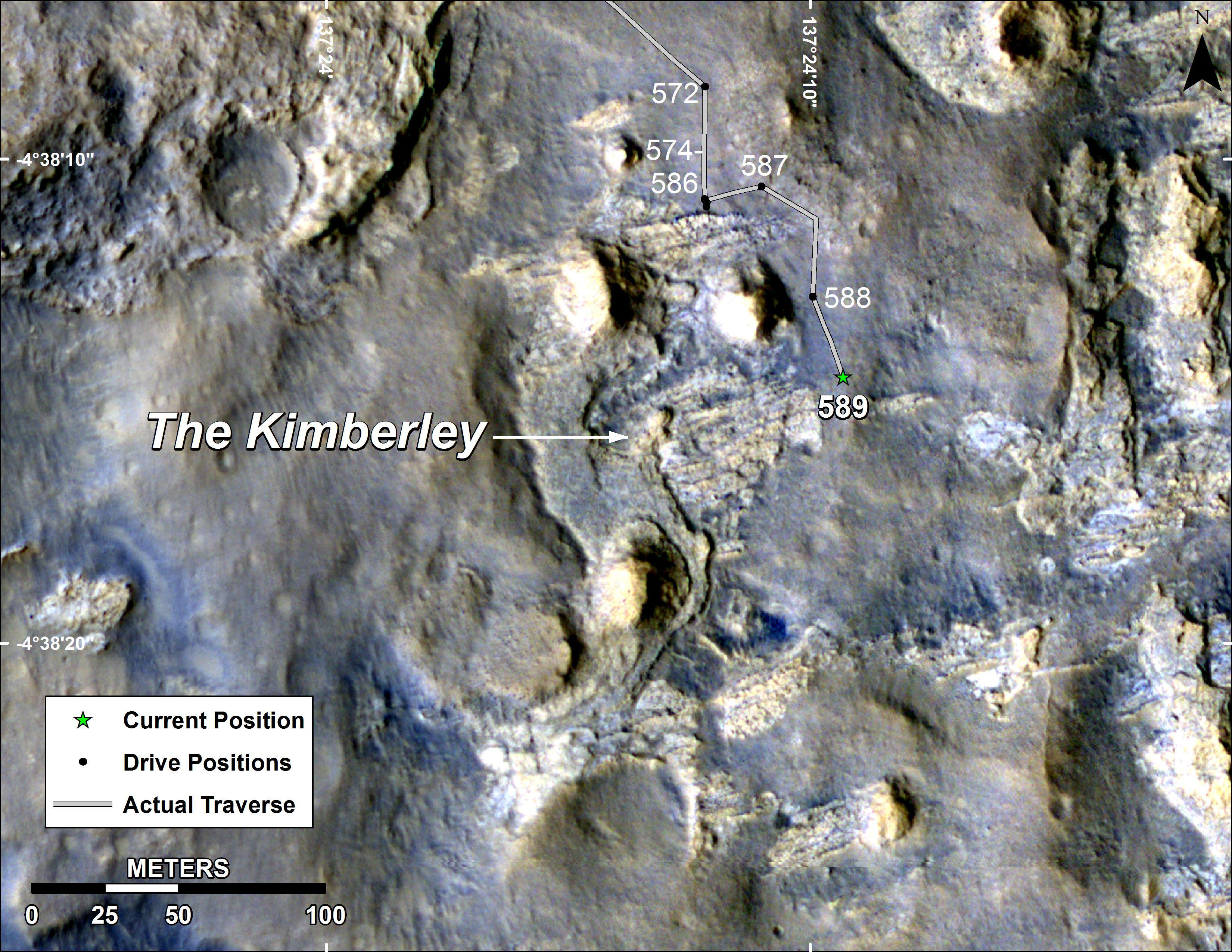
好奇号驶往金伯利路标点的线路图(KMS-9;2014年4月2)。
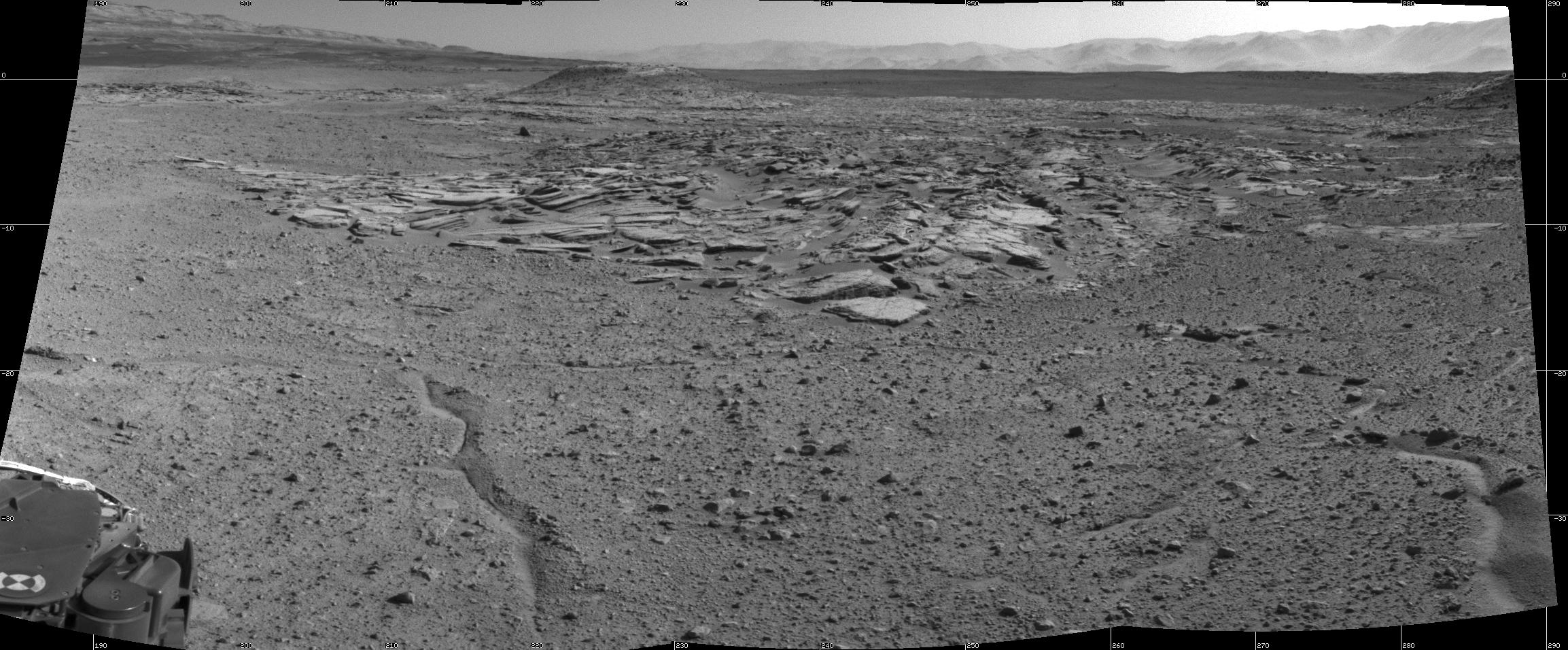
好奇号的金伯利路标点(KMS-9; 2014年4月2日; 三维)。
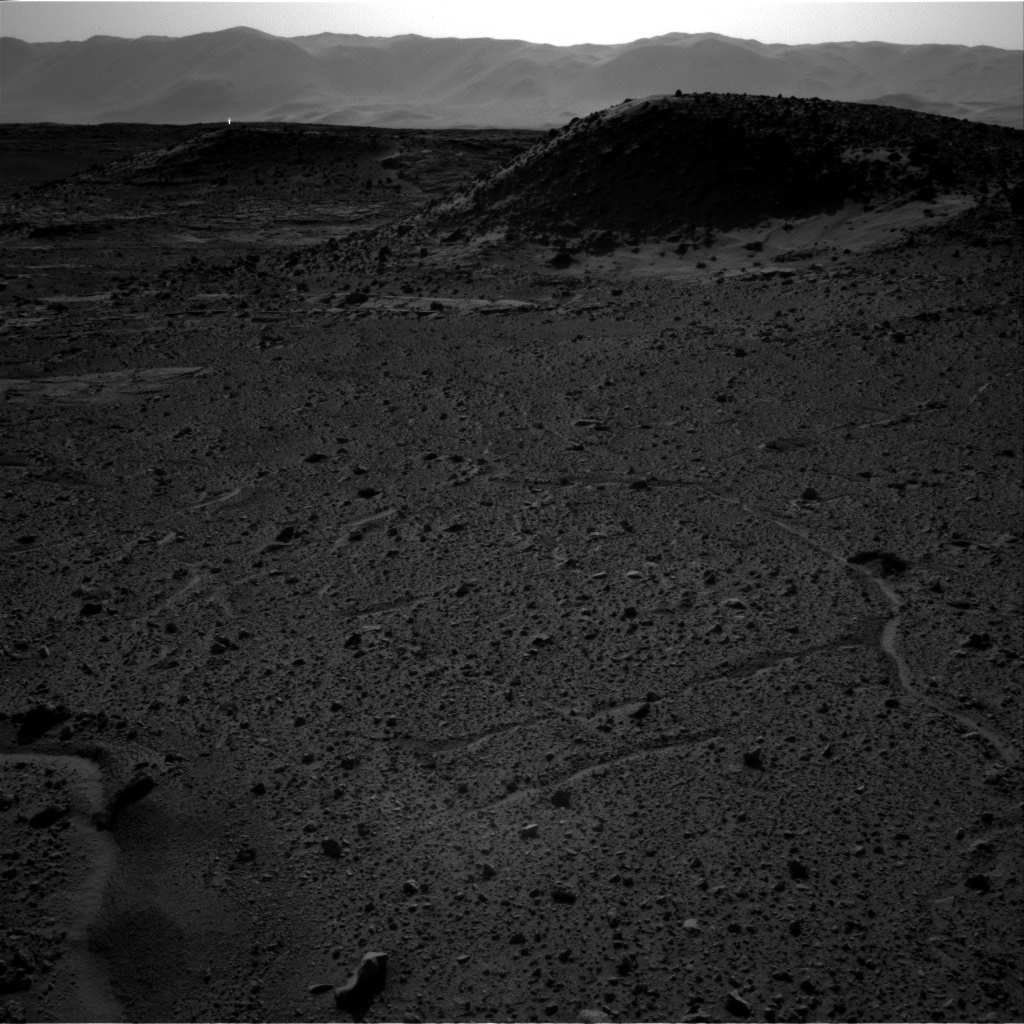
好奇号在“金伯利”附近看到的亮点 (KMS-9; 2014年4月3日)[244]。
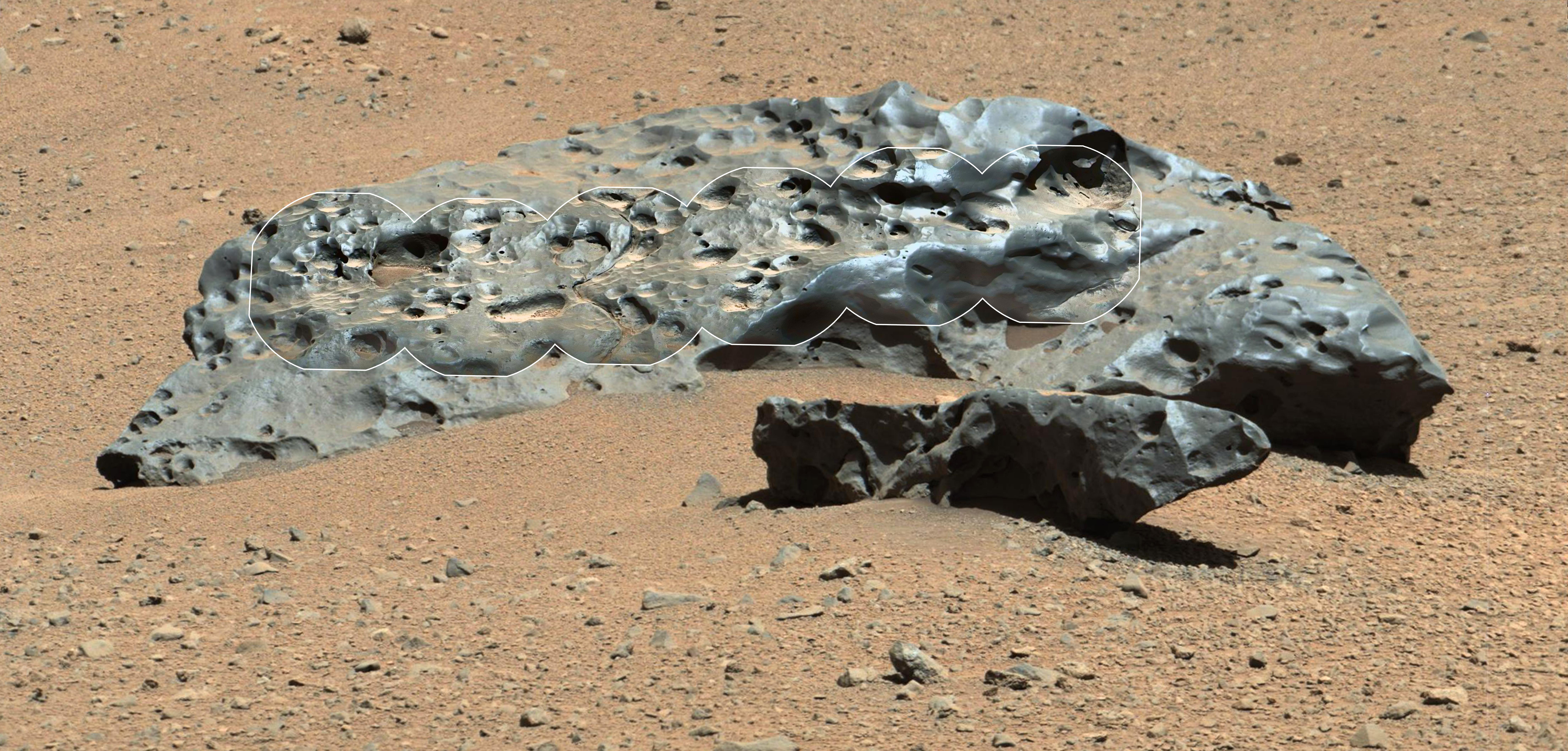
2014年5月25日，好奇号看到的“黎巴嫩”铁陨石。
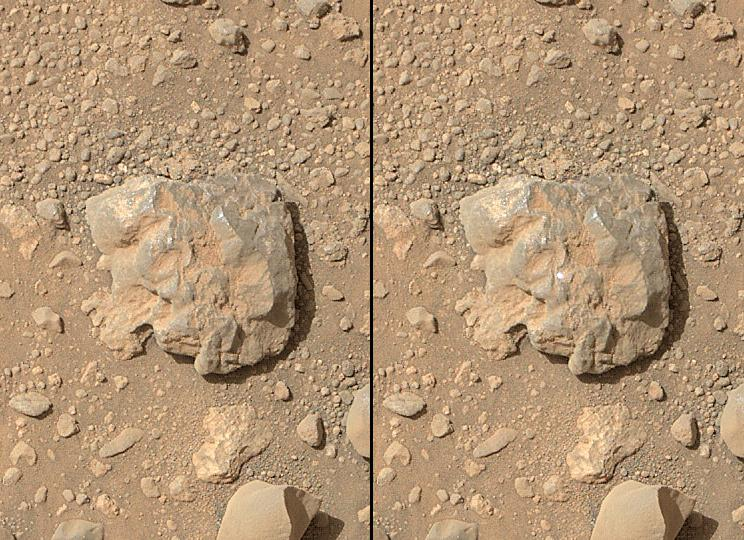
2014年7月12日，好奇号在火星拍摄的首张“新星”岩激光火花照片(视频(01:07))。
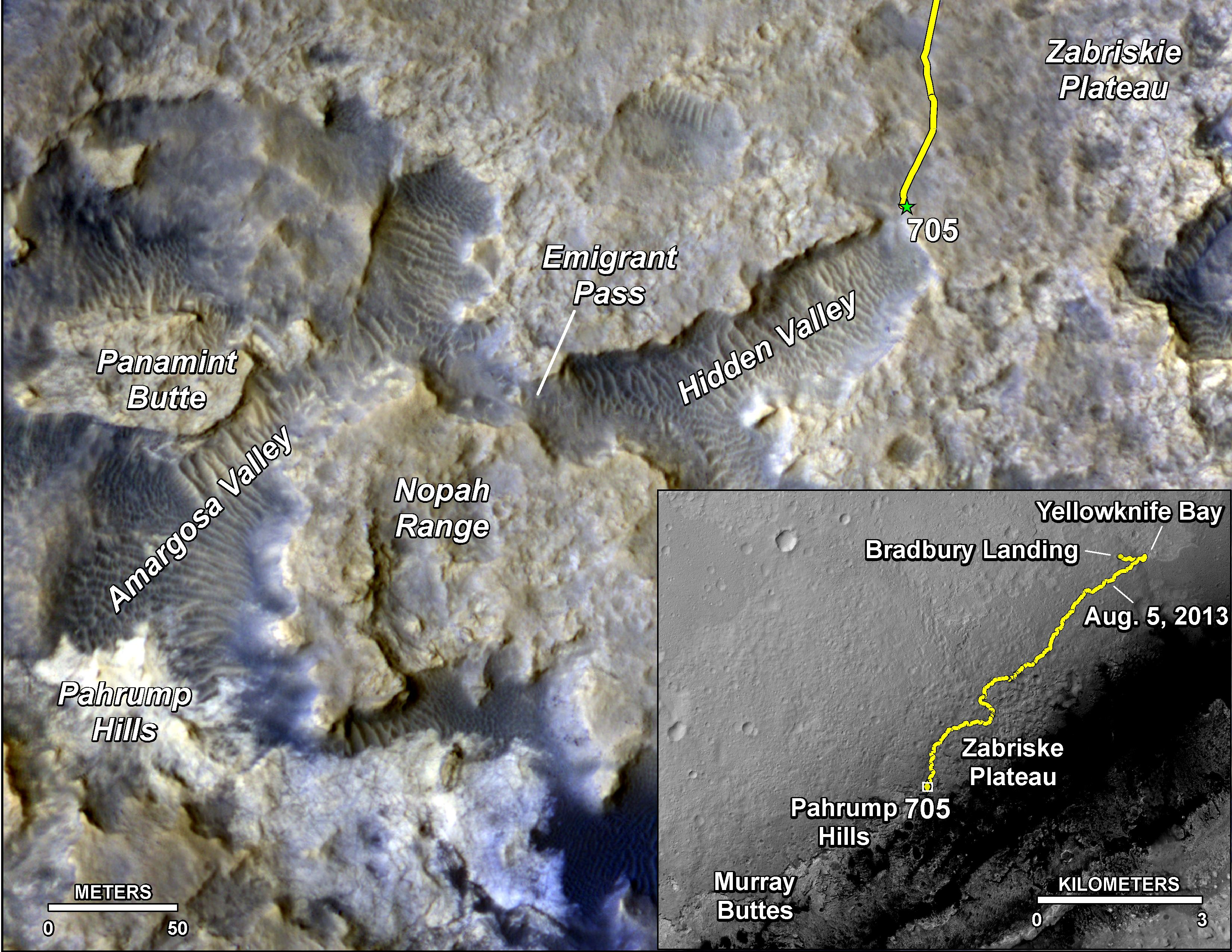
2014年8月4日，好奇号在“隐秘谷”沙丘上的车辙印。
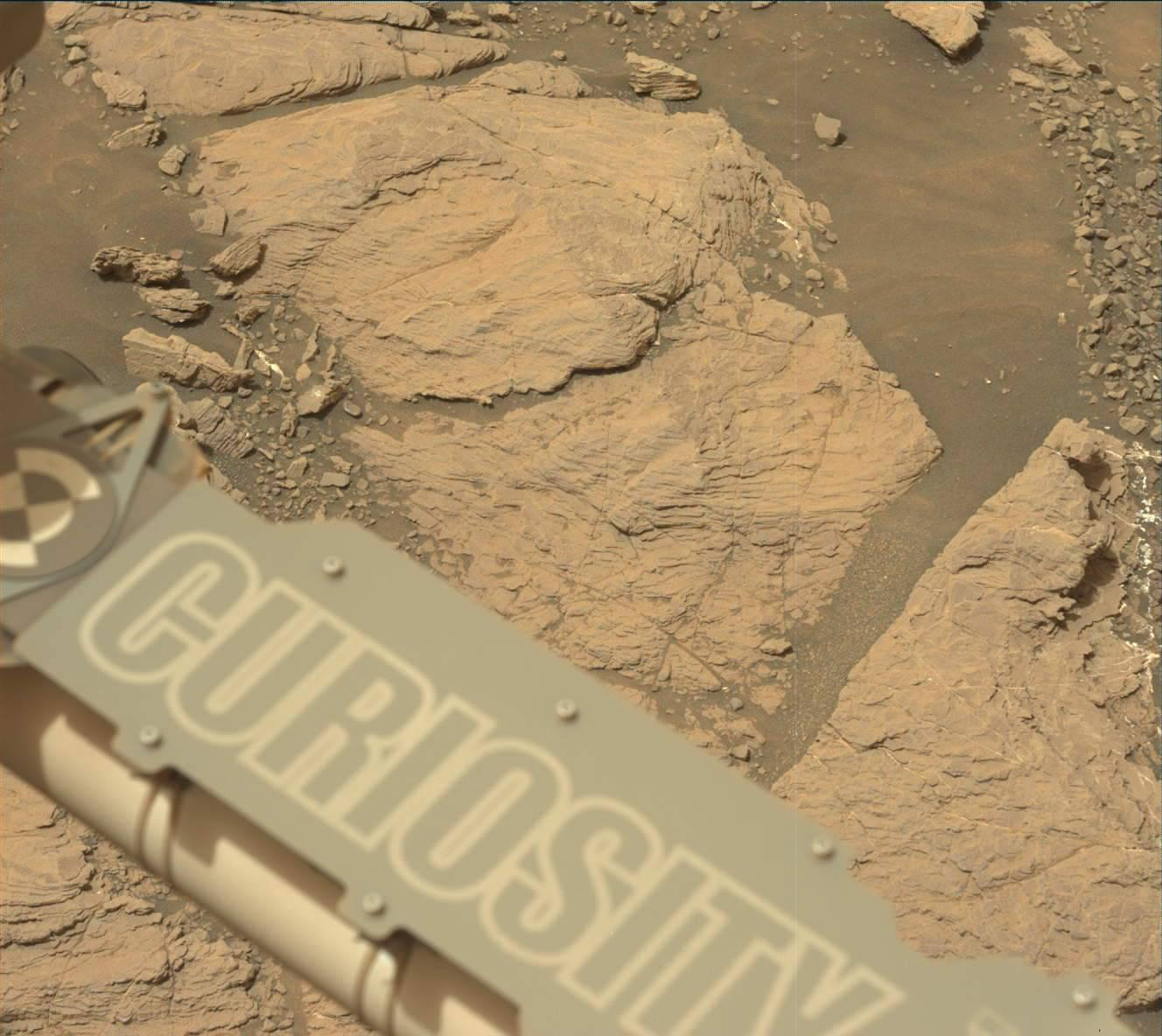
2019年2月10日，格伦·托里登区(Glen Torridon)“好奇号”附近的大量粘土。
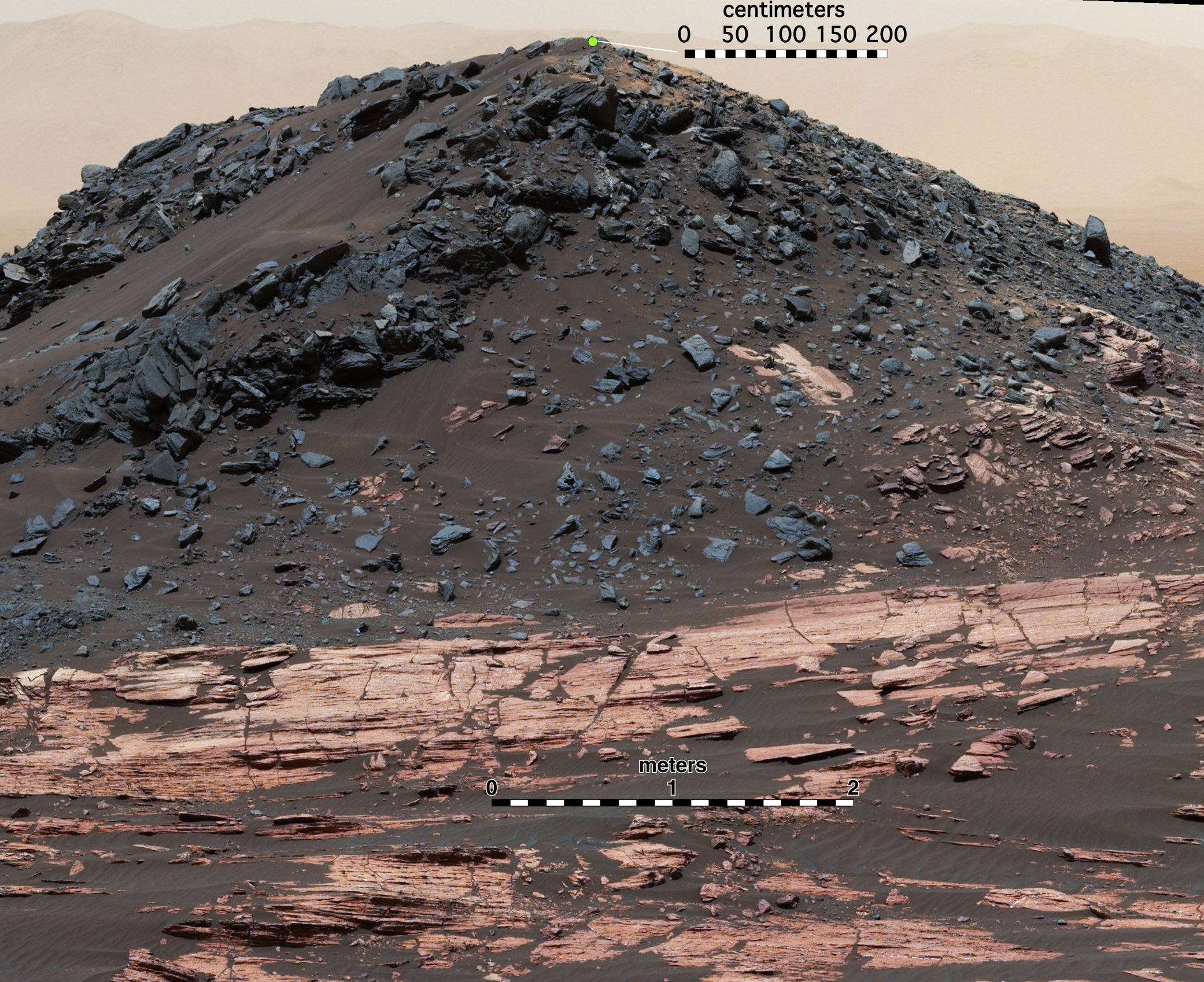
2017年2月2日，好奇号在夏普山上看到的“艾里森丘”(Ireson Hill)。
2014年10月19日，赛丁泉慧星飞越火星。
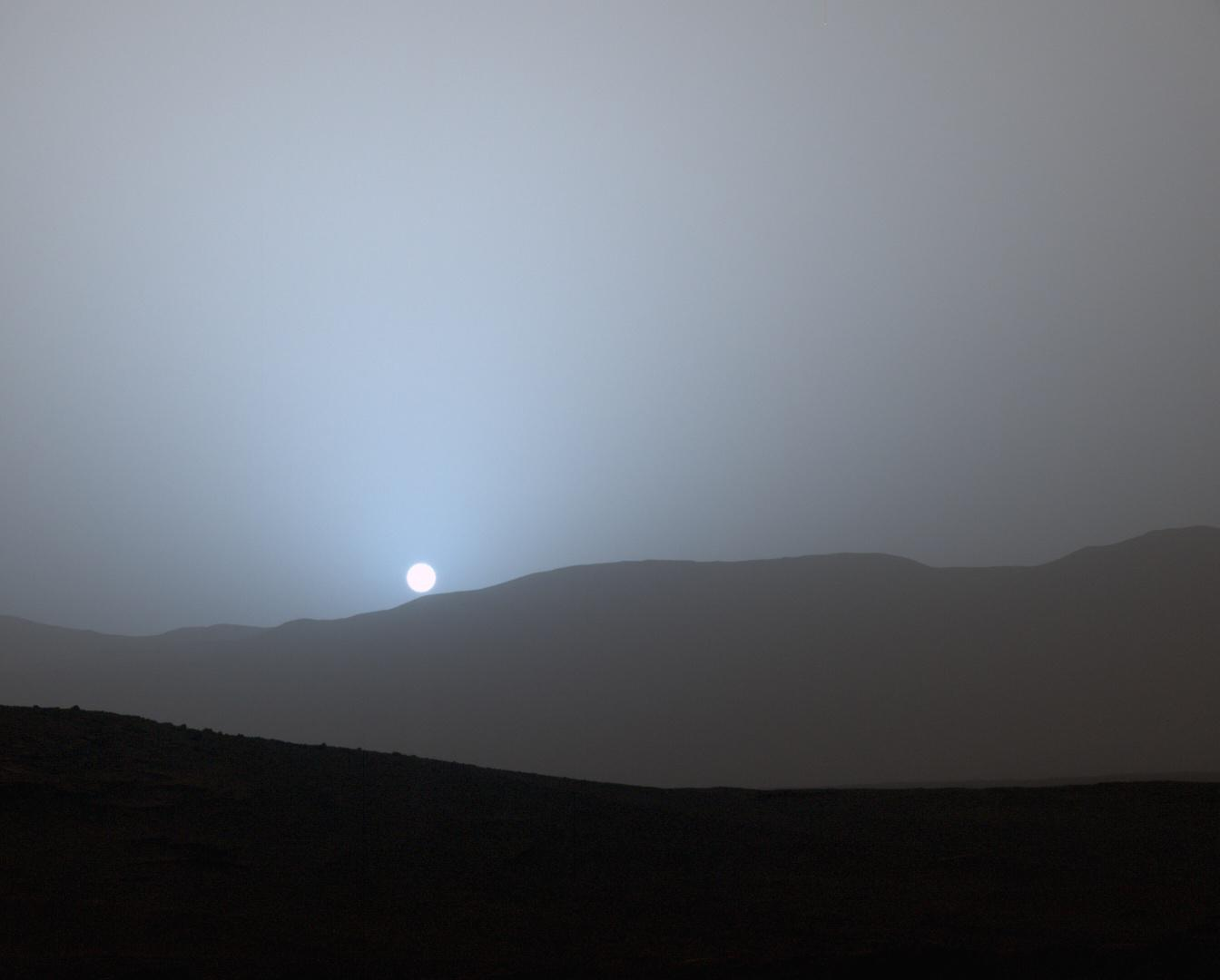
2015年4月15日，日落时的盖尔撞击坑。
日落 (动画) - 盖尔撞击坑 (2015年4月15日)。

### 宽幅图像

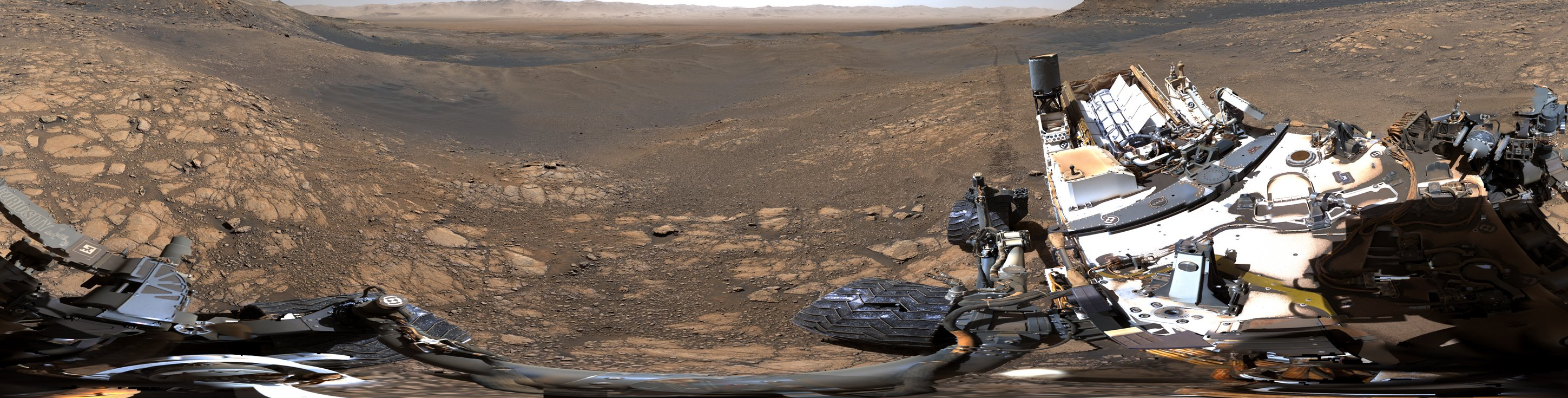
2019年12月1日，好奇号从夏普山山坡看到的景象(视频 (3:09))。

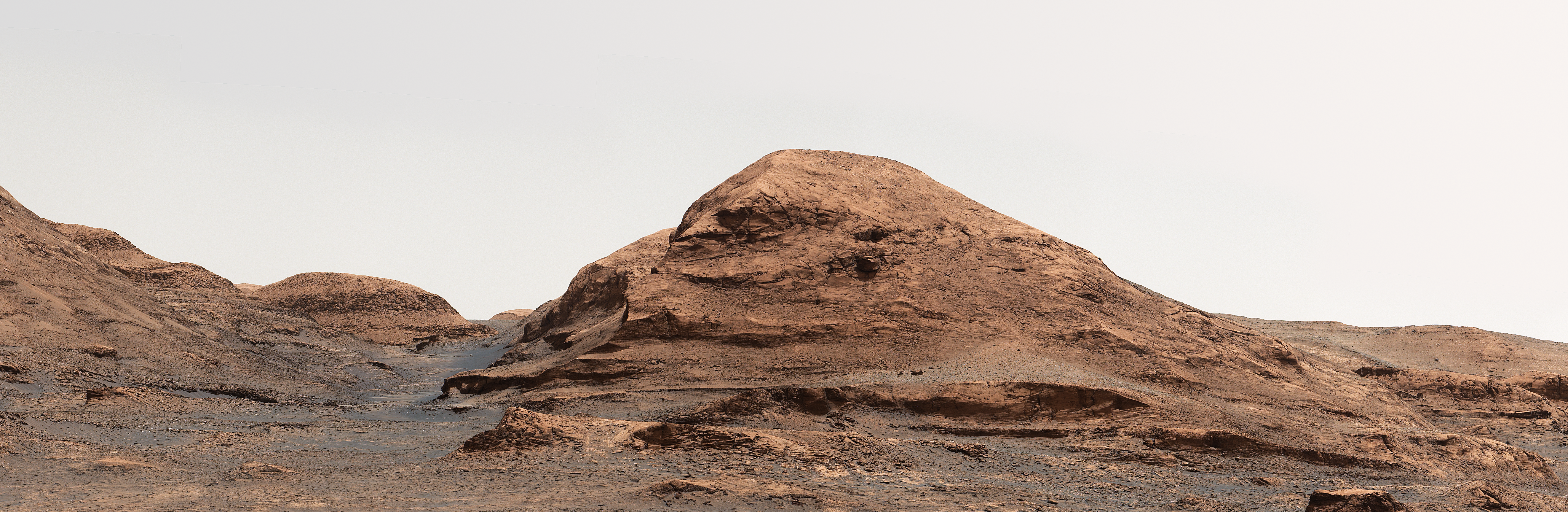
2021年4月5日，好奇号看到的拉斐尔·纳瓦罗山(Rafael Navarro)。

## 另请参阅
- 埃俄利斯区
- 天体生物学
- 火星成分
- 火星生命调查计划
- 火星探测
- 火星地理
- 火星地质
- 洞察号登陆器
- 火星探测任务列表
- 火星岩石列表
- 火星探测漫游者
- 火星快车号轨道器
- 2001火星奥德赛号轨道器
- 火星轨道探测器
- 火星探路者号 (旅居者探测车)
- 火星勘测轨道飞行器
- 火星2020
- 火星大气挥发物演化任务轨道器
- 火星的卫星
- 凤凰号登陆器
- 无人探测器
- 太空探索
- 火星2020时间轴
- 海盗号
- 火星水文

## 参引文献
1. ↑  .   [2022-02-05]. （原始内容存档于2016-03-05）.
2. 1 2 3  Stathopoulos, Vic. . Aerospace Guide. October 2011  [February 4, 2012]. （原始内容存档于2004-12-31）.
3. ↑  INL, Teri Ehresman. . Idaho National Laboratory.   [2012-08-12]. （原始内容存档于2012-09-25）.
4. 1 2   (PDF). NASA.   [2012-08-13]. （原始内容 (PDF)存档于2022-04-12）.
5. ↑  40th Lunar and Planetary Science Conference （页面存档备份，存于） (2009); /2539.pdf 41st Lunar and Planetary Science Conference (2010)
6. ↑  Mars Science Laboratory: Still Alive, For Now （页面存档备份，存于）. October 10, 2008. Universe Today.
7. ↑  . NASA/JPL. December 4, 2008  [March 3, 2021]. （原始内容存档于2022-05-19）.
8. ↑  Brown, Adrian. . The Space Review. March 2, 2009  [January 26, 2010]. （原始内容存档于2011-08-07）. NASA first put a reliable figure of the cost of the MSL mission at the "Phase A/Phase B transition", after a preliminary design review (PDR) that approved instruments, design and engineering of the whole mission. That was in August 2006—and the Congress-approved figure was $1.63 billion. … With this request, the MSL budget had reached $1.9 billion. … NASA HQ requested JPL prepare an assessment of costs to complete the construction of MSL by the next launch opportunity (in October 2011). This figure came in around $300 million, and NASA HQ has estimated this will translate to at least $400 million (assuming reserves will be required), to launch MSL and operate it on the surface of Mars from 2012 through 2014.
9. ↑   (PDF). OFFICE OF INSPECTOR GENERAL. NASA. 8 June 2011  [2012-08-13]. （原始内容 (PDF)存档于2011-12-03）. REPORT NO. IG-11-019
10. ↑  Mars rover name
11. 1 2  . NASA/JPL. May 27, 2009  [March 3, 2021]. （原始内容存档于2021-11-11）.
12. ↑   (PDF). June 12, 2006  [May 29, 2007]. （原始内容 (PDF)存档于2011-07-21）.
13. ↑  .   [2022-02-05]. （原始内容存档于2011-07-21）.
14. ↑   (PDF). September 18, 2008  [2022-02-05]. （原始内容 (PDF)存档于2011-07-21）.
15. ↑  GuyMac. . HiBlog. January 4, 2008  [October 21, 2008]. （原始内容存档于2008-09-29）.
16. ↑   (PDF). August 1, 2008. （原始内容 (PDF)存档于July 21, 2011）.
17. ↑  . NASA. November 19, 2008  [March 3, 2021]. （原始内容存档于2022-04-12）.
18. ↑  . YouTube. NASA/JPL. May 27, 2009  [May 28, 2009]. （原始内容存档于2014-02-18）.
19. ↑  . NASA. February 19, 2009  [February 9, 2009]. （原始内容存档于2011-04-13）.
20. ↑  .   [March 3, 2021]. （原始内容存档于2022-04-06）.
21. 1 2  .   [March 3, 2021]. （原始内容存档于2022-04-06）.
22. ↑  .   [March 3, 2021]. （原始内容存档于2022-04-06）.
23. 1 2  Amos, Jonathan. . BBC News. July 22, 2011  [July 22, 2011]. （原始内容存档于2011-07-22）.
24. ↑  .   [March 3, 2021]. （原始内容存档于2022-04-06）.
25. ↑  Presentations for the Fourth MSL Landing Site Workshop （页面存档备份，存于） September 2010
26. ↑  Second Announcement for the Final MSL Landing Site Workshop and Call for Papers Archive.today的存檔，存档日期2012-09-08 March 2011
27. ↑  Amos, Jonathan. . BBC News. June 12, 2012  [June 12, 2012]. （原始内容存档于2022-02-05）.
28. ↑  . Nasa.gov. 2010-04-28  [2012-08-10]. （原始内容存档于2022-05-20）.
29. ↑  .   [2022-02-05]. （原始内容存档于2015-10-29）.
30. ↑  Sutton, Jane. . Reuters. November 3, 2011  [2022-02-05]. （原始内容存档于2022-02-05）.
31. ↑  
. ULA Launch Information. United Launch Alliance. 2011-11-26  [2012-08-19]. （原始内容存档于2013-12-07）.
32. ↑  .   [2022-02-05]. （原始内容存档于2016-08-20）.
33. ↑  Brown, Dwayne. . NASA. December 13, 2011  [21 August 2012]. （原始内容存档于2022-02-05）.
34. ↑  Beutel, Allard. . NASA. November 19, 2011  [November 21, 2011]. （原始内容存档于2012-08-17）.
35. ↑  . NASA. August 6, 2012  [August 13, 2012]. （原始内容存档于September 16, 2016）. This morning, flight controllers decided to forgo the sixth and final opportunity on the mission calendar for a course-correction maneuver.
36. ↑  . Space.com.   [2012-08-08]. （原始内容存档于2022-02-05）.
37. 1 2  Wall, Mike. . Space.com. August 6, 2012  [December 14, 2012]. （原始内容存档于2020-03-23）.
38. ↑  . NASA. August 6, 2012  [August 6, 2012]. （原始内容存档于2013-05-29）.
39. ↑  . NASA Television. August 8, 2012  [August 9, 2012]. （原始内容存档于2022-07-03）.
40. 1 2  . Spaceflight101.com. 6 August 2012. （原始内容存档于25 August 2012）.
41. ↑  NASA. . JPL.   [2012-08-08]. （原始内容存档于2019-02-24）.
42. ↑  Dahya, N. . . Aerospace Conference, 2008 IEEE (IEEE Explore). 1–8 March 2008: 1–6. ISBN 978-1-4244-1487-1. S2CID 21599522. doi:10.1109/AERO.2008.4526539.
43. ↑  . NASA. 2012  [2012-08-23]. （原始内容存档于2012-08-21）. Animation
44. ↑  Amos, Jonathan. . BBC News. 11 August 2012  [2012-08-14]. （原始内容存档于2022-02-05）.
45. ↑  MSNBC Staff. . NBC News. August 6, 2012  [October 7, 2012]. （原始内容存档于2020-09-24）.
46. ↑  Young, Monica. . SkyandTelescope.com. August 7, 2012  [October 7, 2012]. （原始内容存档于December 9, 2012）.
47. 1 2  . NASA. 6 August 2012  [2012-08-15]. （原始内容存档于2022-05-16）.
48. ↑  The Curiosity Rover Preps for Big Plans After its Daring Descent （页面存档备份，存于） Time. August 9, 2012
49. ↑  .   [2022-02-05]. （原始内容存档于2020-09-24）.
50. ↑  .   [2022-02-05]. （原始内容存档于2012-09-09）.
51. ↑  .   [2022-02-05]. （原始内容存档于2014-10-20）.
52. ↑  .   [2022-02-05]. （原始内容存档于2014-12-24）.
53. ↑  .   [2022-02-05]. （原始内容存档于2013-12-14）.
54. ↑  .   [2022-02-05]. （原始内容存档于2014-12-24）.
55. ↑  .   [2022-02-05]. （原始内容存档于2014-12-24）.
56. 1 2  Harwood, William. . C-Net News. August 14, 2012  [2012-08-15]. （原始内容存档于2013-12-10）.
57. ↑  .   [2022-02-06]. （原始内容存档于2014-12-22）.
58. ↑  Webster, Guy; Agle, D.C. . NASA. August 19, 2012  [September 3, 2012]. （原始内容存档于2013-05-21）.
59. ↑  Staff. . NASA.   [September 3, 2012]. （原始内容存档于2017-02-25）.
60. ↑  Amos, Jonathan. . BBC News. August 17, 2012  [September 3, 2012]. （原始内容存档于2021-11-27）.
61. ↑  . CNN News. 15 August 2012  [2012-08-15]. （原始内容存档于2021-05-08）.
62. ↑  . ChemCam Team. 2011  [2012-08-20]. （原始内容存档于2018-11-16）.
63. ↑  Brown, Dwayne. . JPL. August 29, 2012  [2012-08-30]. （原始内容存档于2014-11-29）.
64. ↑  Zakutnyaya, Olga. . The Voice of Russia. August 21, 2012  [August 21, 2012]. （原始内容存档于August 23, 2012）.
65. ↑  Doyle, Kathryn. . Popular Mechanics. 2012  [2012-09-19]. （原始内容存档于2012-11-02）.
66. ↑  Boyle, Alan. . Cosmic Log on NBC News. 19 September 2012  [2012-09-19]. （原始内容存档于2012-09-23）.
67. ↑  Amos, Jonathan. . BBC News. October 17, 2012  [October 17, 2012]. （原始内容存档于2021-10-30）.
68. ↑  Wall, Mike. . Space.com. October 4, 2012  [October 5, 2012]. （原始内容存档于2021-04-19）.
69. 1 2  Brown, Dwayne; Cole, Steve; Webster, Guy; Agle, D.C. . NASA. September 27, 2012  [September 28, 2012]. （原始内容存档于2020-05-13）.
70. 1 2  NASA. . NASAtelevision. September 27, 2012  [September 28, 2012]. （原始内容存档于2018-09-27）.
71. 1 2  Chang, Alicia. . AP News. September 27, 2012  [September 27, 2012]. （原始内容存档于2016-06-16）.
72. 1 2 3  Wall, Mike. . Space.com. October 18, 2012  [October 19, 2012]. （原始内容存档于2021-01-25）.
73. 1 2  Staff. . NASA. October 15, 2012  [October 15, 2012]. （原始内容存档于2019-06-17）.
74. 1 2  Major, Jason. . UniverseToday. October 9, 2012  [October 9, 2012]. （原始内容存档于2021-11-18）.
75. ↑  Staff. . NASA. October 18, 2012  [October 18, 2012]. （原始内容存档于2016-11-04）.
76. ↑  Staff. . NASA. October 15, 2012  [October 15, 2012]. （原始内容存档于2015-11-04）.
77. ↑  Brown, Dwayne. . NASA. October 30, 2012  [October 31, 2012]. （原始内容存档于2016-06-03）.
78. ↑  Staff. . Space.com. November 22, 2012  [November 22, 2012]. （原始内容存档于2013-04-19）.
79. 1 2  Brown, Dwayne; Webster, Guy; Neal-Jones, Nancy. . NASA. December 3, 2012  [December 3, 2012]. （原始内容存档于August 23, 2016）.
80. 1 2  Chang, Ken. . New York Times. December 3, 2012  [December 3, 2012]. （原始内容存档于2012-12-04）.
81. ↑  NASA Curiosity Rover Collects First Martian Bedrock Sample
82. ↑  Anderson, Paul Scott. . themeridianijournal.com. February 3, 2013  [February 3, 2013]. （原始内容存档于February 6, 2013）.
83. 1 2 3 4  Agle, DC; Brown, Dwayne. . NASA. March 12, 2013  [March 12, 2013]. （原始内容存档于2019-01-05）.
84. 1 2 3 4  Wall, Mike. . Space.com. March 12, 2013  [March 12, 2013]. （原始内容存档于2019-05-12）.
85. 1 2 3 4  Chang, Kenneth. . New York Times. March 12, 2013  [March 12, 2013]. （原始内容存档于2018-06-29）.
86. ↑  Harwood, William. . Spaceflightnow. March 12, 2013  [March 12, 2013]. （原始内容存档于2016-05-12）.
87. ↑  Grenoble, Ryan. . Huffington Post. March 12, 2013  [March 12, 2013]. （原始内容存档于2018-11-21）.
88. 1 2  Webster, Guy. . NASA. April 8, 2013  [April 9, 2013]. （原始内容存档于February 13, 2017）.
89. ↑  Wall, Mike. . Space.com. April 8, 2013  [April 9, 2013]. （原始内容存档于2016-01-30）.
90. ↑  Mann, Adam. . Wired. July 18, 2013  [July 19, 2013]. （原始内容存档于2014-02-20）.
91. ↑  Webster Chris R.;  et al.  (PDF). Science. July 19, 2013, 341 (6143): 260–263  [2022-02-05]. Bibcode:2013Sci...341..260W. PMID 23869013. S2CID 206548962. doi:10.1126/science.1237961. （原始内容 (PDF)存档于2021-10-29）.
92. ↑  Mahaffy, Paul R.;  et al. . Science. July 19, 2013, 341 (6143): 263–266. Bibcode:2013Sci...341..263M. PMID 23869014. S2CID 206548973. doi:10.1126/science.1237966.
93. ↑  Webster, Guy. . NASA. 18 March 2013  [19 March 2013]. （原始内容存档于2018-09-08）.
94. ↑  Fountain, Henry. . New York Times. March 19, 2013  [March 19, 2013]. （原始内容存档于2017-11-04）.
95. 1 2  Webster, Guy; Brown, Dwayne. . NASA. March 18, 2013  [March 20, 2013]. （原始内容存档于April 19, 2013）.
96. ↑  Rincon, Paul. . BBC. March 19, 2013  [March 19, 2013]. （原始内容存档于2021-03-08）.
97. ↑  Staff. . MSN. March 20, 2013  [March 20, 2013]. （原始内容存档于March 23, 2013）.
98. ↑  Wall, Mike. . Space.com. April 4, 2013  [April 9, 2013]. （原始内容存档于2021-12-04）.
99. ↑  Staff. . NASA. June 5, 2013  [June 6, 2013]. （原始内容存档于2016-04-21）.
100. ↑  Chang, Alicia. . AP News. June 5, 2013  [June 7, 2013]. （原始内容存档于2014-02-02）.
101. ↑  Chang, Kenneth. . New York Times. June 7, 2013  [June 7, 2013]. （原始内容存档于2013-06-08）.
102. ↑  Staff. . NASA. 16 July 2013  [19 July 2013]. （原始内容存档于2017-06-13）.
103. ↑  Staff. . NASA. August 2, 2013  [August 2, 2013]. （原始内容存档于2021-05-13）.
104. ↑  Dewey, Caitlin. . Washington Post. August 6, 2013  [August 7, 2013]. （原始内容存档于2015-05-13）.
105. ↑  Koren, Marina. . The Atlantic. August 10, 2017  [August 11, 2017]. （原始内容存档于2022-05-19）.
106. 1 2 3  Chang, Kenneth. . New York Times. August 5, 2013  [August 5, 2013]. （原始内容存档于2022-06-17）.
107. 1 2 3  Corum, Jonathan; White, Jeremy. . New York Times. August 5, 2013  [August 5, 2013]. （原始内容存档于2018-02-13）.
108. 1 2 3  Webster, Guy. . NASA. August 6, 2013  [August 7, 2013]. （原始内容存档于September 11, 2013）.
109. ↑  Webster, Guy. . NASA. August 27, 2013  [August 27, 2013]. （原始内容存档于October 28, 2016）.
110. ↑  Webster, Christopher R.; Mahaffy, Paul R.; Atreya, Sushil K.; Flesch, Gregory J.; Farley, Kenneth A.; Kemppinen, O.; Bridges, N.; Johnson, J. R.; Minitti, M.; Cremers, D.; Bell, J. F.; Edgar, L.; Farmer, J.; Godber, A.; Wadhwa, M.; Wellington, D.; McEwan, I.; Newman, C.; Richardson, M.; Charpentier, A.; Peret, L.; King, P.; Blank, J.; Weigle, G.; Schmidt, M.; Li, S.; Milliken, R.; Robertson, K.; Sun, V.;  et al. . Science. September 19, 2013, 342 (6156): 355–357  [September 19, 2013]. Bibcode:2013Sci...342..355W. PMID 24051245. S2CID 43194305. doi:10.1126/science.1242902. （原始内容存档于2013-09-23）.
111. ↑  Cho, Adrian. . Science. September 19, 2013  [September 19, 2013]. （原始内容存档于2013-09-20）.
112. ↑  Chang, Kenneth. . New York Times. September 19, 2013  [September 19, 2013]. （原始内容存档于2019-05-03）.
113. ↑  Lieberman, Josh. . iSciencetimes. September 26, 2013  [September 26, 2013]. （原始内容存档于June 23, 2017）.
114. ↑  Leshin, L. A;  et al. . Science. September 27, 2013, 341 (6153): 1238937. Bibcode:2013Sci...341E...3L. CiteSeerX 10.1.1.397.4959 . PMID 24072926. S2CID 206549244. doi:10.1126/science.1238937.
115. 1 2  Grotzinger, John. . Science. September 26, 2013, 341 (6153): 1475. Bibcode:2013Sci...341.1475G. PMID 24072916. doi:10.1126/science.1244258 .
116. ↑  Neal-Jones, Nancy; Zubritsky, Elizabeth; Webster, Guy; Martialay, Mary. . NASA. September 26, 2013  [September 27, 2013]. （原始内容存档于2019-05-02）.
117. 1 2  Webster, Guy; Brown, Dwayne. . NASA. September 26, 2013  [September 27, 2013]. （原始内容存档于2019-05-02）.
118. 1 2  Chang, Kenneth. . New York Times. October 1, 2013  [October 2, 2013]. （原始内容存档于2019-05-02）.
119. ↑  Meslin, P.-Y.;  et al. . Science. September 26, 2013, 341 (6153): 1238670  [September 27, 2013]. Bibcode:2013Sci...341E...1M. CiteSeerX 10.1.1.397.5426 . PMID 24072924. S2CID 7418294. doi:10.1126/science.1238670. （原始内容存档于2015-11-07）.
120. ↑  Stolper, E.M.; Baker, M.B.; Newcombe, M.E.; Schmidt, M.E.; Treiman, A.H.; Cousin, A.; Dyar, M.D.; Fisk, M.R.; Gellert, R.; King, P.L.; Leshin, L.; Maurice, S.; McLennan, S.M.; Minitti, M.E.; Perrett, G.; Rowland, S.; Sautter, V.; Wiens, R.C.; MSL ScienceTeam, O.; Bridges, N.; Johnson, J. R.; Cremers, D.; Bell, J. F.; Edgar, L.; Farmer, J.; Godber, A.; Wadhwa, M.; Wellington, D.; McEwan, I.;  et al.  (PDF). Science. 2013, 341 (6153): 1239463  [2022-02-05]. Bibcode:2013Sci...341E...4S. PMID 24072927. S2CID 16515295. doi:10.1126/science.1239463. （原始内容 (PDF)存档于2021-08-11）.
121. ↑  Webster, Guy. . NASA. October 17, 2013  [October 29, 2013]. （原始内容存档于November 15, 2013）.
122. 1 2  Webster, Guy; Brown, Dwayne. . NASA. November 13, 2013  [November 14, 2013]. （原始内容存档于2017-03-02）.
123. ↑  Webster, Guy. . NASA. November 20, 2013  [November 21, 2013]. （原始内容存档于2016-06-04）.
124. ↑  Staff. . NASA. November 25, 2013  [November 25, 2013]. （原始内容存档于2018-09-08）.
125. ↑  Grotzinger, John. . New York Times. November 26, 2013  [November 27, 2013]. （原始内容存档于2022-02-05）.
126. 1 2  Chang, Kenneth. . New York Times. December 9, 2013  [December 9, 2013]. （原始内容存档于2013-12-09）.
127. 1 2  Various. . Science. December 9, 2013  [December 9, 2013]. （原始内容存档于2014-01-28）.
128. ↑  Blake, D. F.;  et al.  (PDF). Science. 2013, 341 (6153): 1239505  [2022-02-05]. Bibcode:2013Sci...341E...5B. PMID 24072928. S2CID 14060123. doi:10.1126/science.1239505. （原始内容 (PDF)存档于2022-04-12）.
129. ↑  
Leshin, L. A.;  et al. . Science. 2013, 341 (6153): 1238937. Bibcode:2013Sci...341E...3L. CiteSeerX 10.1.1.397.4959 . PMID 24072926. S2CID 206549244. doi:10.1126/science.1238937.
130. 1 2  McLennan, S. M.;  et al.  (PDF). Science. 2013, 343 (6169): 1244734  [2022-02-05]. Bibcode:2014Sci...343.....M. PMID 24324274. S2CID 36866122. doi:10.1126/science.1244734. hdl:2381/42019 . （原始内容 (PDF)存档于2022-02-05）.
131. ↑  
Flynn, George J. . Earth Moon Planets. 1996, 72 (1–3): 469–474. Bibcode:1996EM&P...72..469F. PMID 11539472. S2CID 189901503. doi:10.1007/BF00117551.
132. ↑  Benner, S. A.; Devine, K. G.; Matveeva, L. N.; Powell, D. H. . Proc. Natl. Acad. Sci. U.S.A. 2000, 97 (6): 2425–2430. Bibcode:2000PNAS...97.2425B. PMC 15945 . PMID 10706606. doi:10.1073/pnas.040539497 .
133. 1 2 3  
Grotzinger, J. P.;  et al. . Science. 2013, 343 (6169): 1242777. Bibcode:2014Sci...343A.386G. CiteSeerX 10.1.1.455.3973 . PMID 24324272. S2CID 52836398. doi:10.1126/science.1242777.
134. ↑  
Kerr, R. . Science. 2013, 342 (6164): 1300–1301. Bibcode:2013Sci...342.1300K. PMID 24337267. doi:10.1126/science.342.6164.1300.
135. 1 2  Ming, D. W.;  et al.  (PDF). Science. 2013, 343 (6169): 1245267  [2022-02-05]. Bibcode:2014Sci...343E.386M. PMID 24324276. S2CID 10753737. doi:10.1126/science.1245267. （原始内容 (PDF)存档于2021-08-30）.
136. ↑  Farley, K. A.;  et al. . Science. 2013, 343 (6169): 1247166. Bibcode:2014Sci...343F.386H. PMID 24324273. S2CID 3207080. doi:10.1126/science.1247166.
137. ↑  Staff. . NASA. December 9, 2013  [December 20, 2013]. （原始内容存档于2013-12-20）.
138. ↑  Hassler, D. M.;  et al.  (PDF). Science. 2013, 343 (6169): 1244797  [2022-02-05]. Bibcode:2014Sci...343D.386H. PMID 24324275. S2CID 33661472. doi:10.1126/science.1244797. hdl:1874/309142. （原始内容 (PDF)存档于2022-05-09）.
139. 1 2  Vaniman, D. T.;  et al.  (PDF). Science. 2013, 343 (6169): 1243480  [2022-02-05]. Bibcode:2014Sci...343B.386V. PMID 24324271. S2CID 9699964. doi:10.1126/science.1243480. （原始内容 (PDF)存档于2022-04-12）.
140. ↑   Bibring, J. P.;  et al. . Science. 2006, 312 (5772): 400–404. Bibcode:2006Sci...312..400B. PMID 16627738. doi:10.1126/science.1122659 .
141. ↑  
Squyres, Steven W.; Knoll, Andrew H. . Sci. Lett. 2005, 240: 1–10. Bibcode:2005E&PSL.240....1S. doi:10.1016/j.epsl.2005.09.038.
142. ↑  Nealson, K.; P. Conrad. . Phil. Trans. R. Soc. Lond. B. 1999, 354 (1392): 1923–1939. PMC 1692713 . PMID 10670014. doi:10.1098/rstb.1999.0532.
143. ↑  
Keller, Lindsay P.;  et al. . Geochim. Cosmochim. Acta. 1994, 58 (24): 5589–5598. Bibcode:1994GeCoA..58.5589K. PMID 11539152. doi:10.1016/0016-7037(94)90252-6.
144. ↑  Webster, Guy. . NASA. December 20, 2013  [December 23, 2013]. （原始内容存档于2013-12-23）.
145. 1 2  
Grotzinger, John P. . Science. January 24, 2014, 343 (6169): 386–387. Bibcode:2014Sci...343..386G. PMID 24458635. doi:10.1126/science.1249944 .
146. ↑  Various. . Science. January 24, 2014, 343 (6169): 345–452  [January 24, 2014]. （原始内容存档于2014-01-29）.
147. ↑  Various. . Science. January 24, 2014  [January 24, 2014]. （原始内容存档于2014-01-28）.
148. 1 2 3  Webster, Guy; Agle, DC; Brown, Dwayne. . NASA. September 11, 2014  [September 10, 2014]. （原始内容存档于2020-04-08）.
149. 1 2 3 4  Chang, Kenneth. . New York Times. September 11, 2014  [September 12, 2014]. （原始内容存档于2019-04-13）.
150. 1 2 3 4  Staff. . NASA. January 19, 2017  [January 22, 2017]. （原始内容存档于2019-09-04）.
151. 1 2 3  Webster, Guy; Neal-Jones, Nancy; Brown, Dwayne. . NASA. December 16, 2014  [December 16, 2014]. （原始内容存档于2014-12-17）.
152. 1 2 3  Chang, Kenneth. . New York Times. December 16, 2014  [December 16, 2014]. （原始内容存档于2014-12-16）.
153. ↑  Webster, Guy. . NASA. January 29, 2014  [February 8, 2014]. （原始内容存档于2017-03-26）.
154. ↑  Webster, Guy. . NASA. February 6, 2014  [February 8, 2014]. （原始内容存档于2017-03-26）.
155. ↑  Madhusoodanan, Jyoti. . Nature. May 19, 2014  [May 23, 2014]. S2CID 87409424. doi:10.1038/nature.2014.15249. （原始内容存档于2014-05-23）.
156. 1 2  Webster, Guy. . NASA. June 10, 2014  [June 10, 2014]. （原始内容存档于2020-02-15）.
157. ↑  Webster, Guy; Brown, Dwayne. . NASA. June 23, 2014  [June 23, 2014]. （原始内容存档于2018-12-14）.
158. ↑  Staff. . NASA. July 8, 2014  [July 11, 2014]. （原始内容存档于2016-04-22）.
159. ↑  Webster, Guy; Brown, Dwayne. . NASA. August 5, 2014  [August 6, 2014]. （原始内容存档于2016-06-04）.
160. ↑  Brown, Dwayne; Webster, Guy. . NASA. December 8, 2014  [December 8, 2014]. （原始内容存档于2016-11-15）.
161. ↑  Kaufmann, Marc. . New York Times. December 8, 2014  [December 8, 2014]. （原始内容存档于2017-08-09）.
162. ↑  Chang, Kenneth. . New York Times. December 8, 2014  [December 9, 2014]. （原始内容存档于2014-12-09）.
163. ↑  Mahaffy, P.R.;  et al.  (PDF). Science. December 16, 2014, 347 (6220): 412–414  [2022-02-05]. Bibcode:2015Sci...347..412M. PMID 25515119. S2CID 37075396. doi:10.1126/science.1260291. （原始内容 (PDF)存档于2021-08-31）.
164. ↑  Webster, Guy; McGregor, Veroica; Brown, Dwayne. . NASA. January 21, 2015  [January 21, 2015]. （原始内容存档于2016-06-04）.
165. ↑  Chang, Kenneth. . New York Times. March 6, 2015  [March 6, 2015]. （原始内容存档于2022-02-05）.
166. ↑  Wall, Mike. . Space.com. March 6, 2015  [March 8, 2015]. （原始内容存档于2022-02-05）.
167. ↑  Neal-Jones, Nancy; Steigerwald, William; Webster, Guy; Brown, Dwayne. . NASA. March 24, 2015  [March 25, 2015]. （原始内容存档于2015-03-27）.
168. ↑  Brown, Dwayne; Neal-Jones, Nancy. . NASA. March 31, 2015  [April 4, 2015]. （原始内容存档于2021-05-06）.
169. 1 2  Staff. . NASA. August 19, 2015  [August 19, 2015]. （原始内容存档于2016-06-04）.
170. 1 2  Chang, Kenneth. . New York Times. 5 October 2015  [6 October 2015]. （原始内容存档于2015-10-06）.
171. ↑  Clavin, Whitney. . NASA. October 8, 2015  [October 9, 2015]. （原始内容存档于2016-08-23）.
172. ↑  Grotzinger, J.P.;  et al. . Science. October 9, 2015, 350 (6257): aac7575. Bibcode:2015Sci...350.7575G. PMID 26450214. S2CID 586848. doi:10.1126/science.aac7575.
173. ↑  Chang, Kenneth. . New York Times. December 17, 2015  [December 22, 2015]. （原始内容存档于2022-02-05）.
174. 1 2  Webster, Guy; Brown, Dwayne; Cantillo, Laurie. . NASA. October 3, 2016  [October 4, 2016]. （原始内容存档于2021-08-03）.
175. ↑  Webster, Guy; Brown, Dwayne; Cantillo, Laurie. . NASA. November 2, 2016  [November 2, 2016]. （原始内容存档于2020-12-22）.
176. 1 2  Cantillo, Laurie; Brown, Dwayne; Webster, Guy; Agle, DC; Tabor, Abigail; Mullane, Laura. . NASA. December 13, 2016  [December 14, 2016]. （原始内容存档于2017-07-10）.
177. 1 2 3 4  Staff. . NASA. December 13, 2016  [December 15, 2016]. （原始内容存档于2016-12-20）.
178. ↑  Staff. . NASA. December 13, 2016  [December 16, 2016]. （原始内容存档于2021-10-26）.
179. ↑  Webster, Guy; Cantillo, Laurie; Brown, Dwayne; Tabor, Abigail. . NASA. February 6, 2017  [February 27, 2017]. （原始内容存档于2020-11-12）.
180. ↑  Webster, Guy; Cantillo, Laurie; Brown, Dwayne. . NASA. February 27, 2017  [February 27, 2017]. （原始内容存档于2020-12-02）.
181. ↑  Webster, Guy; Mullane, Laura; Cantillo, Laurie; Brown, Dwayne. . NASA. May 31, 2017  [June 1, 2017]. （原始内容存档于2020-11-28）.
182. ↑  Webster, Guy; Filiano, Gregory; Perkins, Robert; Cantillo, Laurie; Brown, Dwayne. . NASA. June 1, 2017  [June 1, 2017]. （原始内容存档于2020-11-28）.
183. ↑  Hurowitz, J.A.;  et al. . Science. June 2, 2017, 356 (6341): eaah6849. Bibcode:2017Sci...356.6849H. PMID 28572336. doi:10.1126/science.aah6849 .
184. ↑  Chang, Kenneth. . NASA. 22 June 2017  [23 June 2017]. （原始内容存档于2022-04-25）.
185. ↑  Byrd, Deborah. . Earth & Sky. July 15, 2017  [July 15, 2017]. （原始内容存档于2022-02-05）.
186. ↑  Webster, Guy; Cantillo, Laurie; Brown, Dwayne. . NASA. August 2, 2017  [August 6, 2017]. （原始内容存档于2019-08-01）.
187. ↑  Wall, Mike. . Space.com. August 5, 2017  [August 6, 2017]. （原始内容存档于2022-02-05）.
188. ↑  Gasda, Patrick J.;  et al. . Geophysical Research Letters. September 5, 2017, 44 (17): 8739–8748. Bibcode:2017GeoRL..44.8739G. doi:10.1002/2017GL074480 .
189. ↑  Paoletta, Rae. . Gizmodo. September 6, 2017  [September 6, 2017]. （原始内容存档于2017-09-06）.
190. 1 2  Webster, Guy; Cantiollo, Laurie; Brown, Dwayne. . NASA. September 13, 2017  [September 13, 2017]. （原始内容存档于2020-11-12）.
191. ↑  Scott, Jim. . Phys.org. 30 September 2017  [30 September 2017]. （原始内容存档于2017-09-30）.
192. 1 2  Staff. . NASA. October 23, 2017  [October 25, 2017]. （原始内容存档于2022-02-05）.
193. 1 2  David, Leonard. . Space.com. January 5, 2018  [January 5, 2018]. （原始内容存档于2019-05-27）.
194. 1 2  Edwards, Christopher. . NASA. January 3, 2018  [January 6, 2018]. （原始内容存档于2019-06-17）.
195. ↑  Bridges, John;  et al. . BBC News. March 22, 2018  [March 22, 2018]. （原始内容存档于2022-05-16）.
196. 1 2  Wall, Mike. . Space.com. 12 June 2018  [13 June 2018]. （原始内容存档于2019-10-01）.
197. ↑  Chokshi, Niraj. . The New York Times. June 13, 2018  [June 13, 2018]. （原始内容存档于2022-02-15）.
198. ↑  Good, Andrew; Brown, Dwayne; Wendell, JoAnna. . NASA. June 12, 2018  [June 12, 2018]. （原始内容存档于2018-06-21）.
199. 1 2  Shekhtman, Lonnie; Good, Andrew. . NASA. June 20, 2018  [June 21, 2018]. （原始内容存档于2022-04-25）.
200. 1 2  Malik, Tariq. . Space.com. June 21, 2018  [June 21, 2018]. （原始内容存档于2022-02-05）.
201. 1 2 3  Good, Andrew. . NASA. June 4, 2018  [June 4, 2018]. （原始内容存档于2020-11-09）.
202. ↑  Brown, Dwayne; Wendel, JoAnna; Steigerwald, Bill; Jones, Nancy; Good, Andrew. . NASA. June 7, 2018  [June 7, 2018]. （原始内容存档于2018-06-07）.
203. ↑  NASA. . NASA. June 7, 2018  [June 7, 2018]. （原始内容存档于2018-06-07）.
204. ↑  Wall, Mike. . Space.com. June 7, 2018  [June 7, 2018]. （原始内容存档于2018-06-07）.
205. ↑  Chang, Kenneth. . The New York Times. June 7, 2018  [June 8, 2018]. （原始内容存档于2018-06-08）.
206. ↑  Voosen, Paul. . Science. June 7, 2018  [June 7, 2018]. doi:10.1126/science.aau3992. （原始内容存档于2019-08-18）.
207. ↑  ten Kate, Inge Loes. . Science. June 8, 2018, 360 (6393): 1068–1069. Bibcode:2018Sci...360.1068T. PMID 29880670. S2CID 46952468. doi:10.1126/science.aat2662.
208. ↑  Webster, Christopher R.;  et al. . Science. June 8, 2018, 360 (6393): 1093–1096. Bibcode:2018Sci...360.1093W. PMID 29880682. doi:10.1126/science.aaq0131 .
209. ↑  Eigenbrode, Jennifer L.;  et al. . Science. June 8, 2018, 360 (6393): 1096–1101. Bibcode:2018Sci...360.1096E. PMID 29880683. doi:10.1126/science.aas9185 .
210. ↑  Good, Andrew. . NASA. September 6, 2018  [September 9, 2018]. （原始内容存档于2021-08-10）.
211. 1 2 3 4 5 6  Greicius, Tony. . NASA. 2018-10-02  [2018-10-09]. （原始内容存档于2022-05-09） （英语）.
212. ↑  Rice, Melissa. . NASA. 29 October 2018  [2 November 2018].
213. ↑  Geological Society of America. . EurekAlert!. November 3, 2018  [November 5, 2018]. （原始内容存档于2021-05-14）.
214. ↑  Heydari, Ezat;  et al. . Geological Society of America. November 4, 2018  [November 5, 2018]. （原始内容存档于2021-11-10）.
215. 1 2  Schwenzer, Susanne. . NASA. November 28, 2018  [December 1, 2018]. （原始内容存档于2019-09-01）.
216. ↑  Chang, Kenneth. . The New York Times. 31 January 2019  [1 February 2019]. （原始内容存档于2022-03-31）.
217. ↑  Lewis, Kevin W. . Science. 1 February 2019, 363 (6426): 535–537. Bibcode:2019Sci...363..535L. PMID 30705193. S2CID 59567599. doi:10.1126/science.aat0738 .
218. 1 2  Good, Andrew; Greiciua, Tony. . NASA. April 4, 2019  [April 5, 2019]. （原始内容存档于2022-07-04）.
219. 1 2  Dvorsky, George. . Gizmodo. April 5, 2019  [April 5, 2019]. （原始内容存档于2022-02-05）.
220. 1 2  Good, Andrew. . NASA. 11 April 2019  [12 April 2019]. （原始内容存档于2020-11-30）.
221. ↑  . NASA. June 23, 2019  [June 25, 2019]. （原始内容存档于2022-05-16）.
222. ↑  Moon, MAriella. . Engadget. June 24, 2019  [June 24, 2019]. （原始内容存档于2019-07-01）.
223. ↑  Overbye, Dennis. . The New York Times. 26 June 2019  [26 June 2019]. （原始内容存档于2022-06-18）.
224. ↑  Good, Andrew; Johnson, Alana. . NASA. 7 October 2019  [7 October 2019]. （原始内容存档于2021-01-02）.
225. ↑  Rapin, W.;  et al.  (PDF). Nature Geoscience. 7 October 2019, 317 (11): 889–895  [2022-02-05]. Bibcode:2019NatGe..12..889R. S2CID 203848784. doi:10.1038/s41561-019-0458-8. （原始内容 (PDF)存档于2022-04-12）.
226. ↑  Rabie, Passant. . Inverse. 27 January 2020  [27 January 2020]. （原始内容存档于2022-06-25）.
227. ↑  Heinz, Jacob; Schulze-Makuch, Dirk. . Astrobiology. 24 February 2020, 20 (4): 552–561. Bibcode:2020AsBio..20..552H. PMID 32091933. doi:10.1089/ast.2019.2139 .
228. ↑  Washington State University. . Phys.org. 5 March 2020  [5 March 2020]. （原始内容存档于2022-05-16）.
229. ↑  Good, Andrew; Johnson, Alana. . NASA. 14 April 2020  [14 April 2020]. （原始内容存档于2022-02-05）.
230. ↑  Wall, Mike. . Space.com. 29 August 2020  [29 August 2020]. （原始内容存档于2022-02-05）.
231. ↑  mars.nasa.gov. . NASA’s Mars Exploration Program.   [2021-06-30]. （原始内容存档于2021-11-09） （英语）.
232. ↑  Rabie, Passant. . Inverse. November 1, 2021  [November 2, 2021]. （原始内容存档于2022-03-25）.
233. ↑  Millan, M.;  et al. . Nature Astronomy. November 1, 2021  [November 2, 2021]. doi:10.1038/s41550-021-01507-9. （原始内容存档于2022-06-05）.
234. ↑  Voosen, Paul. . Science. 17 January 2022  [18 January 2022]. （原始内容存档于2022-04-26）.
235. ↑  House, Christopher H.;  et al. . PNAS. 25 January 2022, 119 (4)  [18 January 2022]. doi:10.1073/pnas.2115651119.
236. ↑  Gough, Evan. . Universe Today. 21 January 2022  [22 January 2022]. （原始内容存档于2022-02-21）.
237. ↑  Dvorsky, George. . Gizmodo. February 20, 2019  [February 20, 2019]. （原始内容存档于2022-02-05）.
238. ↑  Berger, Eric. . Ars Technica. February 20, 2019  [February 20, 2019]. （原始内容存档于2022-02-05）.
239. ↑  Staff. . NASA. January 30, 2018  [January 31, 2018]. （原始内容存档于2022-02-05）.
240. ↑  .   [2022-02-05]. （原始内容存档于2022-03-07）.
241. ↑  . Popular Mechanics. Associated Press. December 13, 2016  [January 18, 2017]. （原始内容存档于2022-02-05）.
242. ↑  .   [2022-02-05]. （原始内容存档于2017-04-14）.
243. ↑  .   [2022-02-05]. （原始内容存档于2014-11-29）.
244. ↑  Speigel, Lee. . Huffington Post. July 6, 2014  [July 6, 2014]. （原始内容存档于2018-09-20）.
245. ↑  Revkin, Andrew C. . New York Times. February 6, 2014  [February 9, 2014]. （原始内容存档于2018-07-17）.。